# إشارة تحذير

إشارة التحذير (بالإنجليزية: Warning sign)‏ هي إشارة تحذير للحركة المرورية، وهي نوع من إشارات المرور التي تشير إلى خطر قادم على الطريق قد لا يكون واضحا بسهولة للسائق.
في معظم البلدان، عادةً ما تتخذ شكل مثلث متساوي الأضلاع مع خلفية بيضاء وحدود حمراء سميكة. ومع ذلك، فإن كلا من لون الخلفية ولون وسمك الحدود تختلف من بلد إلى آخر.
في جمهورية الصين الشعبية (باستثناء ماكاو وهونغ كونغ)، تظهر إشارات التحذير بحدود سوداء وخلفية صفراء. وفي السويد وصربيا والبوسنة والهرسك واليونان وفنلندا وأيسلندا وجمهورية مقدونيا وبولندا، تكون ذات حدود حمراء مع خلفية باللون العنبري. وفي سفالبارد تغيرت مؤخرا إشارة التحذير من الدب القطبي، من عرض دب أسود على خلفية بيضاء إلى دب أبيض على خلفية سوداء (كلا الاشارتين عبارة عن مثلث مع حدود حمراء). بعض البلدان مثل: (فرنسا والنرويج وإسبانيا) تستخدم عادة خلفية بيضاء مع خلفية بلون برتقالي أو لون أصفر لأعمال الطرق أو إشارات البناء.
إشارات التحذير في بعض البلدان لديها شكل مَعيـن بدلا من شكل المثلث القياسي. ففي الولايات المتحدة وكندا والمكسيك وتايلند وأستراليا واليابان والفلبين واندونيسيا وماليزيا ونيوزيلندا وأيرلندا ومعظم دول أمريكا الجنوبية، (لديهم معايير مختلفة عن بقية أوروبا) حيث أن إشارات التحذير المستخدمة تكون سوداء على خلفية صفراء، وعادة في حين أن إشارات مؤقتة (التي عادة ما تكون إشارات البناء) سوداء على خلفية برتقالية على شكل الماس. أيضا بعض البلدان الأخرى استخدام هذه المعايير لبعض لافتات.
تحتوي عادة إشارات التحذير على رمزا. في أوروبا لأنها تستند إلى اللجنة الاقتصادية لأوروبا اتفاقية فيينا للافتات وإشارات الطرق. في الولايات المتحدة أنها تقوم على معيار (MUTCD) وغالبا ما تحتوي على نص فقط.

## التاريخ

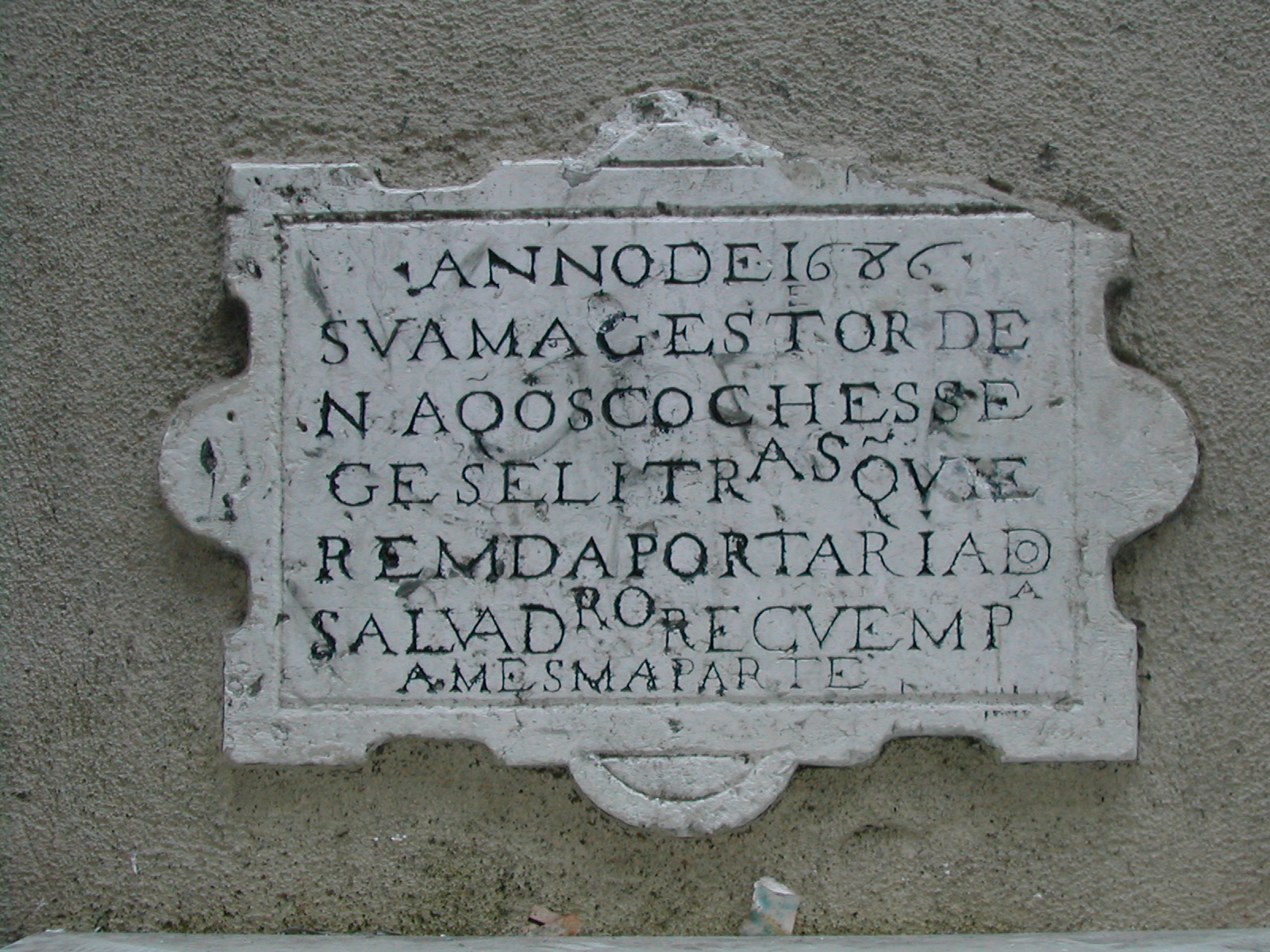
إشارة من القرن 17 على طول شارع سلفادور في الفاما يقول "عام 1686. جلالة بيتر الثاني ملك البرتغال يأمر جميع مركبات الخيول ومحفات نقل الفضلات القادمة من مدخل سلفادور والعودة من نفس الاتجاة"

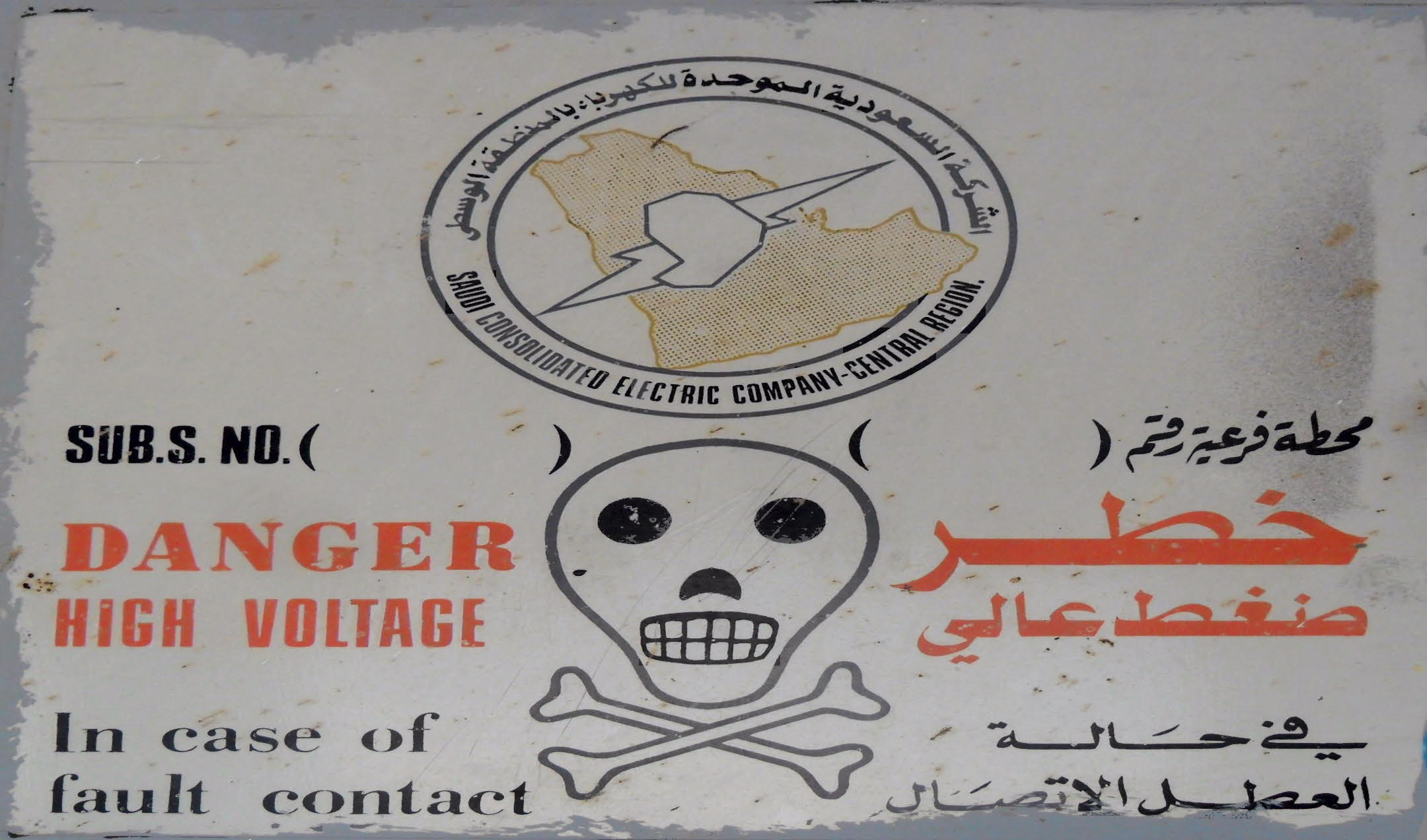
لوحة إرشادية تحذيرية من المس لجهاز الفولت الكهربائي باللغتين العربية والإنجليزية في مدينة الرياض.

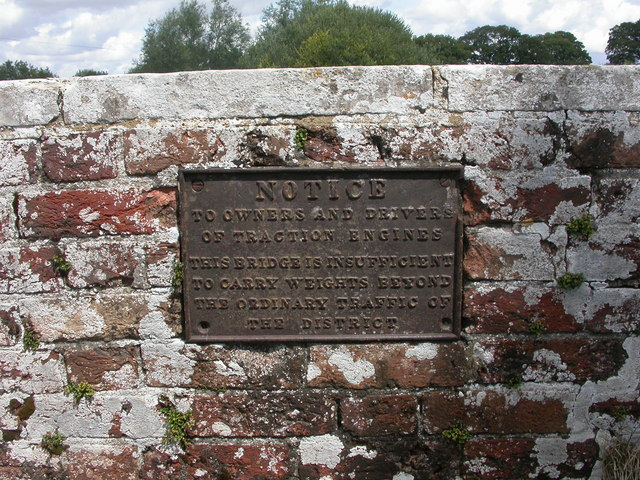
نموذج بريطاني، في حوالي عام 1860..

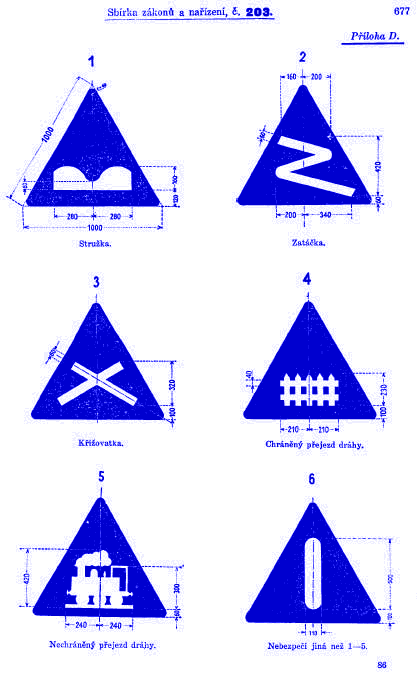
علامات التحذيرالمبكر التشيكية (حوالي منتصف الثلاثينيات). تم استبدال العلامات الزرقاء في وقت لاحق بعلامات حمراء - بيضاء - سوداء.

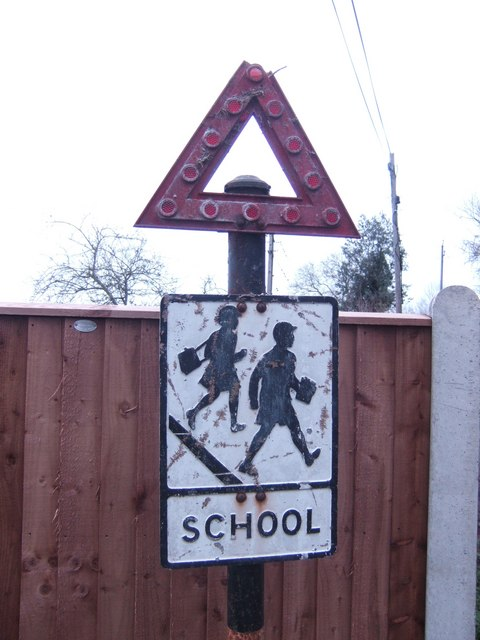
ما قبل التقييس ، منطقة المدرسة البريطانية برمز تحذير عام بقطع المعادن ، مزين باجسام كروية عاكسة من الزجاج الأحمر.

إشارات التحذير المبكر التشيك (حوالي منتصف الثلاثينيات). وقد حل محل إشارات زرقاء في وقت لاحق مع وجود إشارات الأحمر والأبيض والأسود.
قبل توحيد المنطقة مع المدرسة البريطانية رمزا معدنية انقطاع تحذير عام منمق مع الزجاج الأحمر العاكس المجالات .
بعض من أول إشارات على الطريق القديم، معالم - مجرد تدابير أعطى المسافة. وعلى الرغم من تحذيرات من المخاطر نادرة عينات عرضية ظهرت، مثل التحذير محددة حول المركبات التي تجرها الخيول النسخ الاحتياطي التي تم منحوتة في الحجر في حي الفاما لشبونة في 1686. إلا أن الإشارات المبكرة يكن لديك عالية التباين وحروف قد تم التغاضي رسائلهم بسهولة. كانت مكتوبة إشارات باللغة المحلية ( مثلا )؛ إشارات رمزية، على الرغم من فترة طويلة تستخدم على إشارات معينة التجار و(مثل المسترهنين 'رمز ثلاثي الكرة ) كانت ستستخدم لحركة المرور في وقت لاحق من ذلك بكثير فقط في التاريخ.
ظهرت أنظمة الإشارات تعقيدا مع ظهور والسيارات. في عام 1908 رابطة السيارات في غرب لندن أقامت بعض إشارات التحذير. في عام 1909 وافقت تسع الحكومات الأوروبية على استخدام أربعة رموز تصويرية، مشيرا عثرة، منحنى، تقاطع، وعبور خط السكة الحديد. العمل المكثف على لافتات الطرق الدولية التي وقعت بين 1926 و 1949 أدت في النهاية إلى تطوير نظام إشارة الطريق الأوروبي.
مع تقدم القرن العشرين وزيادة حجم حركة المرور والمركبات بسرعة، إشارة وضوح واستخدام القدرة المكتسبة ليلا أهمية. أعطى إشارات رسمت في وقت سابق شقة سيلة ل إشارات بحروف تنقش . حوالي عام 1940-1950 في البلدان مع العديد من المركبات، ويمكن توضيح صيغة خارجا مع ما يسمى ب " نسخة زر "رسائل منقط مع مجالات الزجاج العاكس للرؤية الليلية. إشارات نسخة زر مع النقاط البلاستيك بدلا من الزجاج ظهرت في السبعينيات. إشارات معدنية مسطحة عادت إلى الظهور في الثمانييات مع انتشار استخدام أسطح مغطاة الأغطية retroflective مواد مثل سكوتش لايت .
في أوروبا، عام 1968 اتفاقية فيينا للافتات وإشارات الطرق (التي أصبحت سارية المفعول في عام 1978) حاول، من بين أمور أخرى، لتوحيد إشارات مهمة. بعد سقوط الستار الحديدي وسهولة أكبر من بلد إلى بلد القيادة في منطقة اليورو ، تحرك الدول الأوروبية نحو تقليل الاختلافات الإقليمية في إشارات التحذير .
في الأنظمة الحديثة، وإشارات التحذير الولايات المتحدة تصنف على أنها سلسلة W إشارات، مثل: W1 سلسلة (المنحنيات والمنعطفات)، W2 سلسلة (التقاطعات)، W22 سلسلة (التفجير)، وهلم جرا، وتنتهي مع سلسلة W25 (بشأن تمديد الأخضر المرور أضواء ). دون سبب واضح بسهولة، وليس هناك سلسلة W21. بعض إشارات التحذير هي الولايات المتحدة دون فئة ، بينما تصنف الآخرين مثل المشارب تحذيرية على بوابات النفق أو النهاية الحمراء عادي من إشارات الطرق كإشارات كائن (OM السلسلة). في الولايات المتحدة، ووقف سقوط علامات الحد الأقصى للسرعة تحت سلسلة R (التنظيمية). الحديث موحدة على نطاق واسع علامات الولايات المتحدة ؛ ما لم تكن المتبقين العتيقة من عصر سابق، مثل الشذوذ إشارة توقف الصفراء أو الحمراء زلق متى تظهر إشارة الرطب عادة فقط على الملكية الخاصة ربما في حرم المستشفى أو في مركز تجاري موقف للسيارات .
سرقة إشارة الشارع من قبل المخادعين، والصيادين والهدايا التذكارية، وسكربرس قد تصبح مشكلة: إزالة علامات التحذير يمكن أن تسهم في حوادث التصادم ويكلف البلديات المال ليحل محل علامات المفقودة أيضا. بعض السلطات يضعوا ملصقات سرقة الردع على الجانبين الخلفي من علامات بهم. جرمت بعض الولايات القضائية حيازة غير المصرح به من لافتات الطرق أو قد حظرت إعادة بيعها لتجار الخردة المعدنية. في الحالات تأتي، واتهم اللصوص الذين الرصاص تسجيل الدخول إلى إزالة الوفيات على الطرق مع القتل الخطأ. المخربين يميل فنيا ترسم أحيانا تفاصيل إضافية على علامات التحذير: زجاجة البيرة، ومسدس، أو مربع الازدهار وأضاف أن اليد الممدودة من الشخص معبر للمشاة، على سبيل المثال.

## الأشكال الحديثة وألوان علامات التحذير
علامات التحذير يمكن أن تشير إلى أي عقبة أو خطر محتمل أو حالة تتطلب اهتماما خاصا. فيما يلي بعض من علامات التحذير الأكثر شيوعا:

التصاميم الأكثر شيوعا
شكل الماسي مع خلفية صفراء وحدود سوداء
مثلث مع حدود حمراء وخلفية بيضاء
مثلث مع حدود حمراء وخلفية صفراء

تصاميم أقل شيوعا
الماسي الشكل مع خلفية برتقالية وحدود سوداء
الماسي الشكل مع خلفية فلورسنت خضراء وحدود سوداء
الماسي الشكل مع خلفية فلورسنت وردي وحدود سوداء
الماسي الشكل مع خلفية سوداء وحدود صفراء
مثلث مع حدود سوداء وخلفية صفراء
مثلث مع حدود حمراء وخلفية زرقاء
مثلث أحمر يشير إلي الأمام
شكل خماسي أصفر مع حدود سوداء
شكل خماسي مع خلفية فلورسنت خضراء وحدود سوداء
شكل خماسي مع خلفية زرقاء ووحدود بيضاء
دائري مع خلفية صفراء
شكل مستطيل مع خلفية صفراء

خريطة العالم توضح نوع النظام الاشارات المستخدم
اللون يشير إلى نوع علامات التحذير المستخدمة في العالم(انقر لتكبير الصورة ومعلومات أساسية مفصلة).

### علامات التحذير العامة
تستخدم علامات التحذير العامة في حالات الخطر على وجه الخصوص، عقبة أو حالة لا تشملها إشارة القياسية. في أوروبا، تتكون إشارة التحذير عادةً من علامة تعجب في شكل ثلاثي قياسية (يونيكود # 9888: ⚠) بإشارة المساعدة أدناه باللغة المحلية تحديد المخاطر، عقبة أو شرط. في البلدان التي تستخدم علامات الماس على شكل، وغالبا ما يتم كتابة لغة تفسيرية مباشرة على إشارة الماس على شكل، على الرغم من أنها قد تحتوي فقط على تحذير عامة مثل "الحذر"، ويمكن أيضا أن تستخدم الصور التوضيحية.

بلجيكا
تشيلي
الصين
فنلندا
فرنسا
ألمانيا
ايرلندا
إيطاليا
اليابان
هولندا
نيوزيلندا
بولندا
روسيا، روسيا البيضاء
السويد
المملكة المتحدة

### عقبات
الماس على شكل مع توضع عاكسات عند نقطة القيود، فواصل، أو العقبات حارة أخرى. علامات مستطيلة مع المشارب قطري تشير الأجسام الصلبة مثل الحواجز، دعامات الجسر، أعمدة الكهرباء أو العوائق الطبيعية بالقرب من الطريق. وتتميز العقبات الجانب الأيسر مع خطوط تشغيل الأعلى إلى الأقل، من اليسار إلى اليمين، والحق علامات الجانب عقبة استخدام المشارب تشغيل الأعلى إلى الأقل، من اليمين إلى اليسار؛ بمعنى أقرب إلى الرمز الدولي للسهم يشير إلى أسفل نحو الجانب نحو الطريق.

إشارة الطريق ينقسم في الولايات المتحدة وكندا.
Alternate U.S. divided highway ahead sign.
U.S. divided road ahead sign.
United States & New Zealand, road diverges/splits
New York State pass left or right of obstacle sign.
Australian Divided road ahead sign.

الطريق السريع تقسيم بديلة الولايات المتحدة توقعان المقبلة.
الطريق تنقسم الولايات المتحدة توقعان المقبلة.
الولايات المتحدة ونيوزيلندا ويحيد الطريق / انشقاقات
تمرير ولاية نيويورك إلى اليسار أو اليمين من إشارة عقبة.
الأسترالي الطريق مقسمة إشارة المقبلة.

### حيوانات تعبر الطريق
تحذّر هذه العلامات من الحيوانات البرية (مثل الغزلان) أو حيوانات المزرعة (مثل الأبقار والخيل والبط والأغنام) التي قد تعبر الطريق. في الولايات المتحدة، يُوضع أحيانًا لوحة "شارك الطريق" أسفل هذه العلامات التحذيرية عند استخدامها بهذه الطريقة.

إشارة عبور الغزلان في الولايات المتحدة وكندا
إشارة عبور الماشية في الولايات المتحدة
إشارة الدببةالمهاجرة من إدارة نقل ولاية كاليفورنيا
إشارة معبر بط - بنسلفانيا
عبور الحيوانات-اليابان
إشارة عبور الحيوانات البرية- إيطاليا وألمانيا ولاتفيا
إشارة تحذير الطيور البرية -المملكة المتحدة
إشارة معبر الماشية -روسيا
لافتة عبور الحيوانات البرية - روسيا
إشارة معبر الكنغر في أستراليا
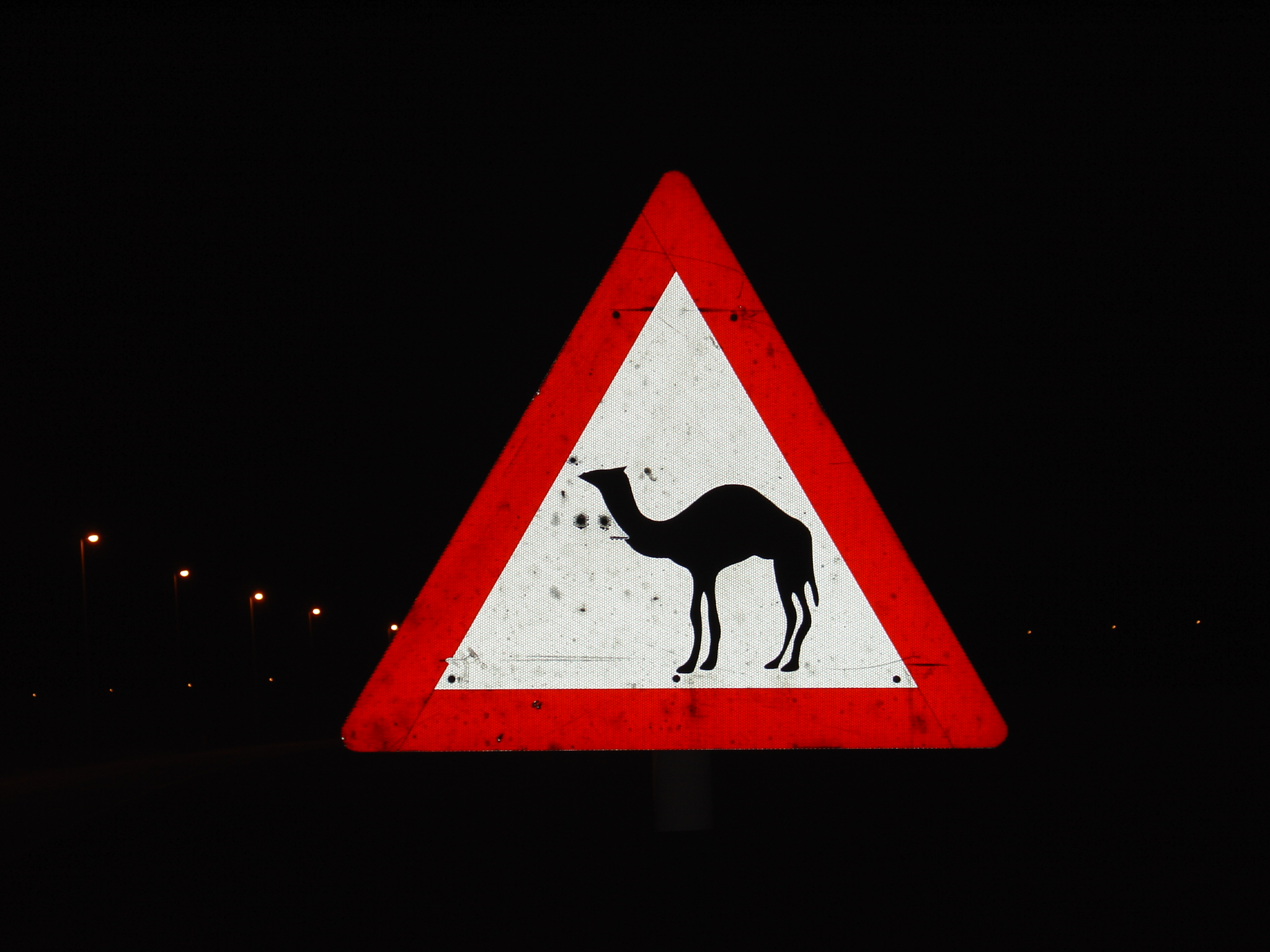
إشارة تحذير من الإبل في الإمارات العربية المتحدة
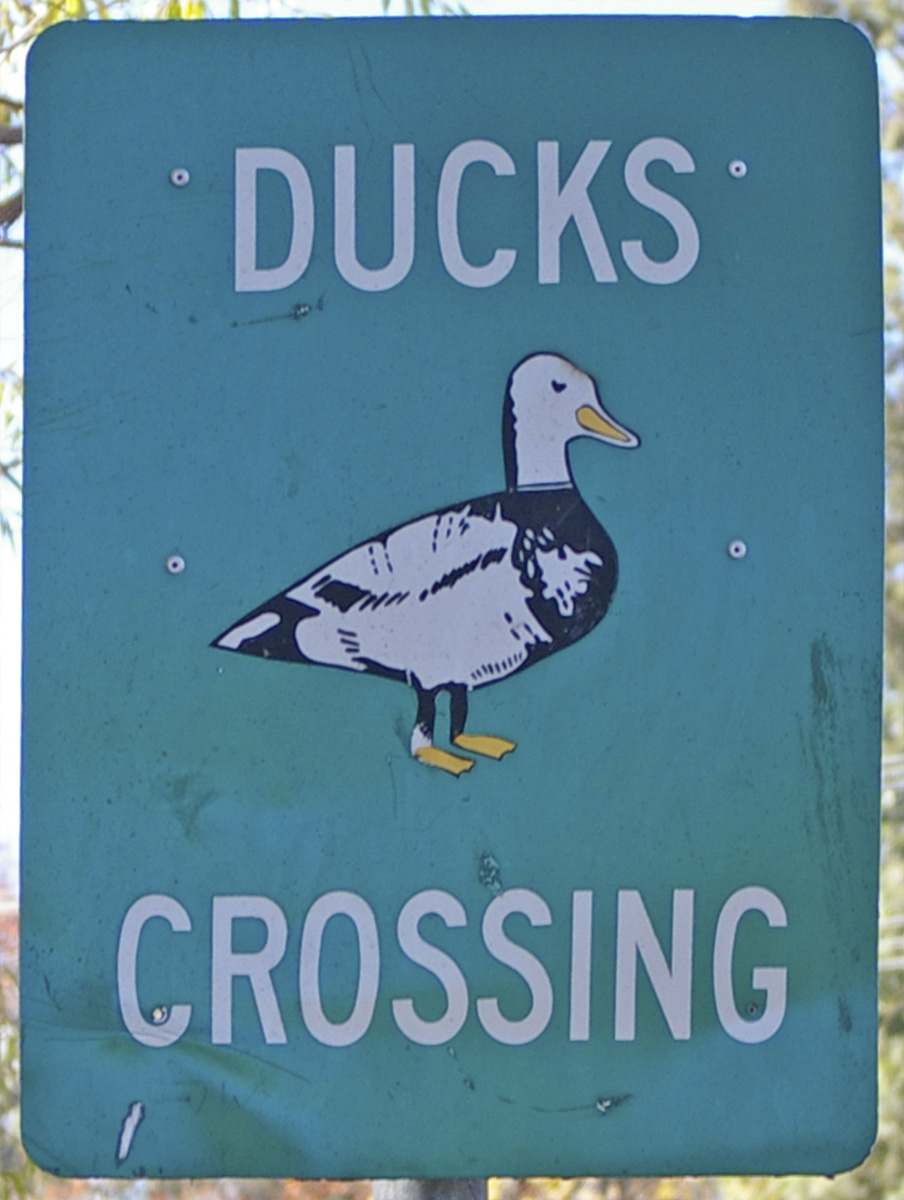
إشارة تحذير عبور البط في أستراليا
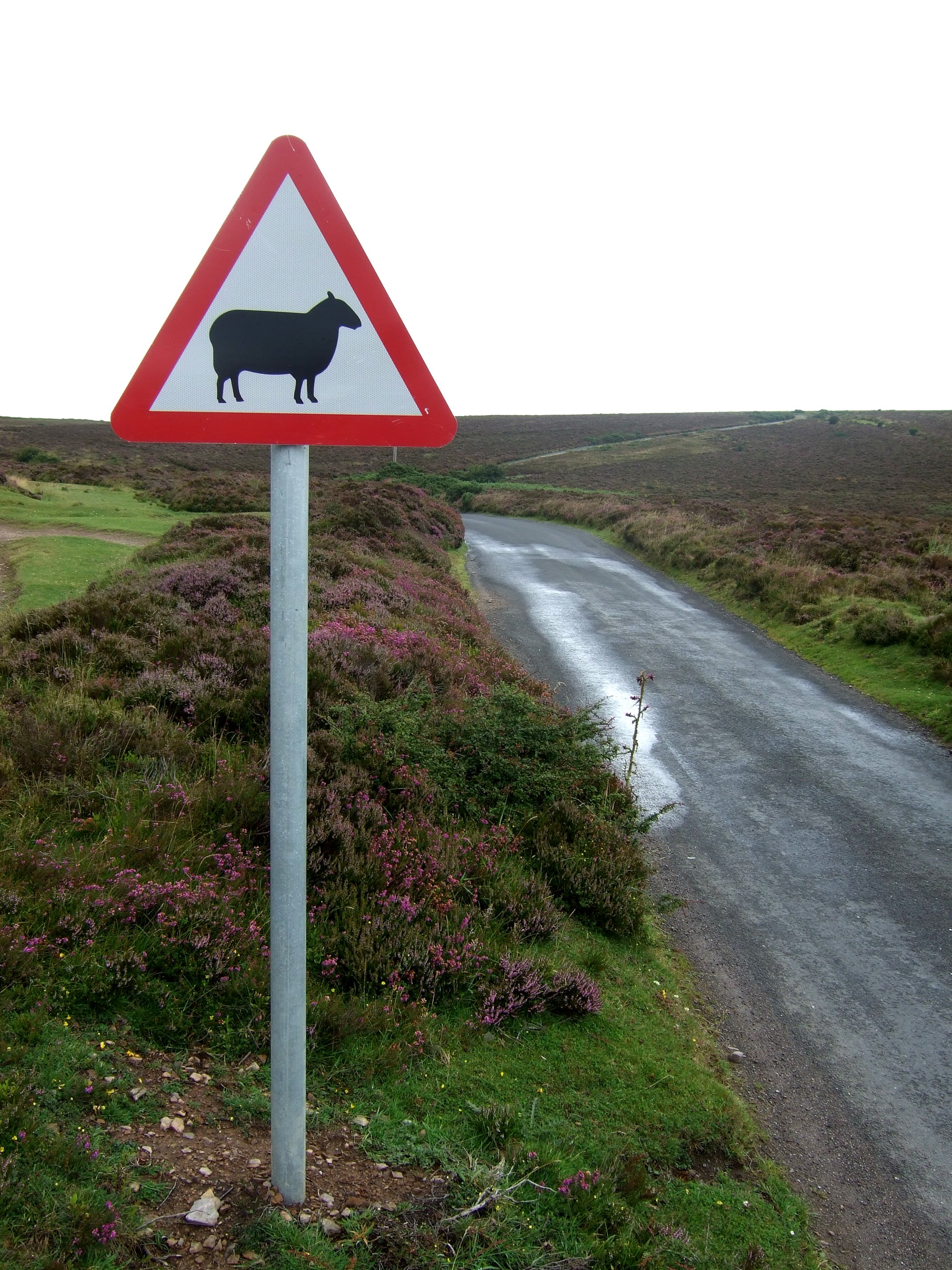
إشارة تحذير من الأغنام في المملكة المتحدة .
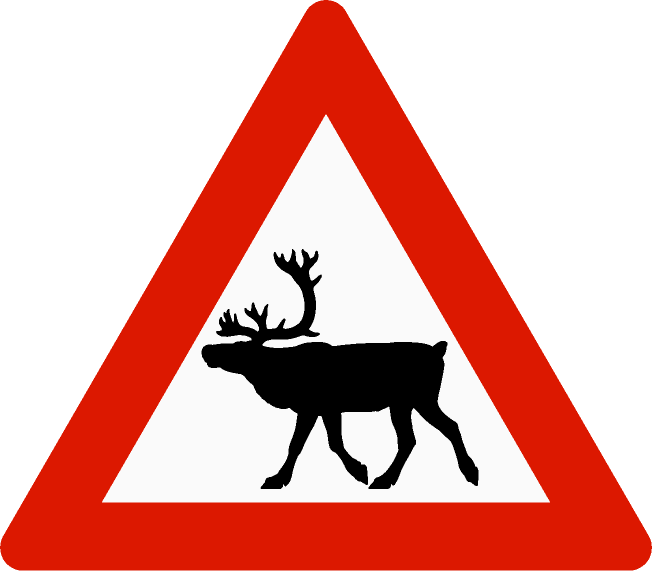
إشارة معبر الرنة في النرويج
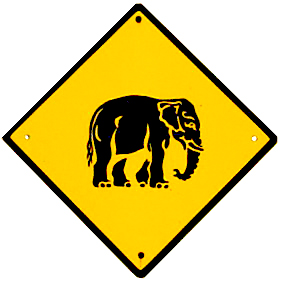
إشارة منطقة افيال برية - سورين، تايلاند
U.K. horse riders warning sign.
نيوزيلندا: فرسان..
الأغنام (نيوزيلندا).
إشارة موس من السويد.
معبر أغنام، السويد.
إشارة معبر الرنة في السويد.
معبر خيول، السويد.
Swedish horse riders warning sign
منطقة كركدن - بوتسوانا..
China: Farm Animals Crossing.
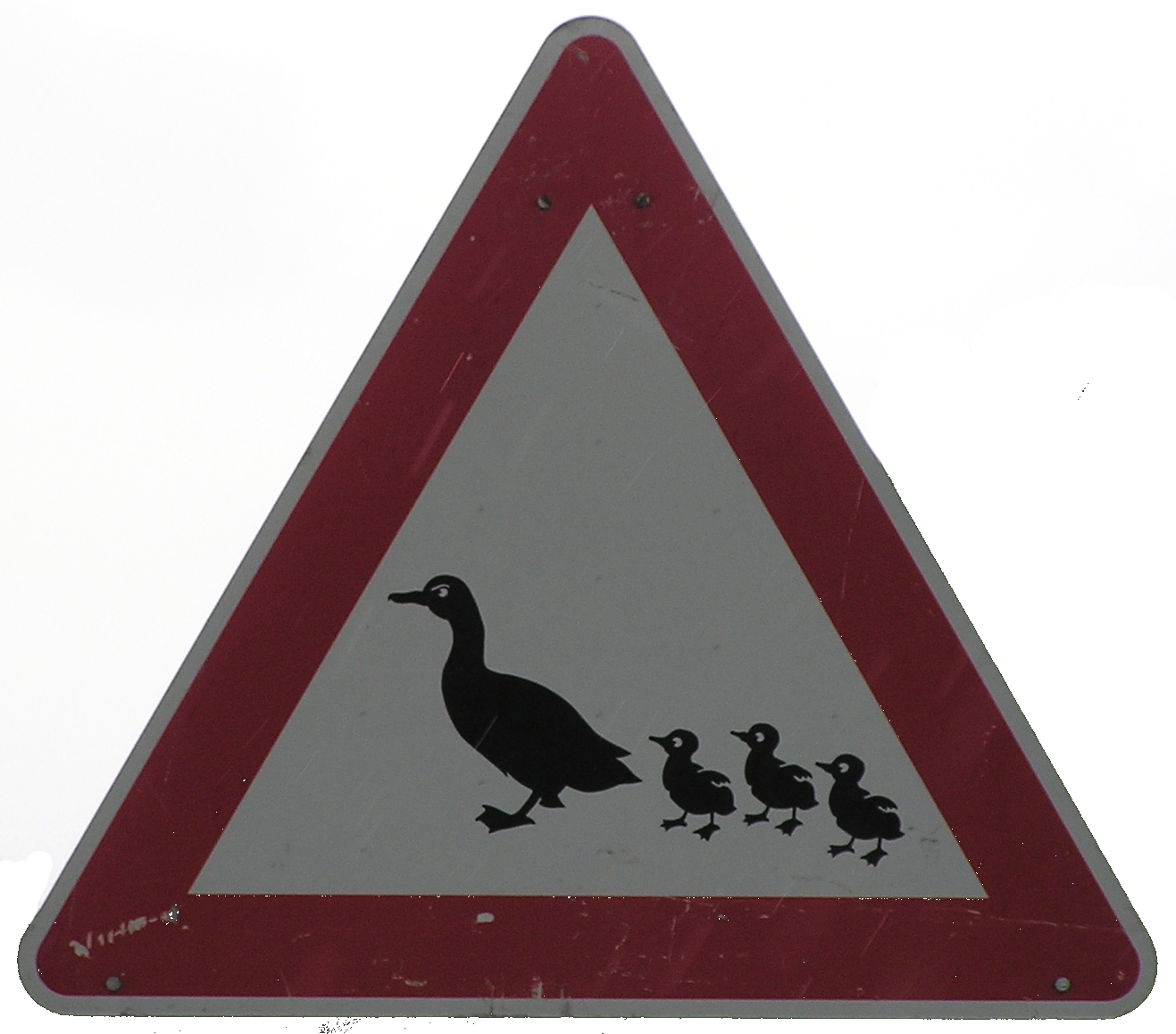
Germany: ducklings.
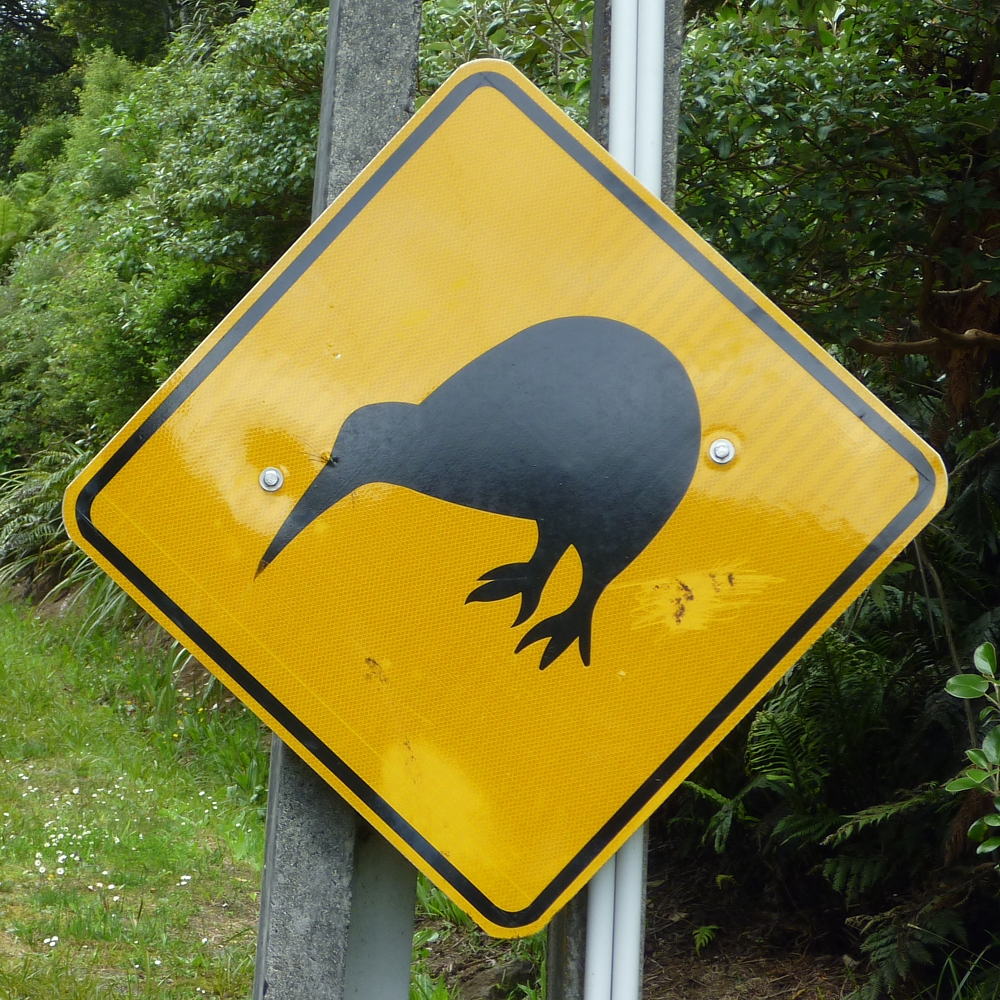
New Zealand: kiwi crossing.
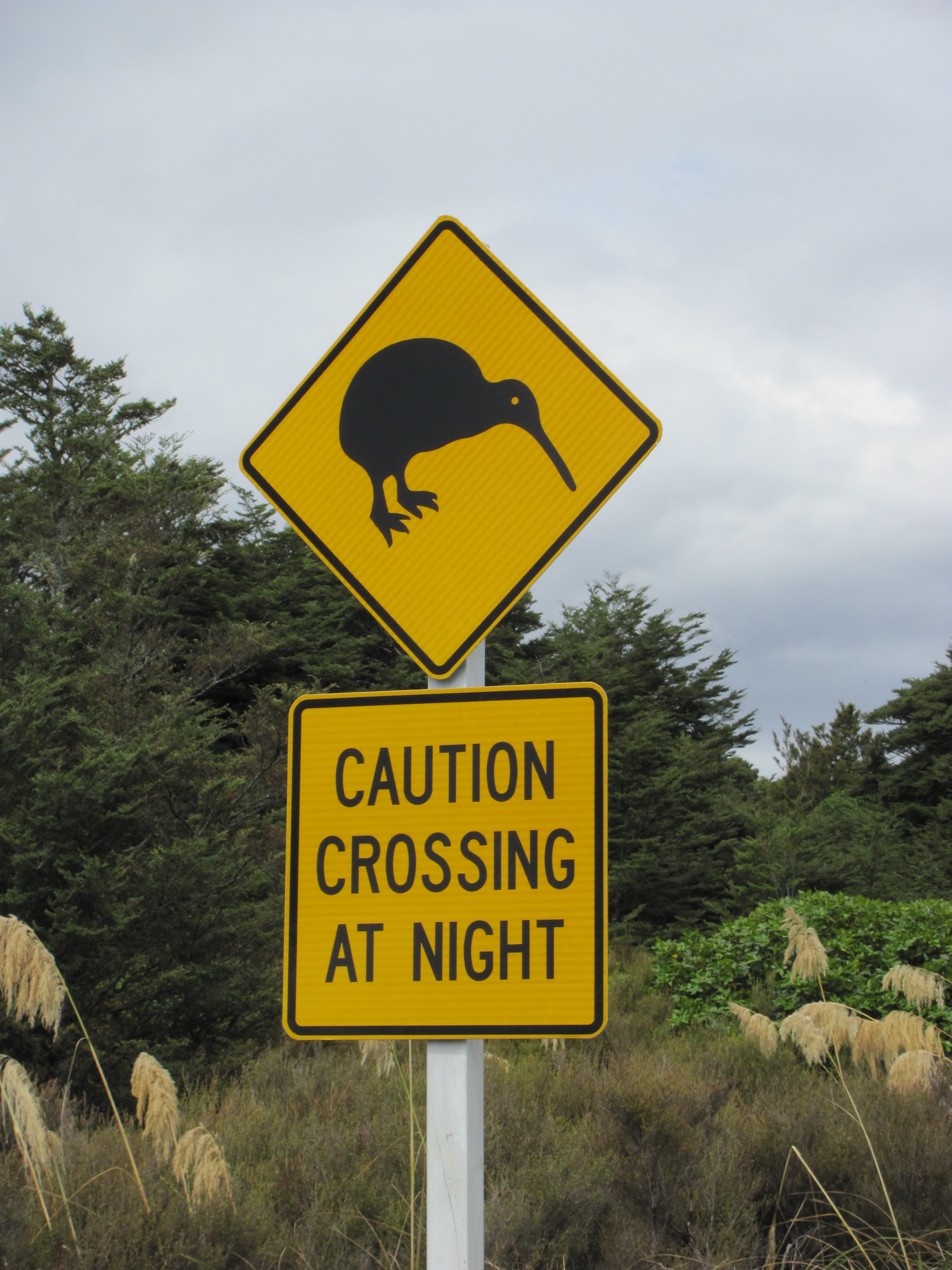
New Zealand: kiwi zone at night.
U.S. bear zone.
U.S. bighorn sheep crossing.
U.S. moose area.
U.S. sheep crossing.
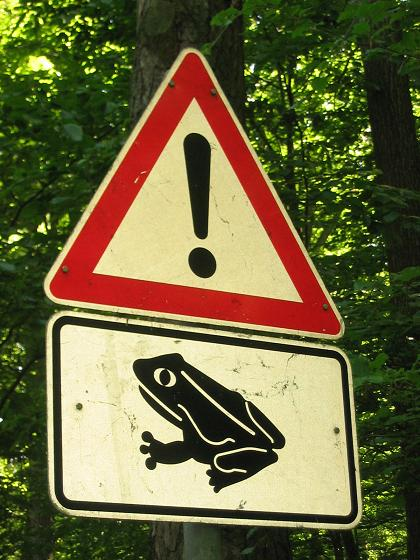
Germany: frog area.
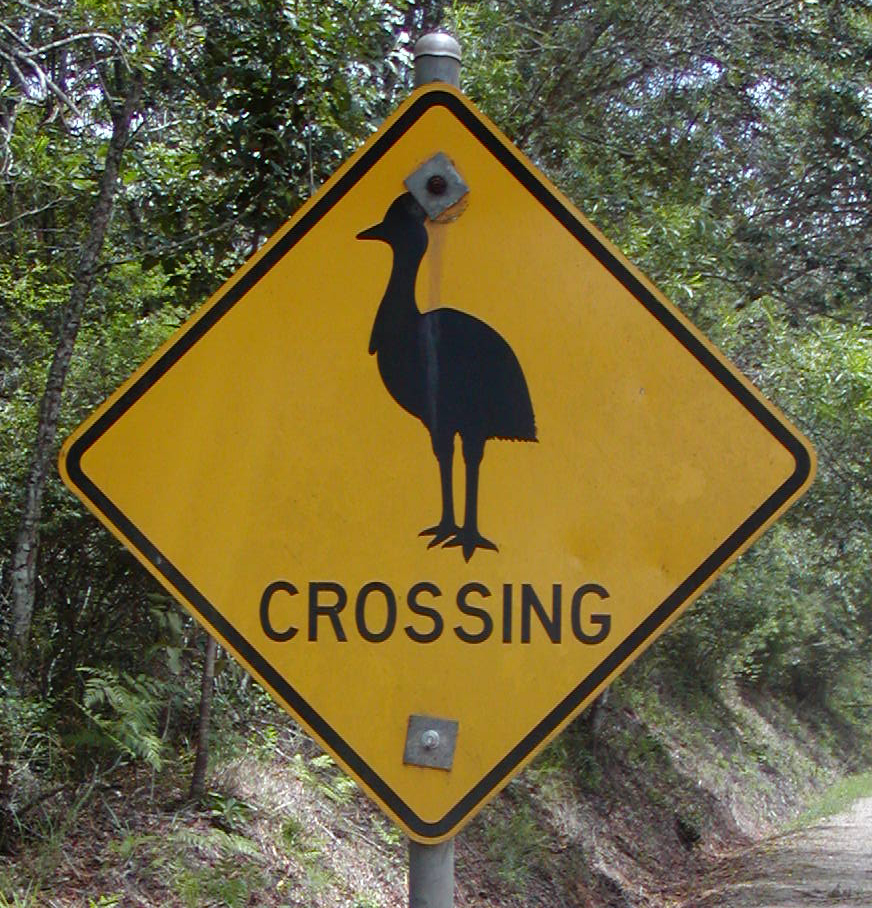
Australia, cassowary crossing.

### مركبات غريبة في الطريق
أيضا معدات (الجرارات والرافعات الشوكية وعربات الثلوج، العربات الأميش الخ) المعبر أو السفر على طول الطريق.

إشارة إنذار معبر مركبة زراعية او قاطرة في الولايات المتحدة.
New York State motorcycle crossing warning sign.
إشارة تحذير معبر دراجة نارية في ولاية نيويورك.
Ohio golf cart crossing warning sign.
Ohio horse-drawn vehicle ahead warning sign.
Horse-drawn vehicle ahead, Ohio.
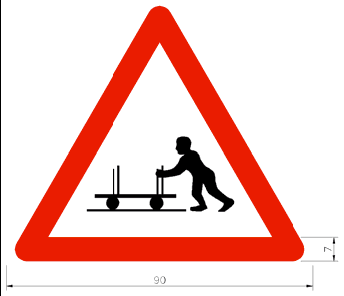
Taiwan: handcarts crossing.
Pennsylvania tank crossing warning sign.
Poland accident area ahead

ولاية نيويورك ATV إشارة تحذير المعبر.
أوهايو لعبة غولف عربة إشارة تحذير المعبر.
أوهايو المركبات التي تجرها الخيول تحذير قبل الإشارة.
السيارة إلى الأمام، أوهايو التي تجرها الخيول.
تايوان: عبور العربات التي تجر باليد.
بنسلفانيا إشارة تحذير خزان المعبر.
منطقة الحادث بولندا قبل

### أعمال الطرق أو بناء
هذه العلامات غالبا ما تكون مؤقتة في طبيعتها، وتستخدم للإشارة إلى أعمال الطرق (البناء)، سوء حالة الطرق، أو ظروف مؤقتة قدما على الطريق بما في ذلك: flagmen، طاقم المسح، واحد حارات، التفاف، سد بها، الطاقم المرافق للمستقبل، منطقة التفجير، عثرة، تراجع، دبيلة الخيل الصقيع والفيضانات (أو "ارتفاع المياه")، كتف لينة، الرصيف متفاوتة، الطريق يتأهل طازجة، الحصى والدخان على الطريق، والشاحنات التي تدخل، الخ (لاحظ أن بعض علامات ارتفاع المياه يتم نشرها لتنبيه السائقين من منطقة معرضة للفيضانات ولا تعني في الواقع أن هناك قسما من غمرت الطريق) في فرنسا وإيطاليا وإسبانيا والنرويج وغيرها، محذرا (والحد الأقصى للسرعة) علامات على اتصال مع أعمال الطرق لها خلفية صفراء، وهذه الدول لديها عادة خلفية بيضاء على علامات. في أمريكا وأيرلندا، وعلامات على اتصال مع أعمال الطرق لديهم خلفية البرتقال.

U.S. Road work ahead sign.
U.S. Road work ahead sign, metric version.
Canada construction ahead sign.
New York State bridge closed ahead sign.
وزارة النقل في كاليفورنيا  [لغات أخرى]‏ traffic fines doubled in work zones sign.
New York State increased enforcement area work zone sign.
U.S. and Canada Workers on the road sign.
Ireland road works sign.
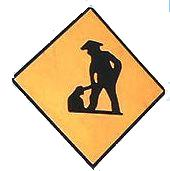
Taiwan road works.(traditional headgear variant)
Austria and Turkey road works sign.
Italy construction sign.
Norway road works sign.
Swedish road works sign.
France construction sign.
Poland construction sign.
U.K. road works sign.
U.K.loose chippings warning sign.
Netherlands and Turkey loose chippings warning sign.
New Zealand loose chippings.
Poland loose chippings sign.
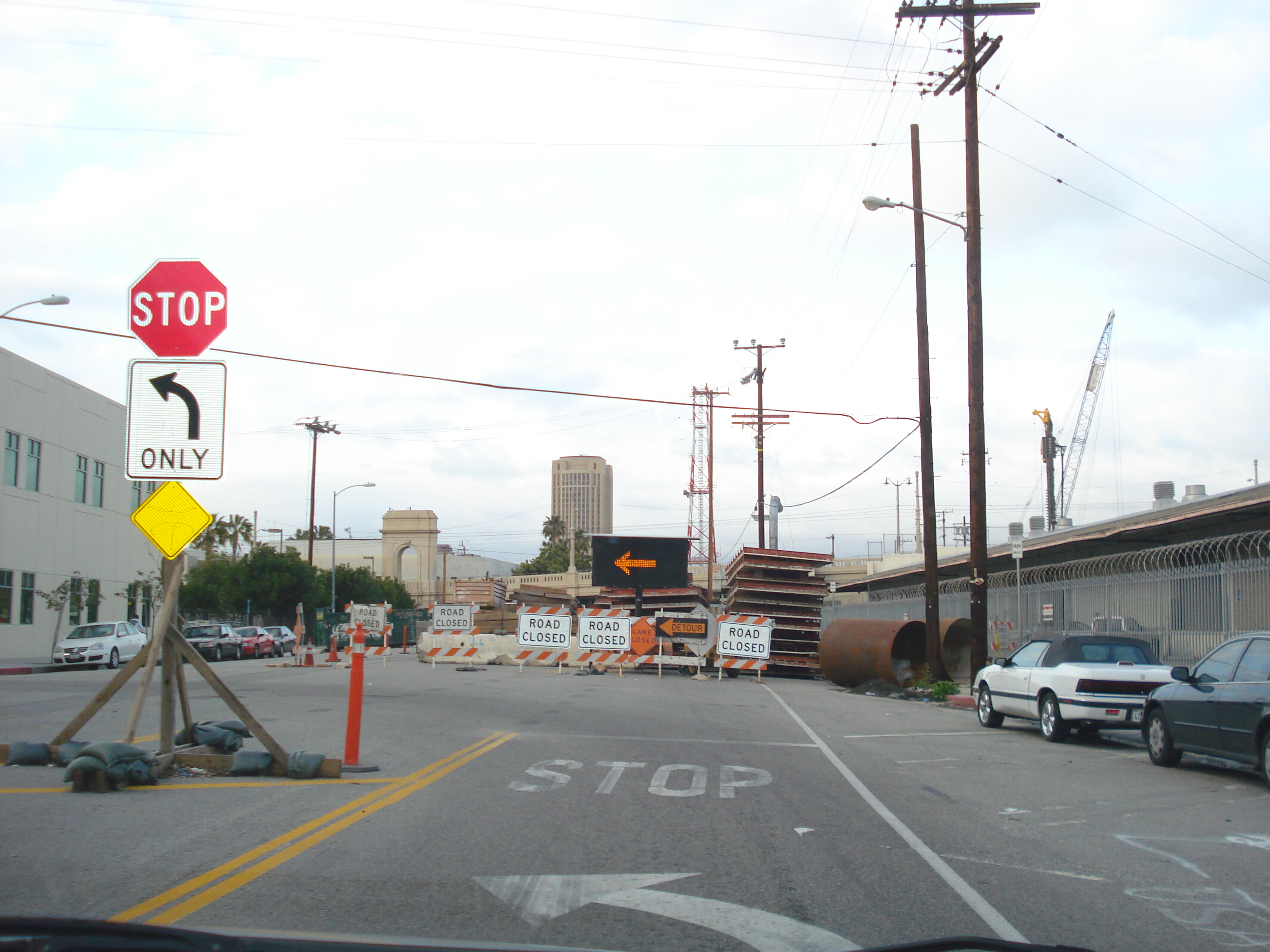
Temporary road closure signs in Los Angeles, CA.

الطريق الولايات المتحدة العمل قبل الإشارة.
الطريق الولايات المتحدة العمل قبل الإشارة، النسخة متري.
البناء كندا إشارة المقبلة.
إغلاق جسر في ولاية نيويورك قبل الإشارة.
كالترانز المخالفات المرورية تضاعف في مناطق عمل الإشارة.
زيادة في ولاية نيويورك إشارة منطقة عمل منطقة الإنفاذ.
عمال الولايات المتحدة وكندا على إشارة الطريق.
أعمال الطرق ايرلندا الإشارة.
أعمال الطرق تايوان. ( غطاء الرأس التقليدي البديل)
النمسا وتركيا أعمال الطرق الإشارة.
إشارة البناء إيطاليا.
أعمال الطرق النرويج الإشارة.
أعمال الطرق السويدية الإشارة.
فرنسا إشارة البناء.
إشارة البناء بولندا.
أعمال الطرق في المملكة المتحدة الإشارة.
شظايا UKloose إشارة تحذير.
هولندا وتركيا شظايا فضفاض إشارة تحذير.
نيوزيلندا شظايا فضفاضة.
بولندا شظايا فضفاض الإشارة.
علامات إغلاق الطريق مؤقتا في لوس انجليس، كاليفورنيا.

### منحنيات وزوايا
هذه العلامات تشير إلى أن متقدمون الانحناءات الخطرة أو غير متوقع في الطريق، ويجري بعض المستمر، والبعض الآخر يجري حادة العضوية. قد يشير إلى ما إذا كانت علامات المنحنيات هي إلى اليمين أو إلى اليسار وإذا كانت الدرجة التي المنحنيات أو المنعطفات حادة. إنها شامية تشير أيضا سلسلة من المنحنيات أو المنعطفات المقبلة.

الهند curve to right sign.
الهند curve to left sign.
U.S. and Canada sharp turn ahead sign.
U.S. and Canada sharp curve ahead sign.
U.S. and Canada sharp reverse turns ahead sign.
U.S. and Canada sharp reverse curves ahead sign.
U.S. and Canada winding road ahead sign.
U.S. and Canada winding road ahead sign. (opposite direction)
New Zealand curve sign
Ireland sharp corner (Advisory speed <30 mph)
Ireland curve sign.(Advisory speed> 20 mph)
Austria and Turkey left curve sign.
Sweden and Greece curve to the left sign.
Poland curve to left sign.
U.K. right bend ahead.
Ireland double bend.
China double bend.
Poland double bend.
Italy, Turkey, Latvia double bend.
U.K. double bend.
Ireland series of bends (winding road)
Ireland junction at corner
Ireland junction at a bend
U.S. and New Zealand side road junction on a curve sign.
U.S. curve to the right sign, with advisory speed limit.

الهند منحنى لإشارة الحق.
الهند منحنى لافتة اليسار.
الولايات المتحدة وكندا إشارة امامك منعطف حاد.
الولايات المتحدة وكندا إشارة امامك منعطف حاد.
الولايات المتحدة وكندا العكسي الحاد يتحول قبل الإشارة.
منحنيات حادة عكس الولايات المتحدة وكندا إشارة المقبلة.
الولايات المتحدة وكندا إشارة امامك متعرج.
الولايات المتحدة وكندا متعرج إشارة المقبلة. (الاتجاه المعاكس)
إشارة منحنى نيوزيلندا
ايرلندا الزاوية الحادة (سرعة الاستشارية <30 ميلا في الساعة)
إشارة منحنى ايرلندا. (سرعة الاستشارية> 20 ميلا في الساعة)
غادر النمسا وتركيا إشارة المنحنى.
السويد واليونان المنحنى إلى إشارة اليسار.
بولندا منحنى لافتة اليسار.
المملكة المتحدة ثني الحق قدما.
ايرلندا منحنى مزدوج.
الصين منحنى مزدوج.
بولندا منحنى مزدوج.
إيطاليا وتركيا ولاتفيا منحنى مزدوج.
المملكة المتحدة الانحناء مزدوجة.
أيرلندا سلسلة من الانحناءات (متعرج)
ايرلندا تقاطع في الزاوية
ايرلندا تقاطع عند منعطف
الولايات المتحدة ونيوزيلندا على جانب الطريق تقاطع إشارة المنحنى.
منحنى الولايات المتحدة لإشارة الحق، مع الحد الأقصى للسرعة الاستشارية .

### الاقتباس والسهام
ويمكن وضع رموز شيفرون شكل أو السهام على لافتات مستطيلة في الموقع الفعلي للثني أو منحنى لمزيد من احتفال موقع منحنى وللمساعدة في التفاوض من المنحنى. أنها يمكن أن تستخدم أيضا للإشارة إلى "دمج" مع حركة المرور الأخرى، كما لعلى منحدر من الوصول محدودة الطريق السريع .
يبدو حدثا غير عادي من إشارة السهم مستطيلة على نهج شرقا إلى منحنى الميت الرجل في كليفلاند، أوهايو ، الولايات المتحدة الأمريكية، تتم طباعة منحنى حاد حتى أنه في الأماكن طبعت الجذعية السهم على إشارة واحدة ونقطة السهم على آخر إشارة أكبر زيادة على الطريق، من وجهة نظر السائق على مسافة علامات اثنين تمتزج بصريا معا لتشكيل صورة واحدة كبيرة السهم.

U.S. curve arrow.
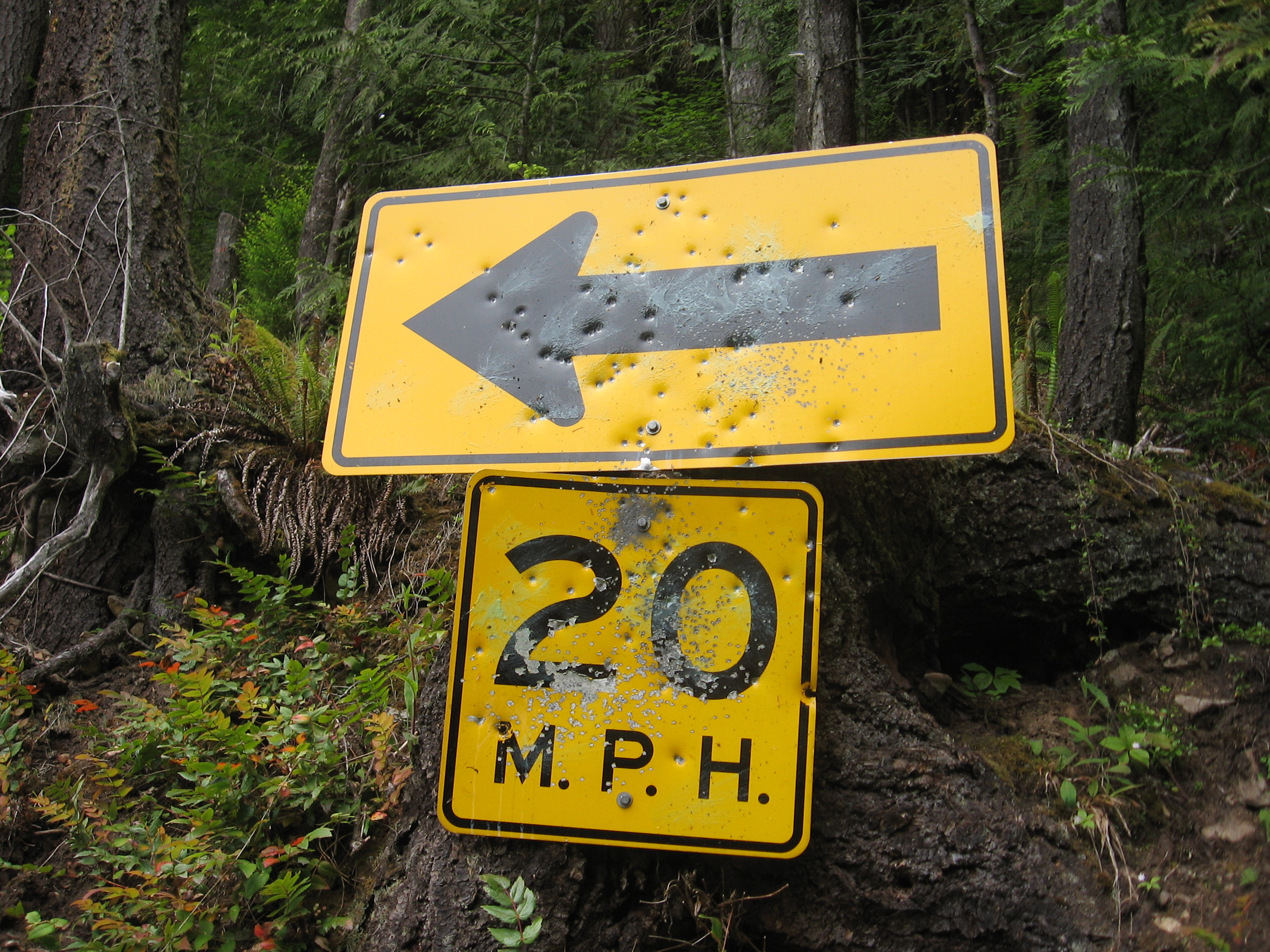
U.S. curve arrow (vandalized with gunfire).
Sweden curve chevron.
New Zealand curve chevrons with advisory speed limit.
Russia curve chevrons.
Singapore chevron signs.
France curve chevrons.
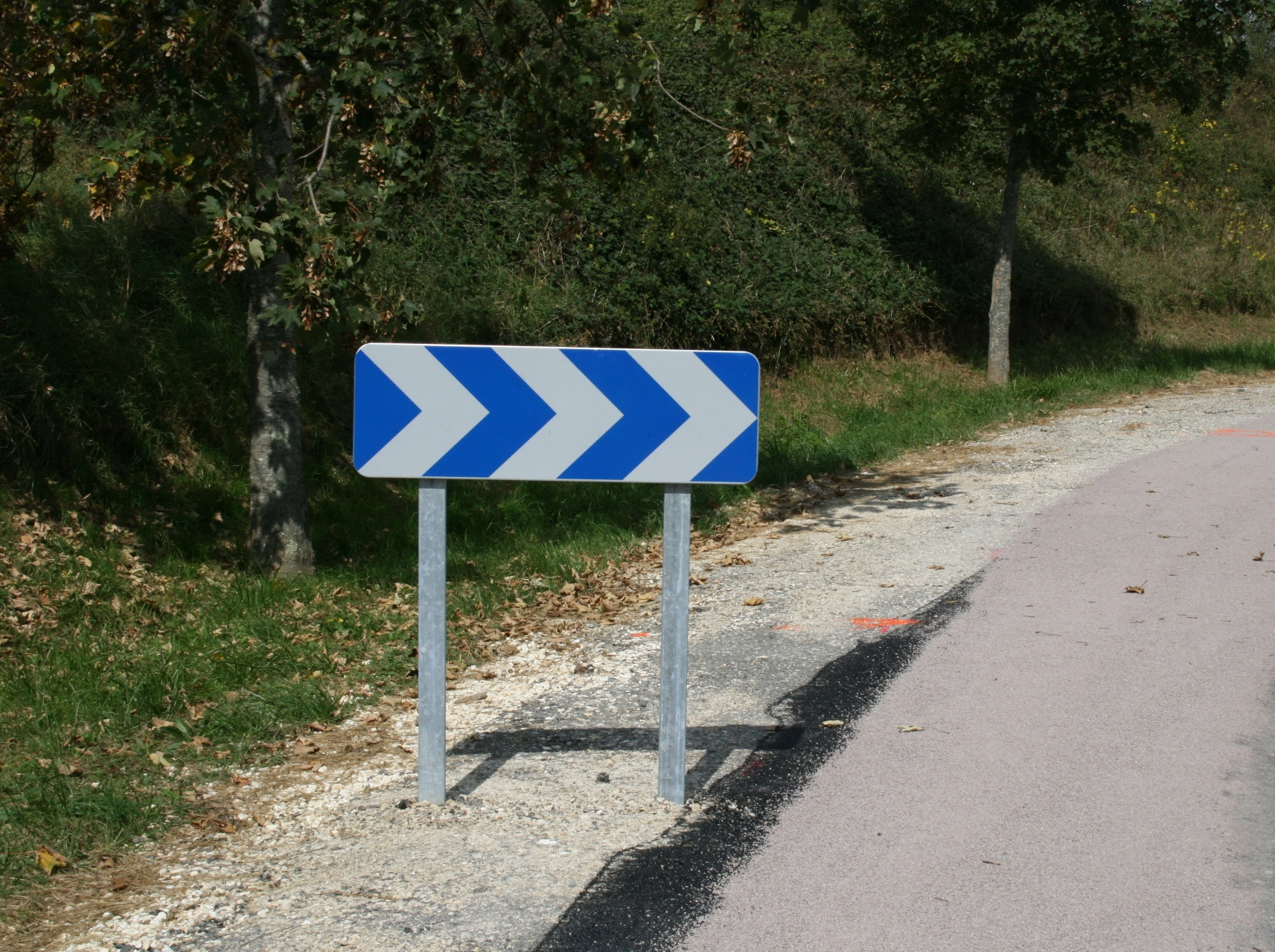
France curve chevrons.
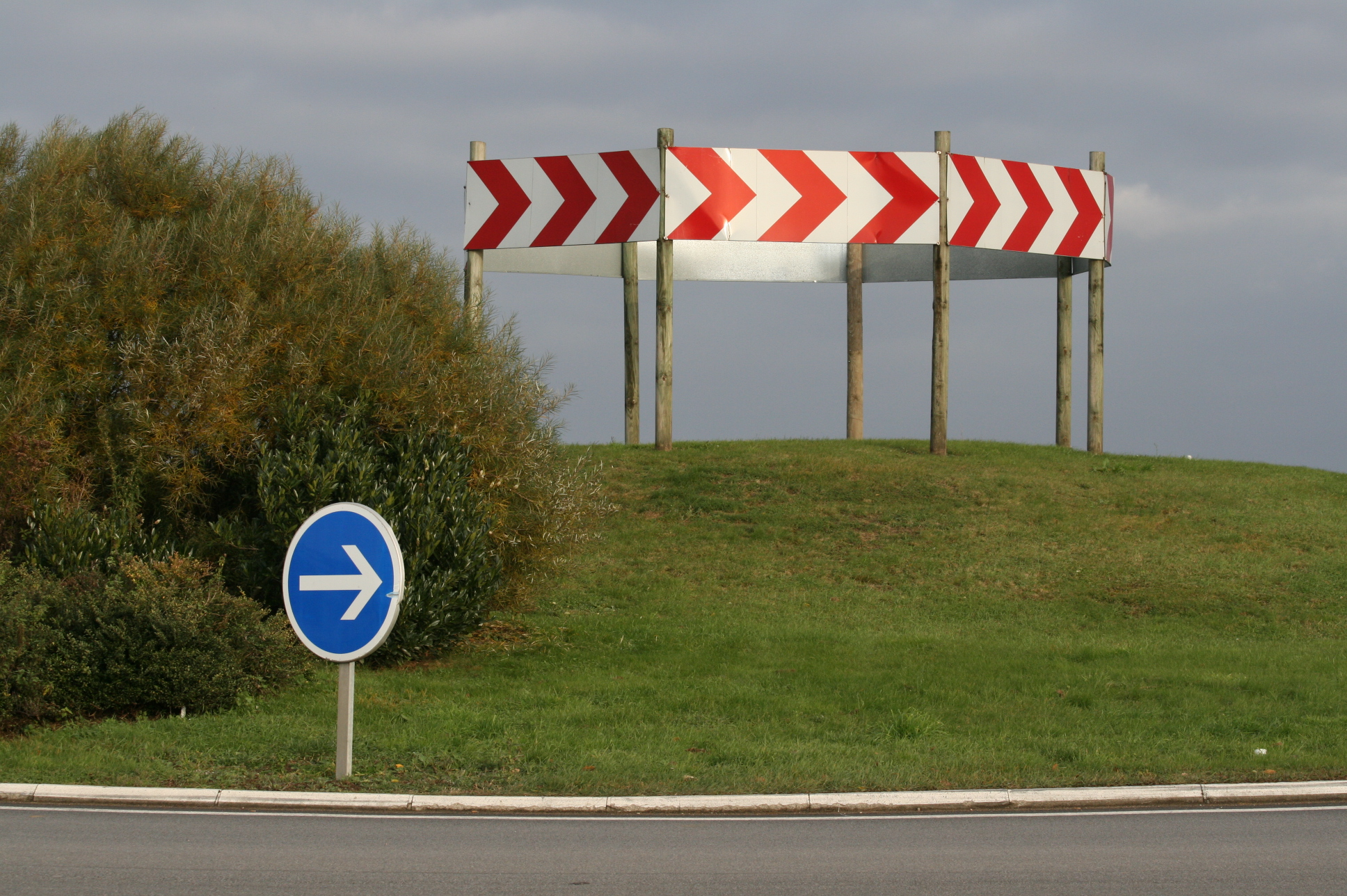
France ring of chevrons in دوار مروري hub.
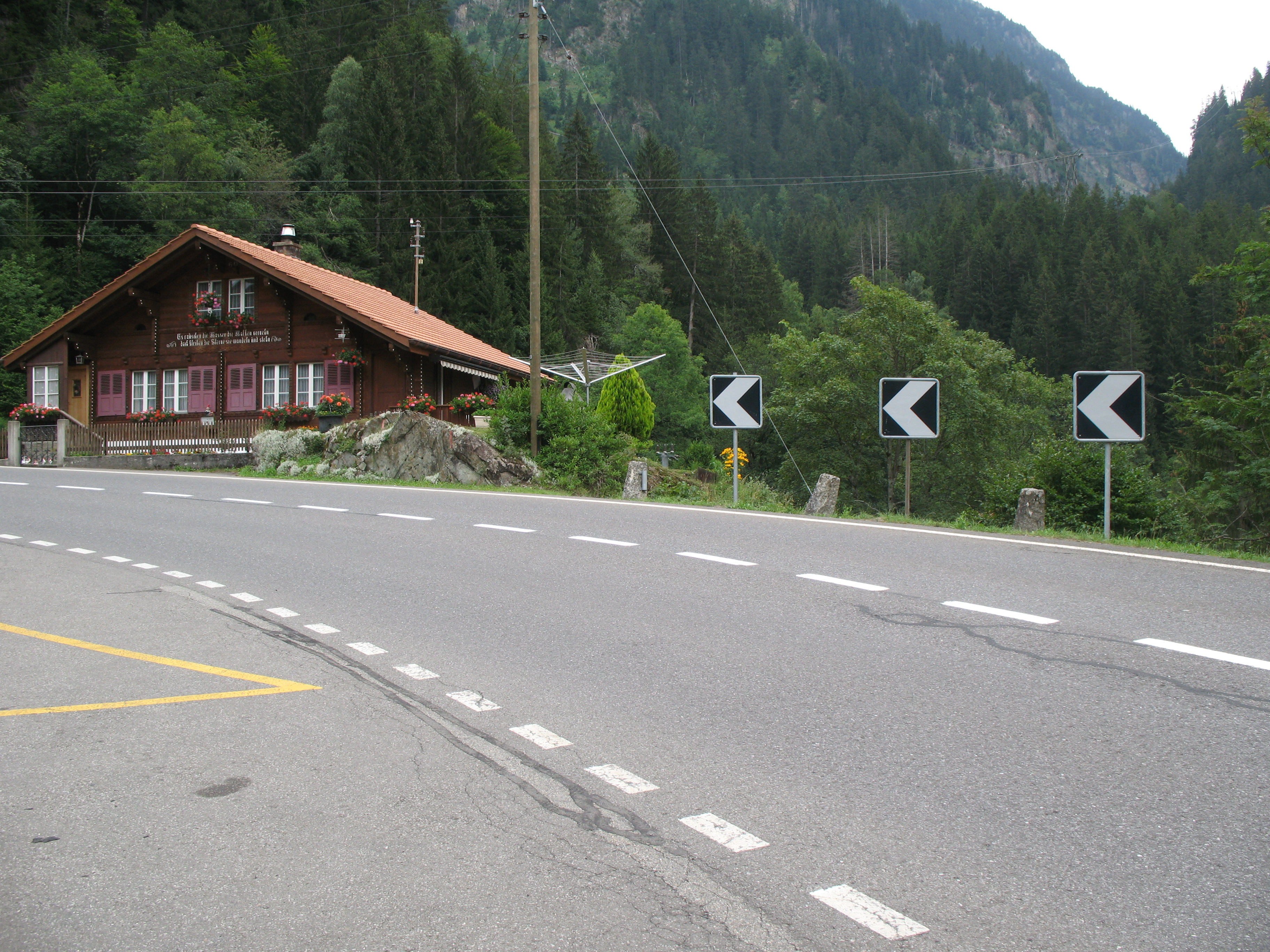
Switzerland curve chevrons.

الولايات المتحدة السهم المنحنى.
الولايات المتحدة منحنى السهم (تخريب بإطلاق النار).
السويد منحنى شيفرون.
نيوزيلندا الاقتباس منحنى مع الحد الأقصى للسرعة الاستشارية.
روسيا الاقتباس المنحنى.
علامات سنغافورة شيفرون.
فرنسا الاقتباس المنحنى.
فرنسا الاقتباس المنحنى.
فرنسا حلقة من الاقتباس في دائرة المرور مركزا.
سويسرا الاقتباس المنحنى.

### الأنفاق
هذه العلامات تُستخدم للإشارة إلى الأنفاق، حيث يلزم عادةً استخدام الأضواء، وتغير عام في مستوى الإضاءة. قد تشير أيضًا إلى ارتفاع سقف منخفض. يجب على سائقي الشاحنات أيضًا الانتباه إلى علامات الشحن المحظور (مثل البروبان) عند الاقتراب من الأنفاق.

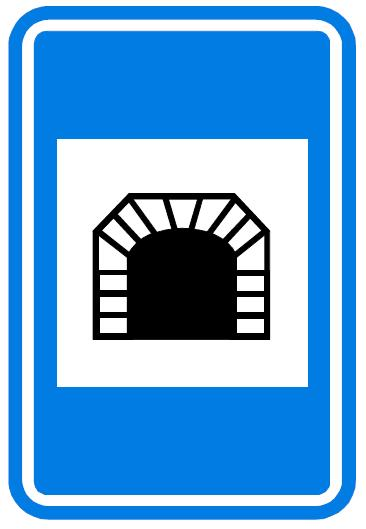
بلجيكا
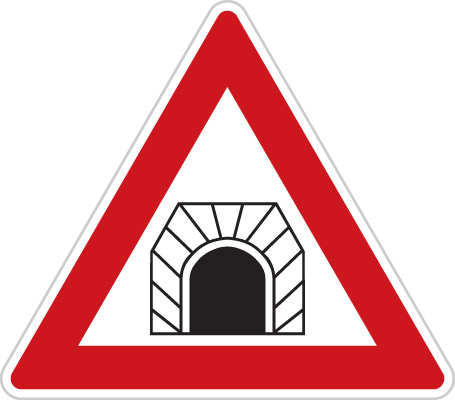
الجمهورية التشيكية
فرنسا
ألمانيا
إيطاليا
نيوزيلندا
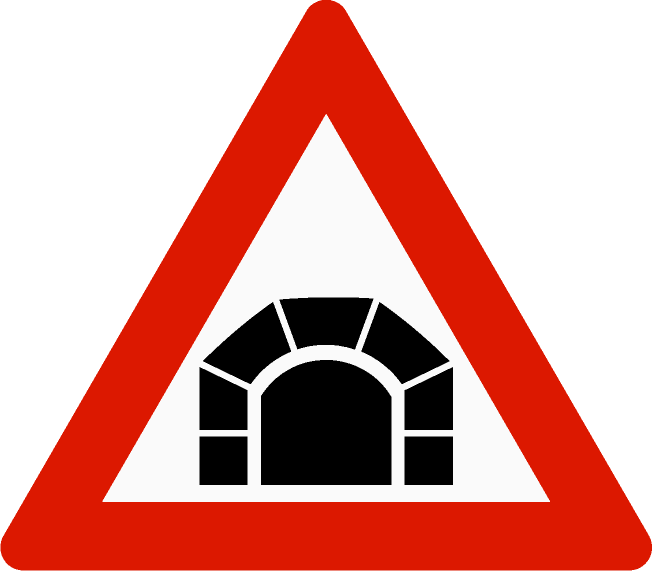
النرويج
بولندا
روسيا
سنغافورة
كوريا الجنوبية
إسبانيا
السويد
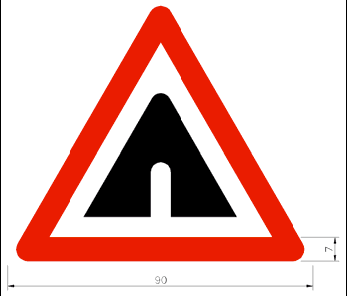
تايوان
المملكة المتحدة
الولايات المتحدة

### الجسور
وتستخدم هذه العلامات التي قد قلص حركة المرور إلى جسر ضيق، أو حيث قد يكون الجسر فترة المنقولة مغلقة أمام المركبات في حين القوارب تمر (على سبيل المثال، الجسر المتحرك أو الجسر العائم ). أنها يمكن أن تستخدم أيضا لنفق للإشارة إلى إزالة انخفاض النفقات العامة.

U.S. narrow bridge warning sign.
U.S. narrow bridge ahead sign (alternative).
U.S. narrow bridge symbol.
الهند narrow bridge warning sign.
New Zealand narrow bridge warning sign (one way bridges also have priority signs)
Ireland bridge height sign
Singapore height prohibition ahead sign.
Italy draw bridge ahead sign.
Russia and Latvia draw bridge ahead sign.
U.K. draw bridge ahead sign.
New York State restricted weight bridge ahead sign.
Czech Republic draw bridge ahead sign.

إشارة تحذير الجسر الضيق، الولايات المتحدة
إشارة ضيق الجسر قبل الولايات المتحدة (البديل).
رمز جسر ضيق الولايات المتحدة.
الهند: إشارة تحذير جسر ضيق.
نيوزيلندا: إشارة تحذير جسر ضيق (لديها اتجاه واحد الجسور أيضا علامات الأولوية)
ايرلندا: إشارة ارتفاع الجسر
سنغافورة :ارتفاع حظر إشارة المقبلة.
إيطاليا: رسم الجسر قبل الإشارة.
روسيا ولاتفيا: جسر التعادل إشارة المقبلة.
المملكة المتحدة: جسر التعادل إشارة المقبلة.
ولاية نيويورك: محدود الوزن جسر إشارة المقبلة.
جمهورية التشيك: جسر التعادل إشارة المقبلة.

### إشارات المرور
هذه العلامات التحذيرية التي تشير إشارات المرور هي الأمام، وتستخدم في كثير من الأحيان عندما يكون من الصعب أن نرى أن إشارة المرور قد يكون بالفعل تبين أحمر، لتحذير سائق لإعداد لإبطاء. قد تستكمل مع ضوء وامض أو مضاءة إشارة عندما ضوء أحمر أو تحول الحمراء. لديهم بعض البلدان أيضا علامات تحذر من إشارات لل متر منحدر ومحطات الإطفاء، والمطارات.

أستراليا
Australia: ramp meter ahead (Queensland)
بلجيكا
بوتسوانا
الصين
كولومبيا
فرنسا
ألمانيا
ايرلندا
Italy: vertical traffic signal ahead
Italy: horizontal traffic signal ahead
اليابان
هولندا
New Zealand (includes signals at airfields, fire stations and ramp meters)
بولندا
كوريا الجنوبية
إسبانيا
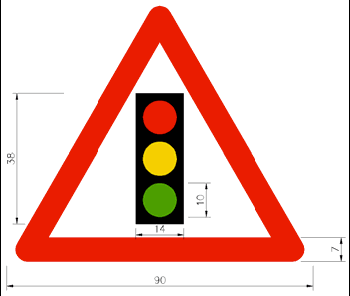
تايوان، بوتان
المملكة المتحدة، الإمارات العربية المتحدة، سنغافورة، جنوب أفريقيا
الولايات المتحدة وتايلاند وكندا
United States: alternative
United States: ramp meter ahead

أستراليا: منحدر متر قدما (كوينزلاند)
إيطاليا: الرأسي إشارات المرور قبل
إيطاليا: أفقي إشارة المرور قبل
نيوزيلندا (يتضمن إشارات في المطارات ومحطات الإطفاء ومنحدر متر)
الولايات المتحدة الأمريكية: البديل
الولايات المتحدة الأمريكية: الطريق المنحدر متر قدما

### علامات التحذير عن علامات التنظيمية
أما بالنسبة لإشارات المرور، وأعلاه، وبعض "وقف" أو قد تتطلب علامات "العائد" تحذير إضافية أو تذكير، لا سيما في المناطق الكثيفة أو حيث تمت إضافة إشارة في الآونة الأخيرة.

U.S. and Canada stop sign ahead.
U.S. stop sign ahead (alternative).
U.S. and Canada yield ahead sign.
U.S. yield sign ahead (alternative).
U.S. school speed zone ahead.

الولايات المتحدة وكندا وقف إشارة المقبلة.
الإشارة على وقف الأمريكية قبل (البديل).
الولايات المتحدة وكندا تحقق قبل الإشارة.
إشارة العائد الأمريكية قبل (البديل).
الولايات المتحدة منطقة المدرسة سرعة المقبلة.
الصين توقف إشارة المقبلة.

### مستوى المعابر والتقاطعات
هذه علامات التحذير من المعابر في الطريق حتى مستوى (مفترق طرق، T-التقاطع، شوك (Y-تقاطع) الدوارة / دوار). ويمكن أن تشير أيضا إلى "درب الخفية" المتقاطعة الطريق. (قارن مع الجسور / جسور / الجسور).

إشارة تقاطع مقبل في الولايات المتحدة وكندا.
إشارة تقاطع مقبل في الولايات المتحدة وكندا.
إشارة تقاطع مقبل في الولايات المتحدة وكندا.
إشارة تقاطع مقبل في الولايات المتحدة وكندا.
إشارة تقاطع مقبل في الولايات المتحدة وكندا.
Hidden intersection, Delaware.
U.K. crossroads ahead sign.
Japan crossroads sign.
Ireland crossroads with a major road sign.
Italy and Latvia crossroads with right-of-way from the right sign.
Ireland junction with a minor side-road sign.
Italy and Latvia junction with a minor side-road sign.
Swedish intersection with a minor cross-road sign.
Swedish intersection with minor side-road sign.
Italy and Latvia junction with a minor cross road sign.
Ireland staggered crossroads with roads of equal importance sign.
Ireland junction at corner with a minor road sign.
Ireland junction with dual-carriageway sign.
Australia, New Zealand and Ontario crossroads ahead sign.
Crossroad priority to the right ahead sign, Australia and New Zealand

Roundabouts/Rotaries
U.S. Traffic circle ahead sign.
U.S. and Canada roundabout / traffic circle ahead sign.
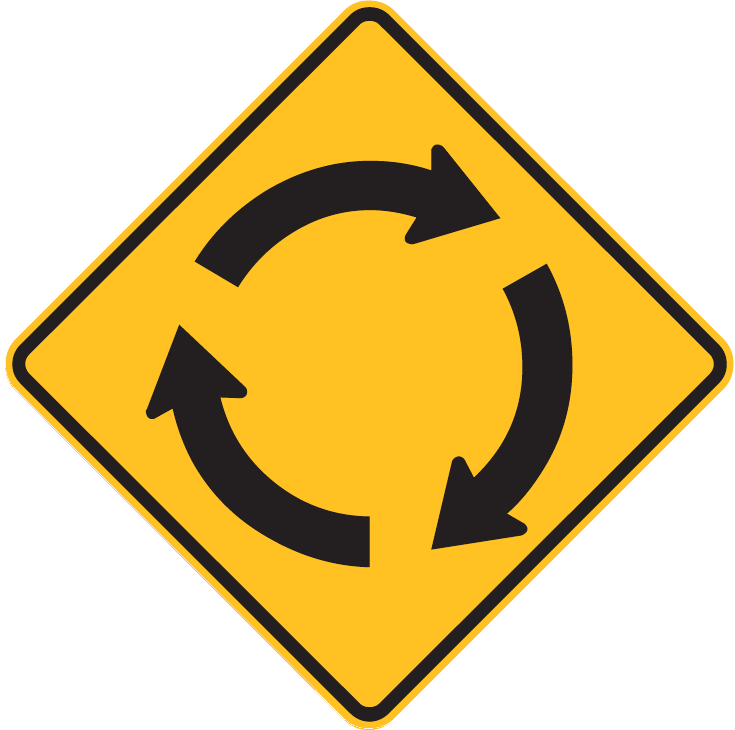
Australian roundabout sign. (note: arrows for driving on opposite side as US/CAN).
Ireland roundabout ahead sign.
Finland roundabout sign.
Roundabout ahead sign in Poland.
U.K. large roundabout ahead sign.
Italy and Latvia roundabout ahead sign.

تقاطع خفية، ولاية ديلاوير.
مفترق طرق في المملكة المتحدة توقيع المقبلة.
اليابان مفترق التوقيع.
ايرلندا مفترق مع إشارة الطرق الرئيسية.
إيطاليا ولاتفيا مفترق مع اليمين من الطريق من إشارة الصحيح.
ايرلندا تقاطع مع إشارة طفيفة الجانبية الطريق.
إيطاليا ولاتفيا تقاطع مع إشارة طفيفة الجانبية الطريق.
تقاطع السويدية مع إشارة الطفيفة عبر الطريق.
تقاطع مع إشارة طفيفة السويدية جنبا إلى الطريق.
إيطاليا ولاتفيا تقاطع مع إشارة الطريق عبر طفيفة.
ترنحت ايرلندا مفترق طرق مع الطرق من إشارة أهمية متساوية.
ايرلندا تقاطع في زاوية مع إشارة الطريق طفيفة.
ايرلندا تقاطع مع إشارة ثنائي المسار.
أستراليا ونيوزيلندا وأونتاريو مفترق طرق توقيع المقبلة.
مفترق طرق الأولوية لإشارة قدما الحق وأستراليا ونيوزيلندا
الدوارات / Rotaries
دائرة المرور الولايات المتحدة توقعان المقبلة.
دائرة الولايات المتحدة وكندا دوار / توقيع حركة المرور القادمة.
إشارة دوار الأسترالية. (ملاحظة: السهام ل يقود سيارته على الجانب المقابل كما الولايات المتحدة / CAN ).
ايرلندا دوار توقيع المقبلة.
إشارة دوار فنلندا.
دوار توقيع قدما في بولندا.
المملكة المتحدة دوار كبير قبل التوقيع.
إيطاليا ولاتفيا دوار توقيع المقبلة.

### بداية ونهاية ممر
هذه العلامات تشير عندما يتم تضييق بطريق سريع متعدد، عندما ممر يمر تنتهي، أو حيث الطريق آخذة في الاتساع أو انطلاق مرور حارة. يتم استخدام نوع آخر من إشارة تشير إلى المركزية "في اتجاهين" حارة تحول اليسار في وسط الطريق. علامات التحذير قد حذروا أيضا من "نهايات الطرق السريعة"، حيث الطبقة التغييرات الطريق أو النوع.

إشارة أنتهاء الممر الأيمن في الولايات المتحدة وكندا. .
Canada New York State one lane road ahead sign.
New York State one lane road ahead sign.
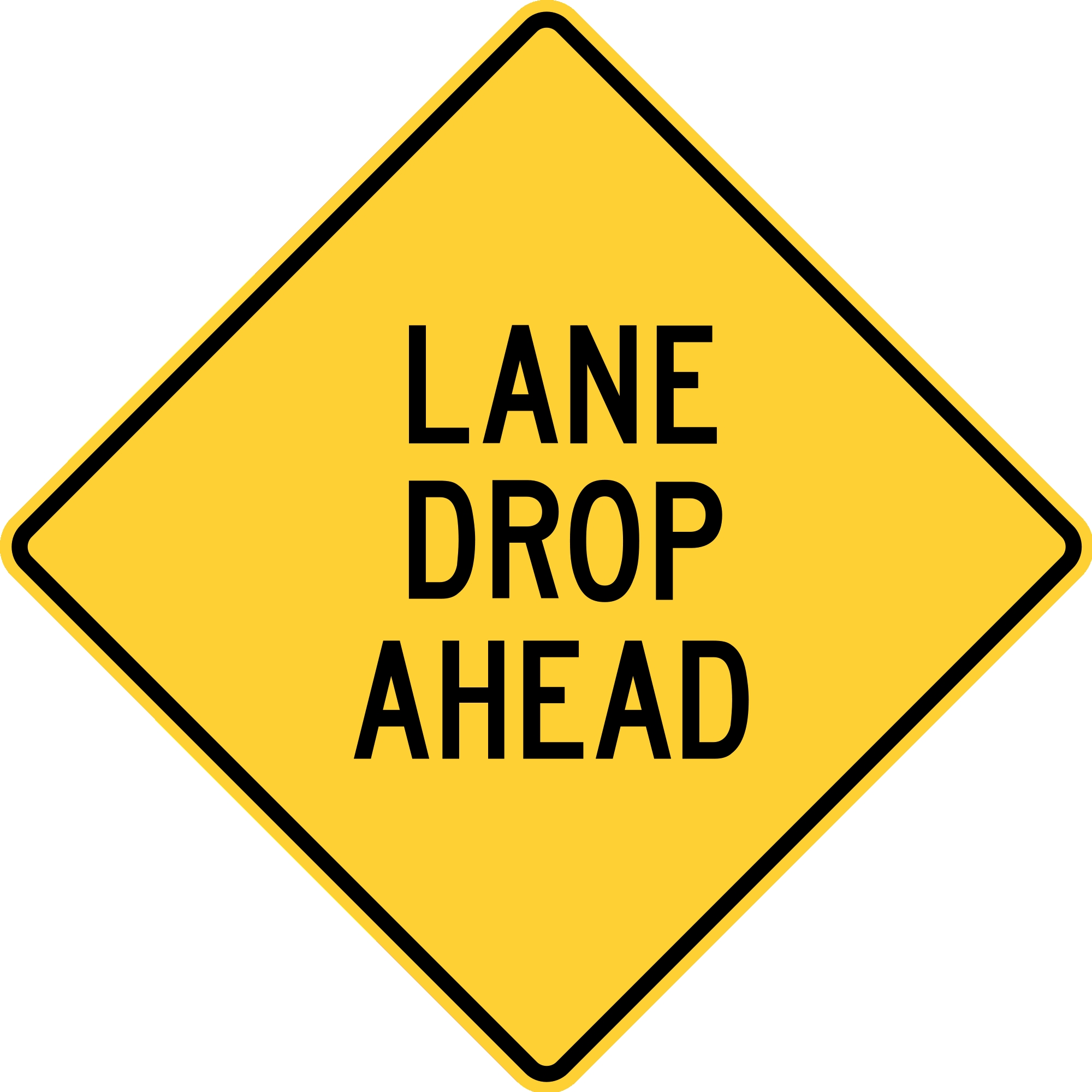
Massachusetts lane drop ahead.
U.S. and Canada divided highway ahead sign.
Alternate U.S. divided highway ahead sign.
U.S. divided road ahead sign.
Japan lane decrease sign.
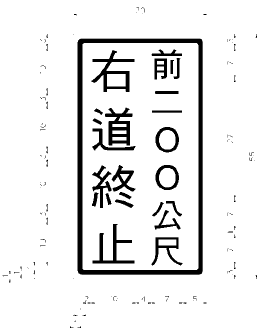
Taiwan: right lane ends ahead.
U.K., Italy and Latvia road narrows from the right.
U.K. road narrows on both sides ahead sign.
British, Hong Kong & Singapore "end of dual carriageway" sign

إشارة حارة طريق واحدة مقبلة في كندا و ولاية نيويورك .
إشارة حارة طريق واحدة مقبلة في ولاية نيويورك.
إسقاط ماساتشوستس حارة المقبلة.
الولايات المتحدة وكندا تنقسم الطريق السريع قبل التوقيع.
الطريق السريع تقسيم بديلة الولايات المتحدة توقعان المقبلة.
الطريق تنقسم الولايات المتحدة توقعان المقبلة.
اليابان علامة انخفاض حارة.
تايوان: الممر الأيمن ينتهي في المستقبل.
المملكة المتحدة وإيطاليا ولاتفيا الطريق يضيق من الجهة اليمنى.
يضيق الطريق UK على كلا الجانبين توقيع المقبلة.
البريطانية وهونغ كونغ وسنغافورة "نهاية المسار المزدوج" علامة

### دمج البقاء مع حركة المرور من خلال
في الولايات المتحدة و كندا ، وهناك لافتات خاصة للحارات التي هي على وشك الخروج، بحيث السائقين الذين يرغبون في البقاء على الطريق الرئيسي لديك الوقت الكافي لدمج. يشار إلى مثل هذه الممرات في بعض الأحيان من قبل شريطية خاصة ("خطوط التمساح") وعلامة "الظهور المرور اليسار دمج" (أو اليمين). على الطرق السريعة، واتجاهات الخضراء التوقيع على منحدر الخروج قد يكون التدوين إضافية، "خروج فقط"، ويجب أن يكون بحروف سوداء على خلفية صفراء للتأكيد.

وزارة النقل في كاليفورنيا  [لغات أخرى]‏ W74 all traffic merge left sign.
U.S. and Canada Added Lane traffic sign.
Japan join sign.
Italy merge from right sign.

كالترانز W74 عن دمج حركة اليسار علامة.
إشارة المرور الولايات المتحدة وكندا واضاف لين.
اليابان الانضمام علامة.
إيطاليا دمج من علامة الصحيح.

### طرق مع نقطة دخول واحدة
الطرق التي لديها واحد فقط نقطة الدخول / الخروج - "طريق مسدود"، "ليس من خلال الشارع" أو "لا مخرج".

Pennsylvania No Through Street sign.
Pennsylvania loop street sign.
U.S. No Outlet sign.
U.S. Dead End sign.
U.S. (New York City): dead end.
Canada: Cul-de-sac sign.
Canada: No Exit sign.
Sweden: dead end ahead.
Austria: dead end ahead.
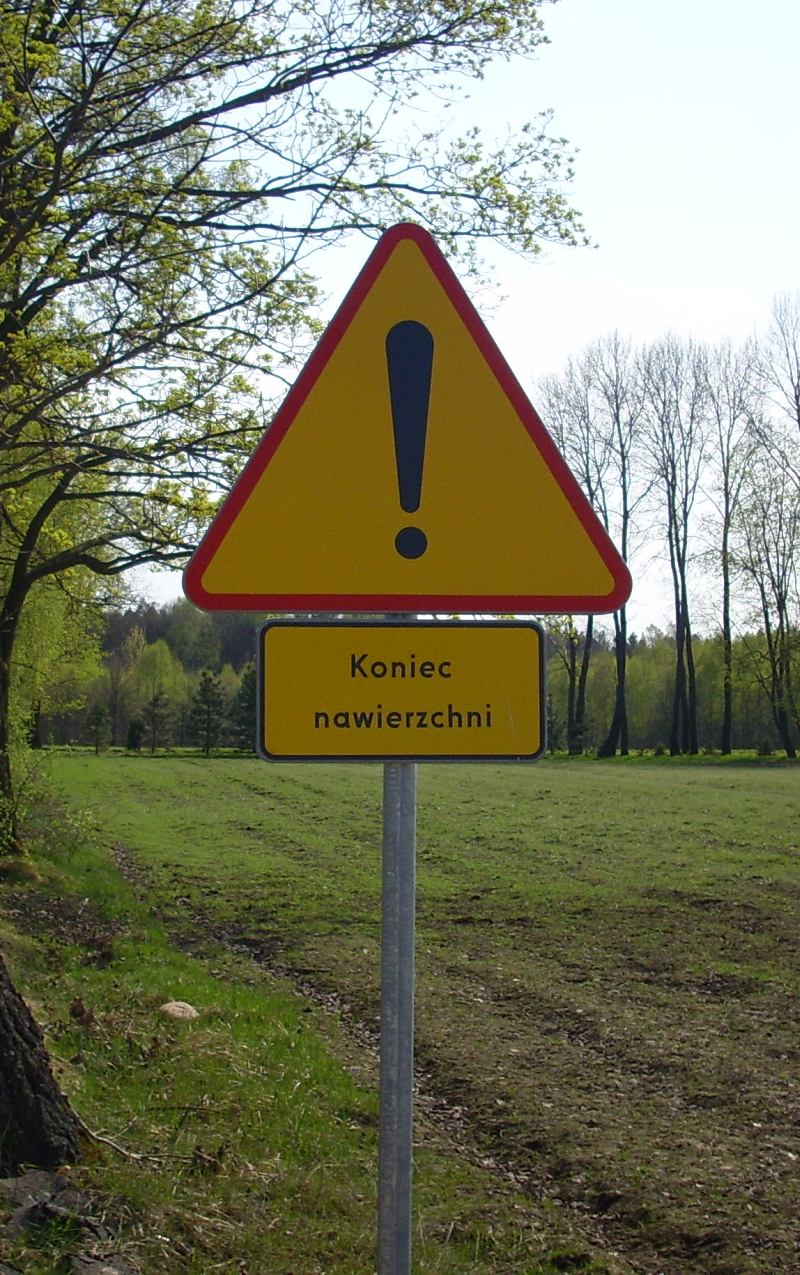
Poland: roadway ends.

لا ولاية بنسلفانيا من خلال علامة ستريت.
بنسلفانيا الشارع حلقة علامة.
الولايات المتحدة لا علامة المخرج.
الولايات المتحدة طريق مسدود علامة.
الولايات المتحدة (مدينة نيويورك): طريق مسدود.
كندا: علامة طريق مسدود دي الكيس.
كندا: لا إشارة الخروج.
السويد: مسدود المقبلة.
النمسا: مسدود المقبلة.
بولندا: الطريق ينتهي.

### نهاية الطرق

كندا
U.S. (New York City): roadway ends.
U.S. roadway ends here (لقب the "red splat").

NO PASSING SIGNS ARE NOT WARNING SIGNS
الولايات المتحدة (مدينة نيويورك): الطريق ينتهي.
الطريق الأمريكية ينتهي هنا ( AKA في "تنبيه أحمر").

## معابر المشاة
تستخدم علامات لتحذير السائقين من الناس يسيرون في الشارع. أنها يمكن أن تستخدم أيضا للتحذير من الأطفال الذين يلعبون، والملاعب، ومنطقة للدراجات، طفل أصم، أعمى المشاة، واستقر المناطق غزيرا حيث قد تدخل المارة على الطريق.
في ولاية كاليفورنيا ، الولايات المتحدة الأمريكية بالقرب من الحدود المكسيكية ، وهناك علامات التحذير تظهر عائلة تشغيل. هذا هو لتحذير سائقي السيارات إلى البحث عن المهاجرين غير الشرعيين الذين يحاولون الفرار السلطات عن طريق تشغيل من خلال المرور السريع. تم إنشاء رمز من قبل وزارة كاليفورنيا للنقل الموظف جون هود في أواخر الثمانينات.

U.S. and Canada pedestrian crossing sign.
Blind pedestrian crossing sign, Pennsylvania.
Special Needs Child Crossing, New York City.
Blind child, Delaware.
Hearing impaired child sign Pennsylvania.
Deaf child area sign, New York State.
Deaf child, Delaware and Canada.
Deaf children near sign, California.
Autistic child warning, USA.
Children crossing, Ireland.
U.K. Zebra crossing ahead sign.
U.K. pedestrians on road ahead sign.
Netherlands pedestrian crossing sign.
Poland pedestrian crossing ahead sign.
Sweden pedestrian crossing sign (Used to warn ahead).
Russia pedestrian crossing sign.
Australia: crosswalk ahead.

علامة عبور المشاة الولايات المتحدة وكندا.
علامة عبور المشاة أعمى، ولاية بنسلفانيا.
الاحتياجات الخاصة معبر الطفل، مدينة نيويورك.
الطفل الكفيف، ولاية ديلاوير.
ضعف السمع الطفل توقيع بنسلفانيا.
الصم علامة مجال الطفل، ولاية نيويورك.
الأطفال الصم وديلاوير وكندا.
الأطفال الصم بالقرب علامة، كاليفورنيا.
تحذير الأطفال المصابين بالتوحد، الولايات المتحدة الأمريكية.
الأطفال يعبرون، ايرلندا.
عبور المملكة المتحدة زيبرا قبل التوقيع.
المملكة المتحدة المشاة على الطريق توقيع المقبلة.
هولندا علامة عبور المشاة.
عبور المشاة بولندا توقيع المقبلة.
السويد علامة عبور المشاة (المستخدمة للتحذير قبل).
روسيا علامة عبور المشاة.
أستراليا: ممر المقبلة.

### المدارس
تُستخدم هذه العلامات لتحديد مناطق المدارس (حيث قد يتم تطبيق حدود سرعة أقل)، وعبور الطلاب، أو حرس المرور أو الإشارات القادمة. في الولايات المتحدة وكندا، تُستخدم علامات خماسية الشكل بدلاً من العلامات المثلثة الشكل المعتادة. يشبه شكل منطقة المدرسة الأمريكية مدرسة ابتدائية من غرفة واحدة وهو العلامة الأمريكية الوحيدة بهذا الشكل. تستخدم بعض المقاطعات الكندية علامة مماثلة.

U.S./Canada (new) school zone.
U.S. (old type) school zone sign.
Canada (old type) school zone sign.
Ireland children crossing sign.
Poland children crossing sign.
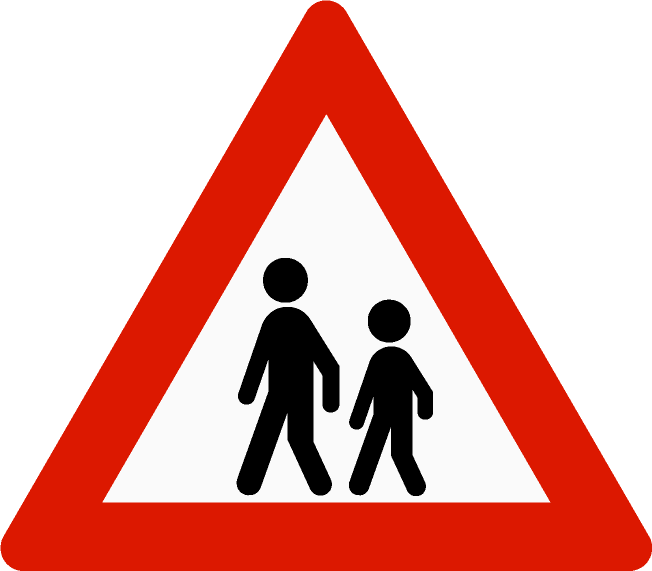
Norway children crossing sign.
Russia children sign.
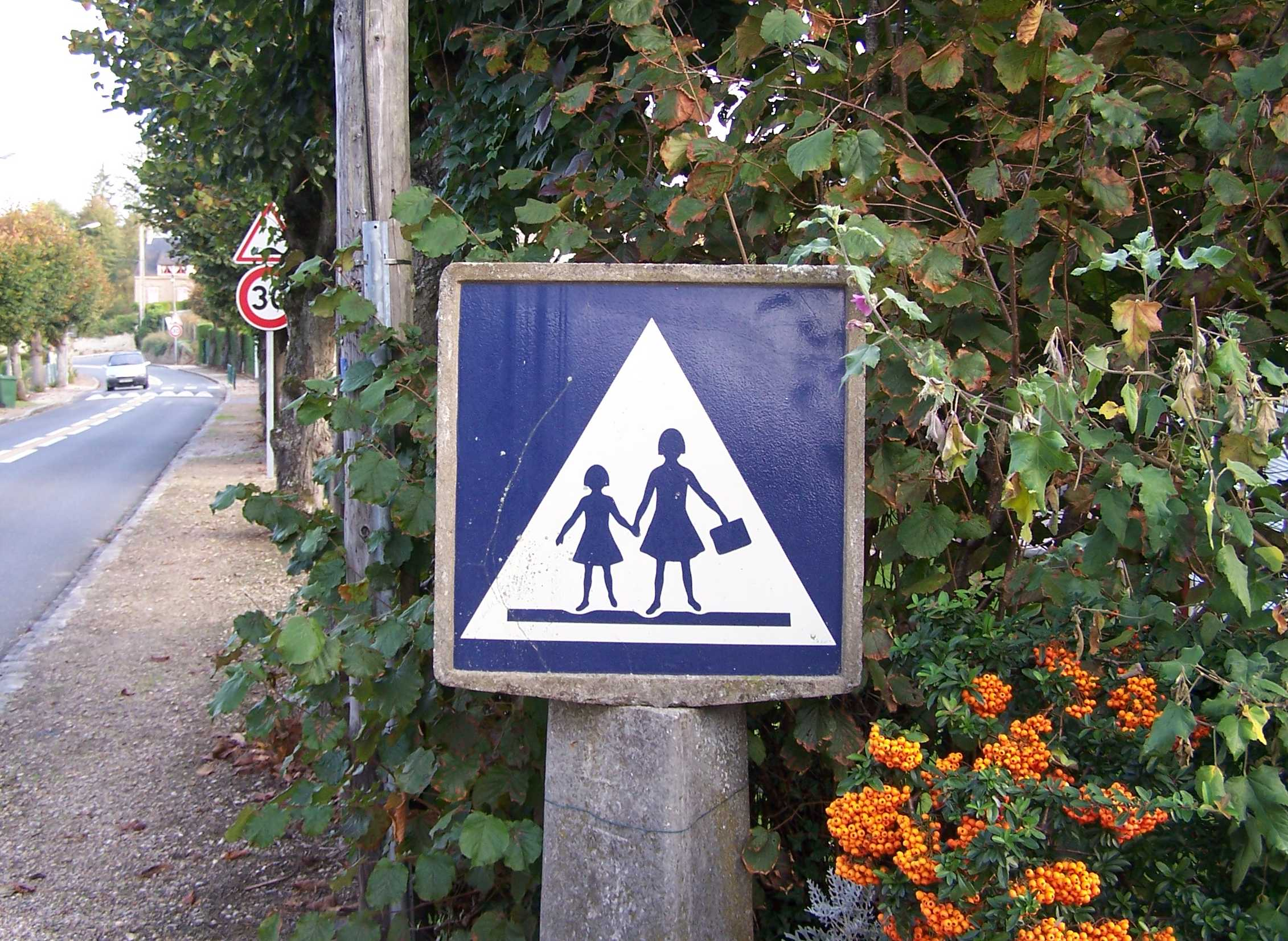
France: old-style school zone sign.
U.S. (new) school bus stop ahead sign.
New Zealand (new) school bus stop ahead.
Australia (إقليم شمالي (أستراليا)) school ahead.

الولايات المتحدة / كندا (جديد) منطقة المدرسة.
الولايات المتحدة (النوع القديم) إشارة منطقة المدرسة.
كندا (النوع القديم) إشارة منطقة المدرسة.
الأطفال ايرلندا عبور الإشارة.
بولندا الأطفال عبور الإشارة.
الأطفال النرويج عبور الإشارة.
التوقيع الأطفال روسيا.
الهند أطفال المدارس عبور الإشارة.
فرنسا: إشارة منطقة المدرسة على الطراز القديم.
الولايات المتحدة (جديد) حافلة مدرسية وقف قبل التوقيع.
نيوزيلندا (جديد) حافلة مدرسية وقف المقبلة.
أستراليا ( الأراضي الشمالية ) المدرسة قبل.
بولندا: رياض الأطفال.

### دراجة

U.S. bicycles ahead sign.
New York City share the road sign.
Pennsylvania share the road sign.
Maryland share the road sign.
San Francisco bike lane sign.
U.S. Bikeway narrows sign.
Poland bicycle crossing warning sign.
Russia bicycle crossing warning sign.

الدراجات الولايات المتحدة توقعان المقبلة.
مدينة نيويورك تشترك في إشارة الطريق.
بنسلفانيا تبادل إشارة الطريق.
ميريلاند تبادل إشارة الطريق.
سان فرانسيسكو إشارة حارة الدراجة.
Bikeway الولايات المتحدة يضيق إشارة.
بولندا دراجة علامة تحذير المعبر.
علامة تحذير معبر روسيا دراجة.

### علامات أخرى مع الناس دون وقاية

U.S. playground ahead sign.
كندا-لفتاء تدل على الحذر من ملعب للأطفال
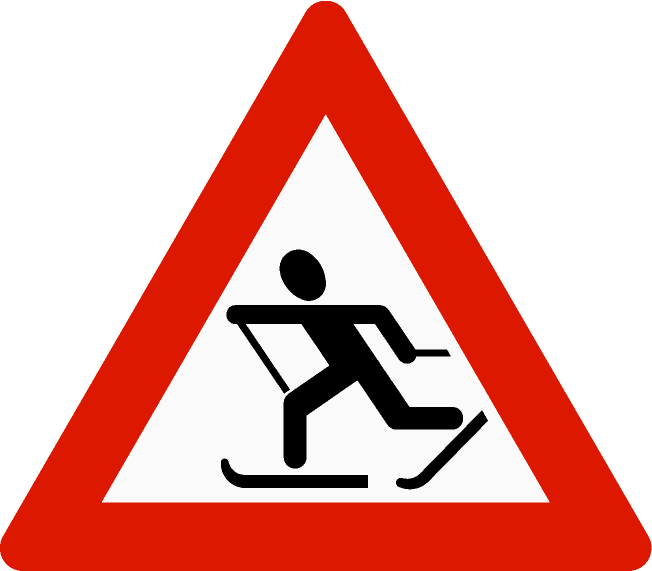
Norway skiers crossing sign.
Sweden skiers crossing sign.

ملعب الولايات المتحدة توقعان المقبلة.
كندا ملعب توقيع المقبلة.
المتزلجين النرويج عبور الإشارة.
السويد المتزلجين عبور الإشارة.

### مراكز الاطفاء
هذه علامات التحذير من نهج إلى حيث رجال الاطفاء قد تدخل الطريق مع سيارات الاطفاء أو أجهزة الطوارئ الأخرى، حيث سيكون السائقين الآخرين للتوقف والانتظار حتى تمر.

U.S. and Canadian Fire Station sign.
Delaware Emergency Vehicles sign.
Wisconsin fire trucks entering when signal flashes sign.
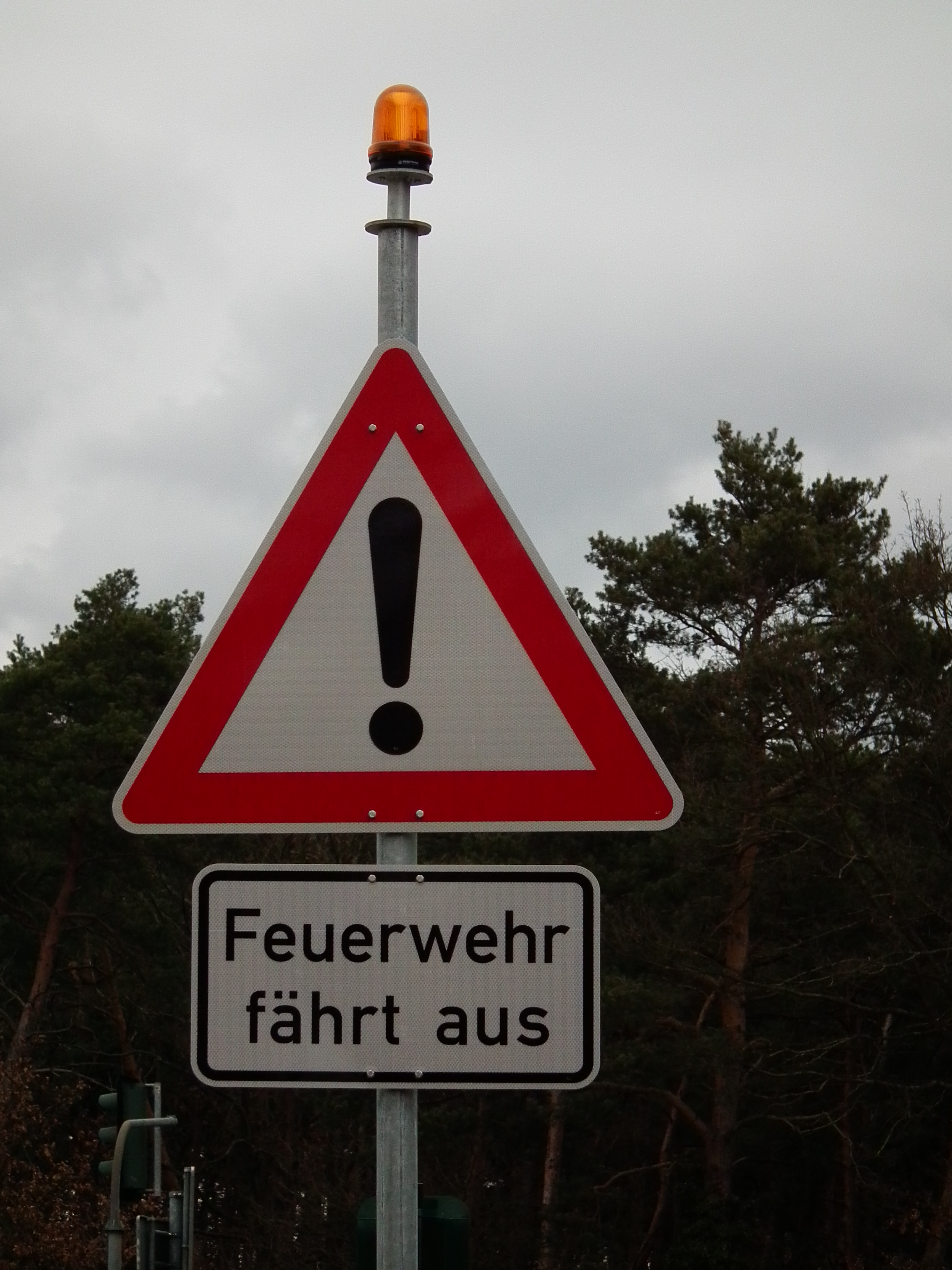
Germany fire trucks entering when signal flashes.
Texas Emergency Vehicles sign.
New York State Fire House sign.
Maryland Firehouse Signal sign.

الولايات المتحدة ومحطة النار الكندية علامة.
ديلاوير مركبات الطوارئ علامة.
سيارات المطافئ ويسكونسن عندما يدخل توقيع مضات إشارة.
سيارات الإطفاء دخول ألمانيا عندما مضات إشارة.
تكساس مركبات الطوارئ علامة.
ولاية نيويورك حريق البيت علامة.
علامة ميريلاند محطة الإطفاء الإشارة.

### حركة قدوم
قد يتم استخدام علامات لتحذير الناس من قدوم حركة المرور؛ يظهر عند الطريق السريع يصبح نقل مزدوج أو الطريق العادي دون الحجز المركزي أو وسيطة.

U.S. two-way traffic sign.
Ireland two-way traffic sign.
Italy and Latvia two-way traffic sign.
Sweden two-way traffic sign.
Poland two-way traffic sign.

إشارة المرور في اتجاهين الولايات المتحدة.
ايرلندا في اتجاهين إشارة المرور.
في اتجاهين إشارة المرور إيطاليا ولاتفيا.
السويد في اتجاهين إشارة المرور.
بولندا في اتجاهين إشارة المرور.

### عبور مزلقان / للسكك الحديدية
وتستخدم هذه العلامات للتحذير من المزلقانات المقبلة. في معظم البلدان يستخدم علامة تحذير مثلث أحمر، مع الصور التوضيحية لمختلف المعابر دون حراسة، بوابات المعابر مع دليل، والمزلقانات التلقائي. في معظم دول أوروبا يتم استخدام البوابة النمط القديم للمعبر مع البوابات، و قاطرة البخار لعبور دون البوابات. يستخدم ألمانيا قطار كهربائي. وتستخدم الصور التوضيحية مماثلة أيضا في أيرلندا ولو على علامة الماس العنبر. في الولايات المتحدة يتم التحذير من جميع أنواع معابر السكك الحديدية باستخدام علامة صفراء دائرية. ويتميز المعبر الفعلي أيضا مع عبرت "معبر للسكك الحديدية" crossbuck علامات (إيقاف، تبدو، والاستماع) وربما أضواء، وأجراس، والحواجز.

Crossing with Gate
U.K. level crossing with gate or barrier sign.
Ireland level crossing with gates sign.
Italy rail crossing with gates sign.
Sweden crossing with gate sign.
Russia crossing with gate sign.

الحدودي مع بوابة
المملكة المتحدة مستوى معبر مع البوابة أو إشارة الحاجز.
ايرلندا مستوى معبر مع بوابات علامة.
إيطاليا عبور السكك الحديدية مع بوابات علامة.
عبور السويد مع علامة البوابة.
عبور روسيا مع علامة البوابة.

Unguarded Crossing
Railway level crossing without gate or barrier ahead.
Railway or tramway crossing without gate or barrier.
Ireland unguarded level crossing sign.
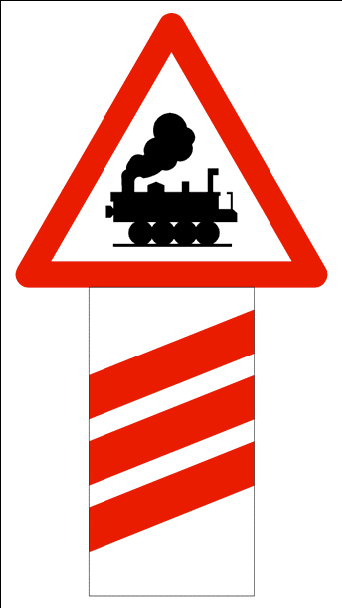
Taiwan: crossing, no gate, first warning.
Italy rail crossing without safety arm.
Sweden unguarded crossing sign.
German unguarded crossing sign.
Russia unguarded crossing sign.

معبر بدون حراسة
معبر للسكك الحديدية دون مستوى البوابة أو حاجز المقبلة.
السكك الحديدية أو الترام دون عبور بوابة أو حاجز.
ايرلندا علامة معبر المستوى دون حراسة.
تايوان: معبر، لا البوابة، الإنذار الأول.
إيطاليا عبور السكك الحديدية دون ذراع السلامة.
بدون حراسة السويد عبور الإشارة.
الألمانية علامة معبر بدون حراسة.
بدون حراسة روسيا عبور الإشارة.

Other Crossings
U.S. railroad crossing sign (general).
U.S. rail line in highway median of cross street.
Canada railroad crossing sign (general).
Ireland automatic level crossing sign.
Caltrans light rail crossing ahead sign.
Finland tram crossing sign.
Greece tram crossing sign.
U.K. tramcars crossing ahead sign.
Russia tram crossing sign.
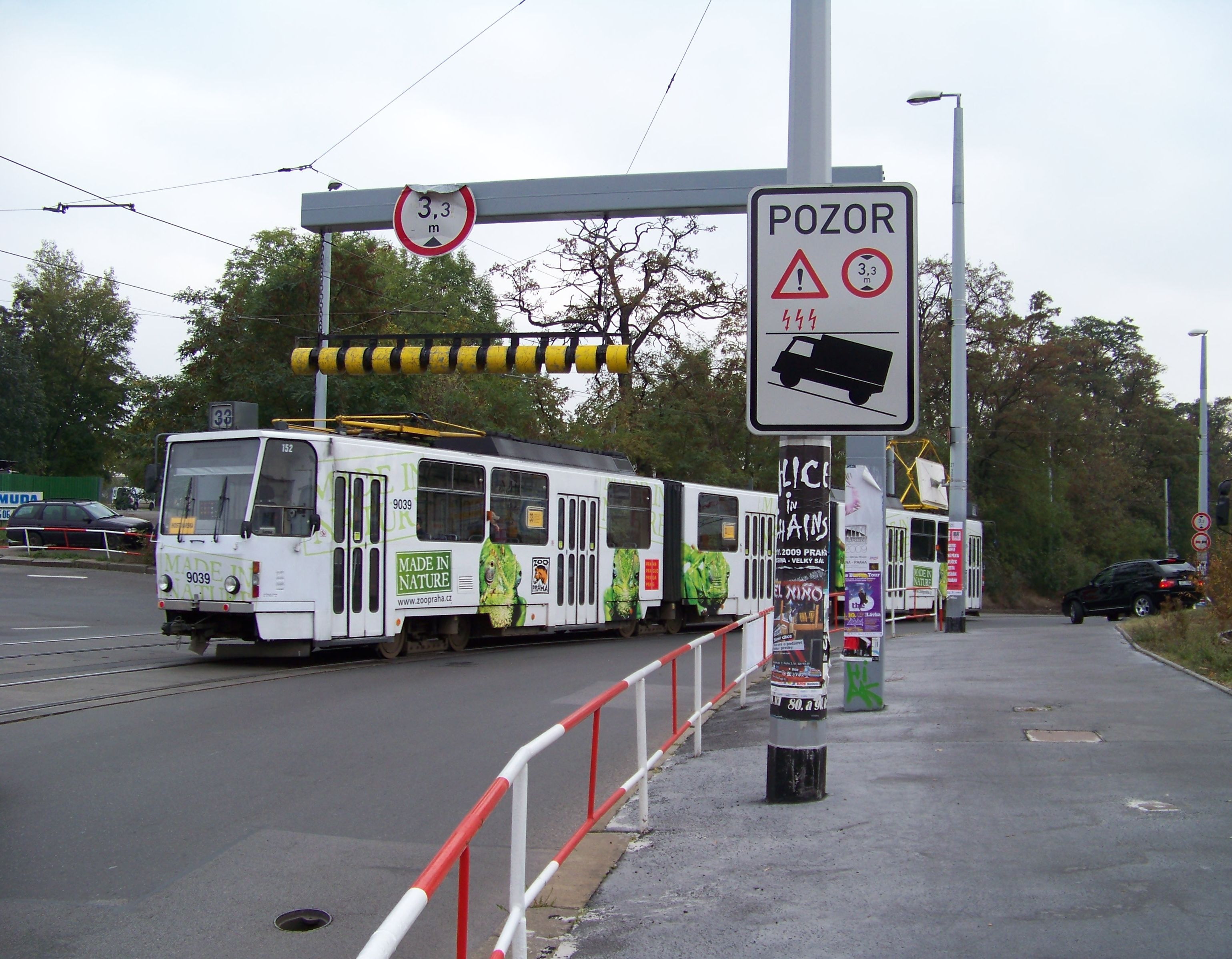
Tall vehicle tram wire shock risk (Czech).
New Zealand railroad crossing with signals ahead.
U.S. skewed crossing (hazard to cyclists).
New Zealand cyclists watch for track-ruts.

المعابر الأخرى
علامة عبور خط السكة الحديد في الولايات المتحدة (عامة).
خط السكك الحديدية في الولايات المتحدة وسيطة من الطريق السريع عبر الشارع.
كندا علامة عبور خط السكة الحديد (العامة).
ايرلندا علامة معبر المستوى التلقائي.
كالترانز عبور السكك الحديدية الخفيفة توقيع المقبلة.
فنلندا علامة معبر الترام.
علامة معبر الترام اليونان.
tramcars UK عبور قبل التوقيع.
روسيا علامة معبر الترام.
طويل القامة خطر الترام السيارة صدمة الأسلاك (التشيك).
نيوزيلندا السكك الحديدية معبر مع الإشارات القادمة.
تميل الولايات المتحدة عبور (خطرا على راكبي الدراجات).
راكبي الدراجات نيوزيلندا مراقبة المسار الأخاديد.

Warning at Crossing
U. S. railroad crossing sign, MUTCD R15-1.
Canadian railway crossing sign
Caltrans light rail crossing sign.
Thai RR crossing sign.
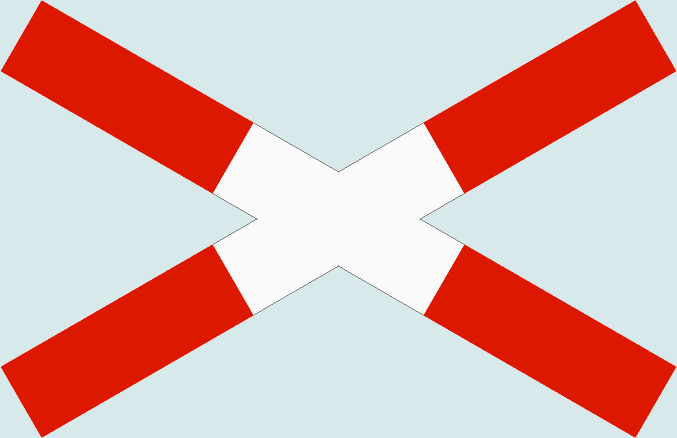
Norway signal track level crossing sign.
Netherlands track level crossing sign.
Austrian railway crossing sign.
Russia single-track railway sign.
Argentina R.R. X-ing.
Russia multiple-track railway sign.
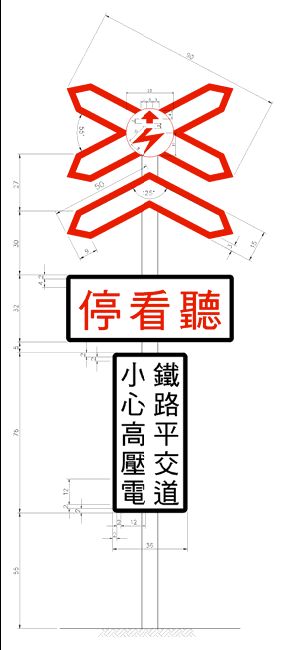
Taiwan: electric tram crossing, multiple tracks.
U.S. humped-crossing low vehicle scrape risk.

محذرا في معبر
علامة عبور خط السكة الحديد الولايات المتحدة، MUTCD R15-1.
علامة معبر للسكك الحديدية الكندية
كالترانز علامة عبور السكك الحديدية الخفيفة.
علامة معبر RR التايلاندية.
علامة مزلقان النرويج إشارة المسار.
هولندا تتبع علامة معبر المستوى.
علامة عبور السكك الحديدية النمساوية.
علامة السكك الحديدية واحد المسار روسيا.
الأرجنتين X-RR جي.
علامة السكك الحديدية متعددة المسار روسيا.
تايوان: معبر الترام الكهربائي، مسارات متعددة.
عبور محدب الولايات المتحدة منخفضة المخاطر كشط السيارة.

### صخور تتساقط
ويمكن استخدام هذه العلامات تشير إلى مخاطر الصخور المتساقطة أو السقوط على الطريق. أنها عادة ما تكون التصويرية، ولكن يمكن أن تشمل أيضا الصياغة، مثل "الصخرة الساقطة"، "تسقط الصخرة"، أو "الشريحة الصخور". في إيطاليا قد تكون عبارة "caduta ساسي" أو "caduta ماسي"؛ في فرنسا "دي بيرس شلال"؛ في المكسيك "derrumbes".

New York State fallen rock sign.
Pennsylvania falling rocks sign.
North Carolina falling rock sign.
Idaho watch for rock sign.
وزارة النقل في كاليفورنيا  [لغات أخرى]‏ rock slide area sign.
New York State rock/mud slides warning sign.
British & Hong Kong "falling rocks" warning sign.
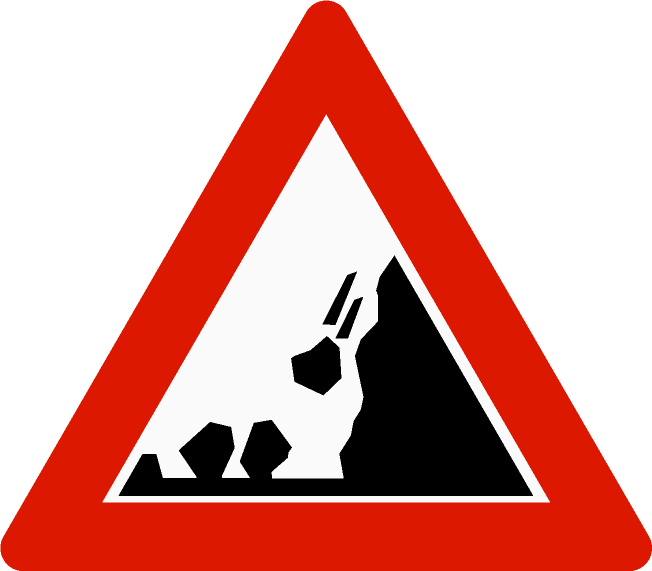
Norway falling rocks sign.
Japanese "falling rocks" sign.
Caltrans "falling rocks" sign.
Canada "falling rocks" sign.

ولاية نيويورك انخفضت علامة الصخور.
بنسلفانيا سقوط الصخور التوقيع.
ولاية كارولينا الشمالية التي تقع علامة الصخور.
أيداهو مشاهدة لعلامة الصخور.
كالترانز صخرة علامة ناحية الشريحة.
ولاية نيويورك الشرائح الصخور / الطين علامة تحذير.
"سقوط الصخور" علامة تحذير البريطانية وهونغ كونغ.
النرويج سقوط الصخور التوقيع.
"سقوط الصخور" اليابانية علامة.
كالترانز "سقوط الصخور" علامة.
كندا "سقوط الصخور" علامة.

### تحذيرات الأخرى (المرتبطة الطائرات)
على سبيل المثال، علامة تحذير مع صورة طائرة في منتصفها يشير إلى المطار أو المطارات، حيث ينبغي إعداد برامج التشغيل للطائرات تحلق على ارتفاع منخفض.

New York State low flying planes sign.
Delaware low flying aircraft.
Pennsylvania balloon launch area.
Low flying airplanes cross here sign, Wisconsin.
Norway low flying aircraft sign.
Russia low flying aircraft sign.
U.K. low flying aircraft sign.
Ireland low flying aircraft sign.

ولاية نيويورك الطائرات تحلق منخفضة التوقيع.
ديلاوير الطائرات تحلق منخفضة.
ولاية بنسلفانيا منطقة إطلاق بالون.
الطائرات تحلق منخفضة عبور هنا التوقيع، ويسكونسن.
النرويج علامة الطائرات تحلق منخفضة.
روسيا تحلق على ارتفاع منخفض علامة الطائرات.
علامة الطائرات تحلق منخفضة في المملكة المتحدة.
ايرلندا علامة الطائرات تحلق منخفضة.

### الرياح المتعامدة أو رياح جانبية
الجوارب الطيران، كما هو مبين من قبل windsock على المثلث الأحمر أو علامات الماس الأصفر، تشير إلى المواقع التي قد تتسبب في حدوث رياح جانبية شديدة مسار السيارة تتحرك لتغيير جذري، وربما حتى "الطيارة" عبر الممرات، مما تسبب في وقوع حادث.

New York State crosswinds sign.
Pennsylvania high cross winds sign.
Idaho frequent high winds sign.
Japan cross winds sign.
U.K. side winds likely ahead warning sign.
Sweden side winds warning sign.
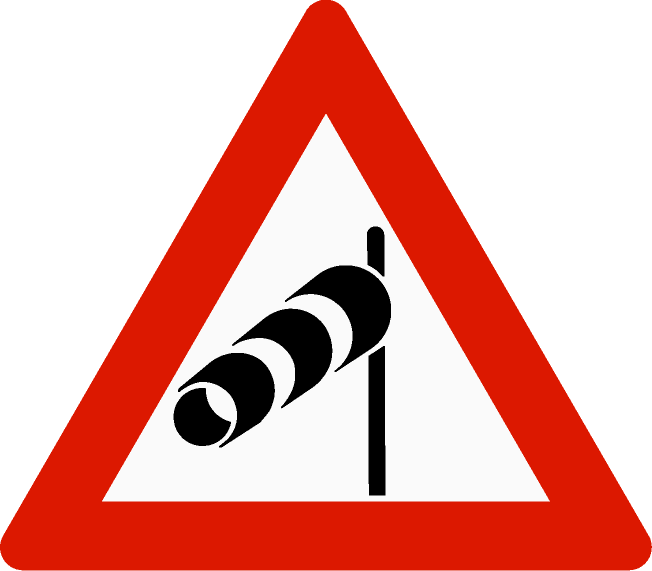
Norway cross winds sign.
Poland side winds sign.

ولاية نيويورك كروسويندس علامة.
بنسلفانيا رياح عالية عبر التوقيع.
أيداهو الرياح العاتية متكررة التوقيع.
اليابان رياح عبر التوقيع.
الرياح الجانبية المملكة المتحدة المحتمل قبل علامة تحذير.
السويد الجانب الرياح علامة تحذير.
النرويج الرياح عبر التوقيع.
بولندا الجانب رياح علامة.

### Slow down
General caution signs warning motorists to slow down are sometimes used at least in U.S. and الصين.

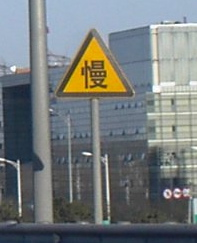
"Slow down" sign in China.

 -->

### ظروف الطريق
"زلق عندما تكون رطبة"، "الرصيف مخدد" (تحذير لسائقي الدراجات النارية والدراجات الهوائية)، "المفاصل المفتوحة للتنس يوم الجسر"، "الجليدية الطريق"، "جسر يتجمد قبل الطريق" ومتغيراتها، و "عثرة" أو "تراجع" قبل ( لا علاقة للبناء).سوف سائقي الشاحنات بحاجة إلى إيلاء الاهتمام لتحذيرات "الصف حاد" (أو "الصف أسفل، استخدام أقل والعتاد")، نشرت في بعض الأحيان مع الصف في المئة (على سبيل المثال، 5 في المئة). قد التلال شديدة الانحدار أيضا ميزة "شاحنة الهروب هارب" أو المناطق "التوقف في حالات الطوارئ" مع وجود علامات المقابلة. في المملكة المتحدة لديها علامة تحذير "احدودب السلبية" على منحنى. أيضا "الحصى"، "الكتف لينة"، "سنام السرعة"، و "لمشاهدة الجليد."
زلق الرصيف

Slippery Pavement
U.S. (new type showing required seat belt use  [لغات أخرى]‏).
U.S. and Canada former type (no حزام أمان).
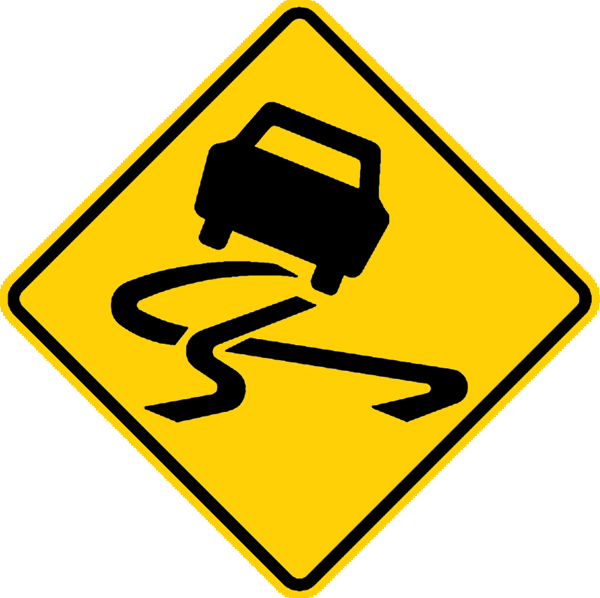
Australia and New Zealand slippery when wet.
Japan slippery when wet.
Swedish slippery pavement sign.
U.K. slippery road ahead sign.
Poland slippery pavement sign.
Poland icy or snow covered roads.
Nebraska, may be icy ahead.
Bridge ices before road.
Bridge may be icy.
Czech جليد أسود prone area.

الولايات المتحدة (نوع جديد عرض المقعد المطلوب استخدام حزام ).
الولايات المتحدة وكندا النوع السابق (بدون حزام الأمان ).
عندما أستراليا ونيوزيلندا زلق الرطب.
اليابان عندما زلق الرطب.
السويدية علامة الرصيف الزلقة.
المملكة المتحدة الطريق زلق توقيع المقبلة.
بولندا علامة الرصيف الزلقة.
بولندا الجليدية أو الطرق التي تغطيها الثلوج.
نبراسكا، قد يكون الجليدية المقبلة.
الثلوج الجسر قبل الطريق.
قد يكون الجسر الجليدية.
التشيكية الجليد الأسود منطقة معرضة.
الصف حاد

Steep Grade
U.S. and Canada steep grade/hill sign.
U.S. steep hill sign.
Delaware hill sign (alternate).
U.S. and Canada steep grade/hill percentage sign.
Idaho steep grade percentage sign.
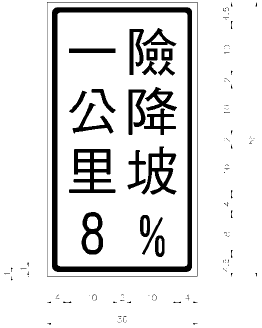
Taiwan: hill 8% grade.
Austria steep grade sign.
U.K. 10% down grade sign.
Netherlands 10% grade sign.
France 10% down grade sign.
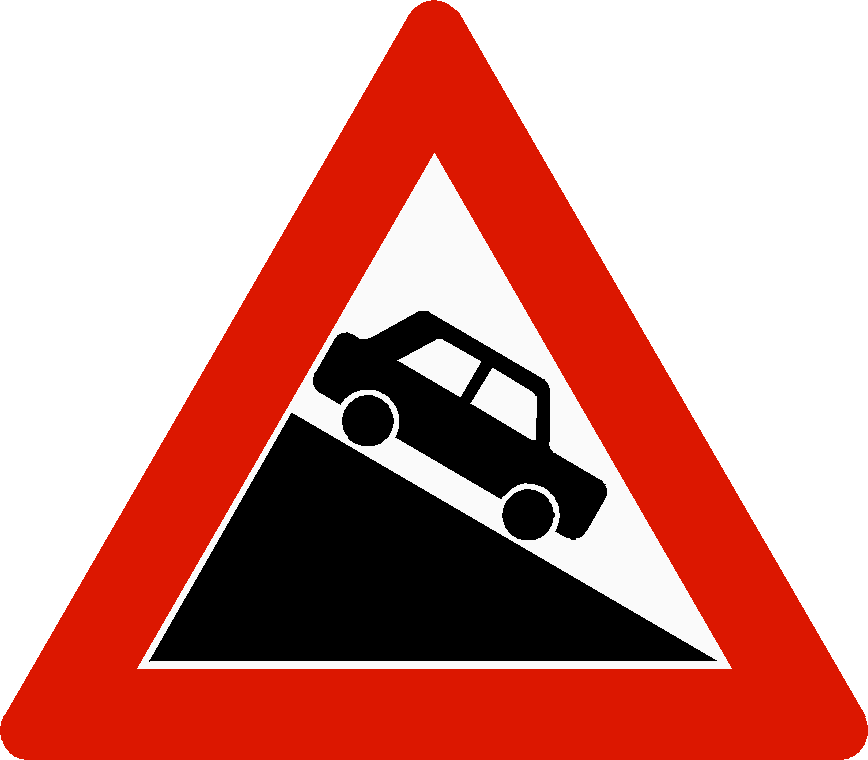
Norway steep grade sign.
بولندا steep grade sign.
Korea steep descent sign.
Japan steep descent sign.
Caltrans watch downhill speed.

الولايات المتحدة وكندا الصف حاد / علامة التل.
علامة تلة شديدة الانحدار الولايات المتحدة.
علامة تلة ديلاوير (مناوب).
علامة حاد نسبة الصف / تلة الولايات المتحدة وكندا.
أيداهو علامة النسبة المئوية الصف حاد.
تايوان: تلة 8٪ الصف.
النمسا علامة الصف حاد.
المملكة المتحدة 10٪ علامة الصف أسفل.
هولندا 10٪ علامة الصف.
فرنسا 10٪ علامة الصف أسفل.
النرويج علامة الصف حاد.
بولندا علامة الصف حاد.
كوريا علامة منحدر شديد.
اليابان علامة منحدر شديد.
كالترانز مشاهدة سرعة انحدار.
وعر الطريق

Bumpy Road
U.S. bump sign.
New Jersey bumps sign.
U.S. rough road sign.
Canada bump sign.
Canada bumps sign.
Ireland bumpy road sign.
Japan bumpy road sign.
Korea bumpy road sign.
Germany bumpy road sign.

الولايات المتحدة عثرة علامة.
نيو جيرسي المطبات علامة.
علامة الطريق الخام في الولايات المتحدة.
كندا عثرة علامة.
كندا المطبات علامة.
ايرلندا علامة طريق وعرة.
اليابان علامة طريق وعرة.
كوريا علامة طريق وعرة.
ألمانيا علامة طريق وعرة.

### متنوعة

آخرى
New York State rumble strips ahead sign.
Idaho occasional blinding dust storms sign.
Road floods during high tide, Hawaii.
Frost heaves, Idaho.
Severe storm area, Idaho.
U.S. Dip.
Ferry crossing, Missouri.
Fog area, Ohio.
Czech fog area.
Singapore: dangerous area.
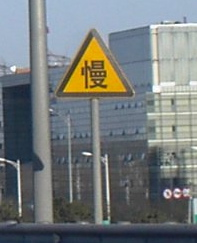
China: generic caution with "slow down" text.

شرائط علع ولاية نيويورك قبل التوقيع.
أيداهو عرضية المسببة للعمى العواصف الترابية التوقيع.
الفيضانات الطرق خلال ارتفاع المد في هاواي.
لصقيع دبيلة الخيل، أيداهو.
منطقة عاصفة شديدة، ولاية أيداهو.
تراجع الولايات المتحدة.
معبر العبارة، ميسوري.
منطقة الضباب، أوهايو.
التشيكية منطقة الضباب.
سنغافورة: منطقة خطرة.
الصين: عام الحذر مع النص "إبطاء".

علامات التحذير غير عادية
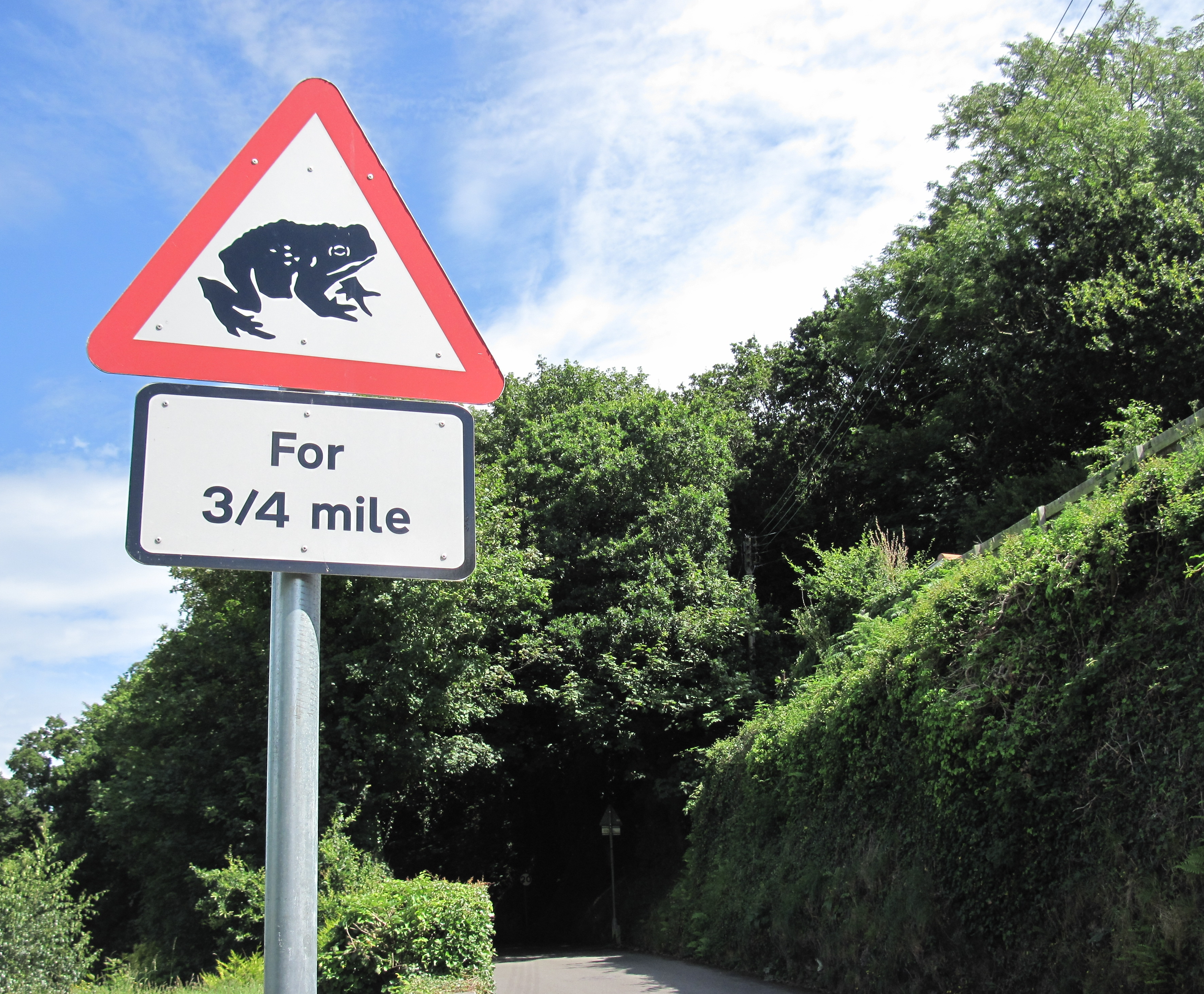
U.K.: toad zone.
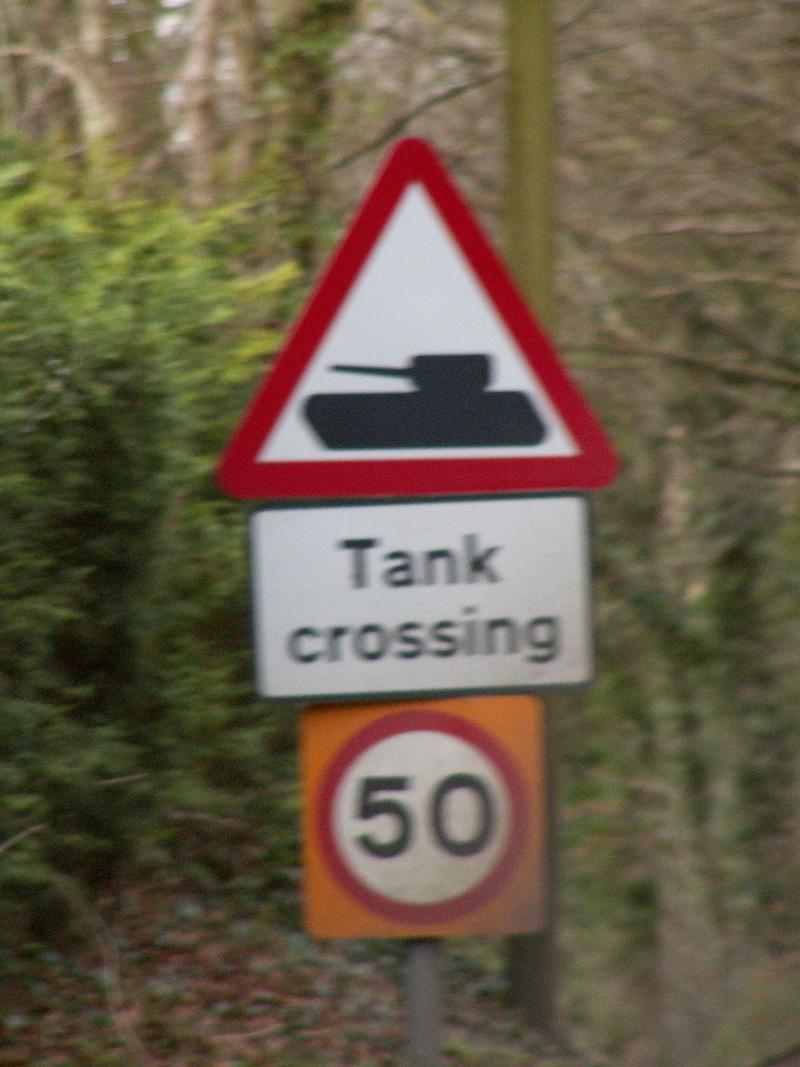
U.K., Tank Crossing.
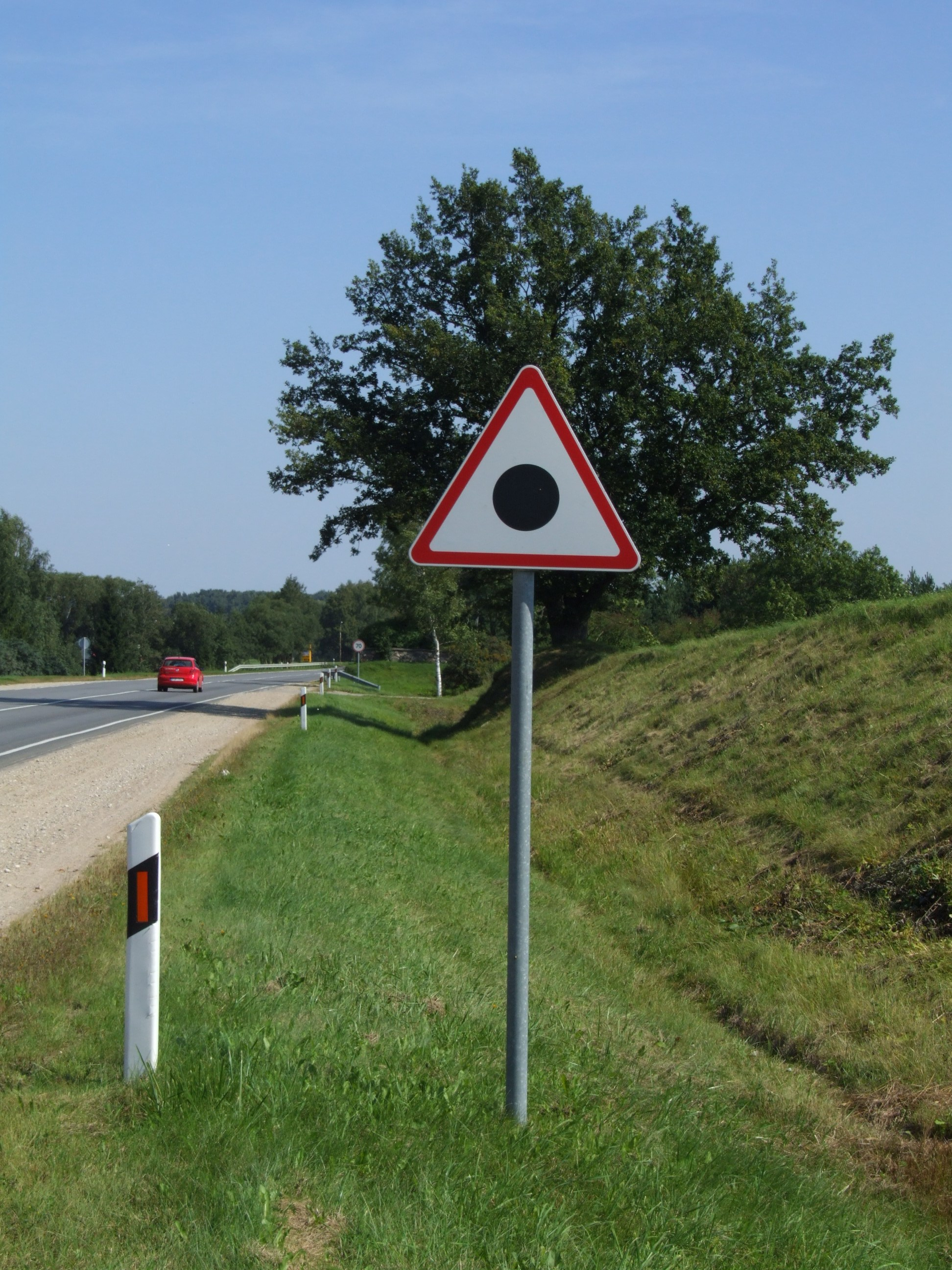
Lithuania: blind spot.
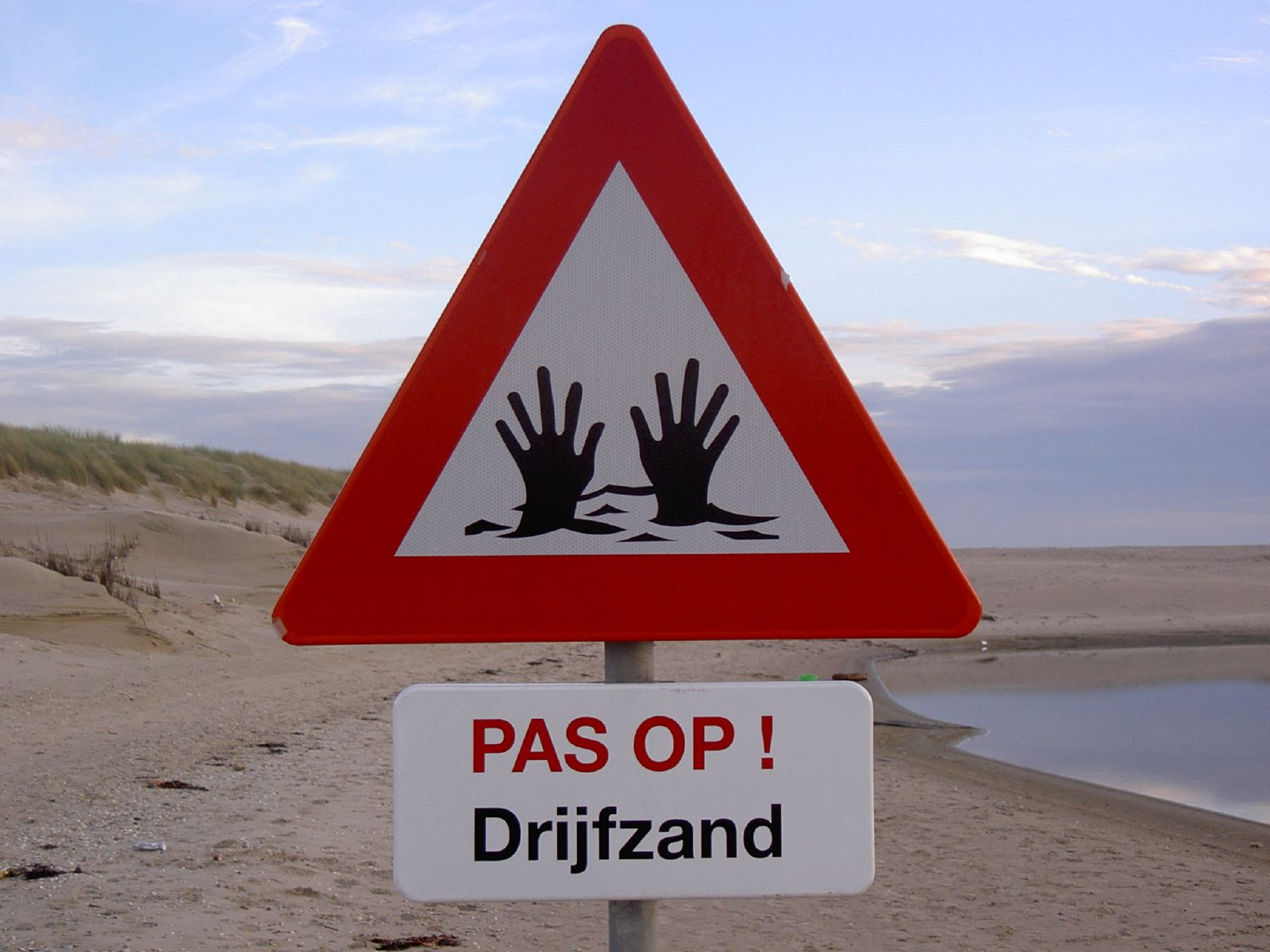
Netherlands (Texel): caution quicksand.
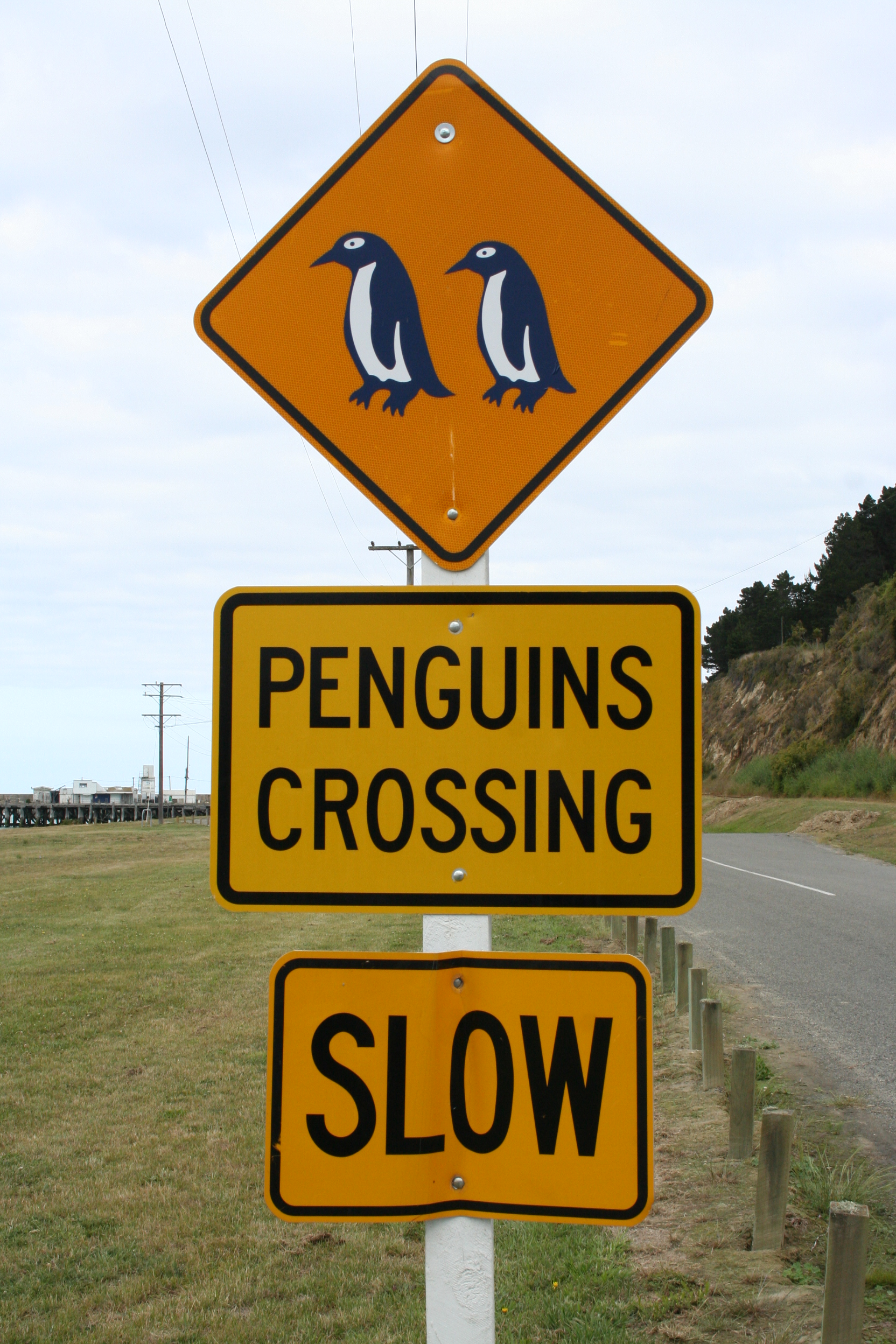
New Zealand, Penguin Crossing.
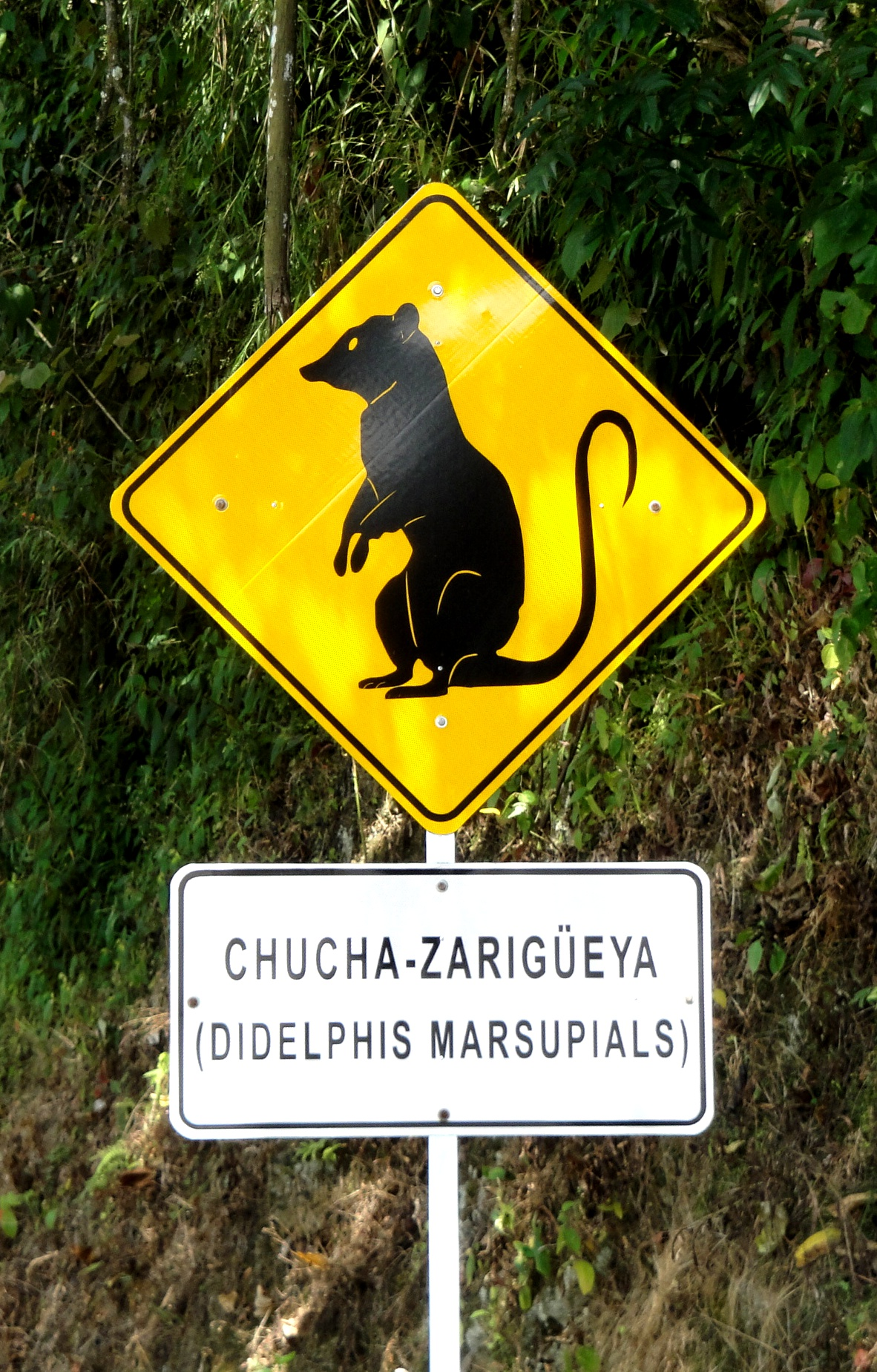
Colombia, أبوسوم شائع area.
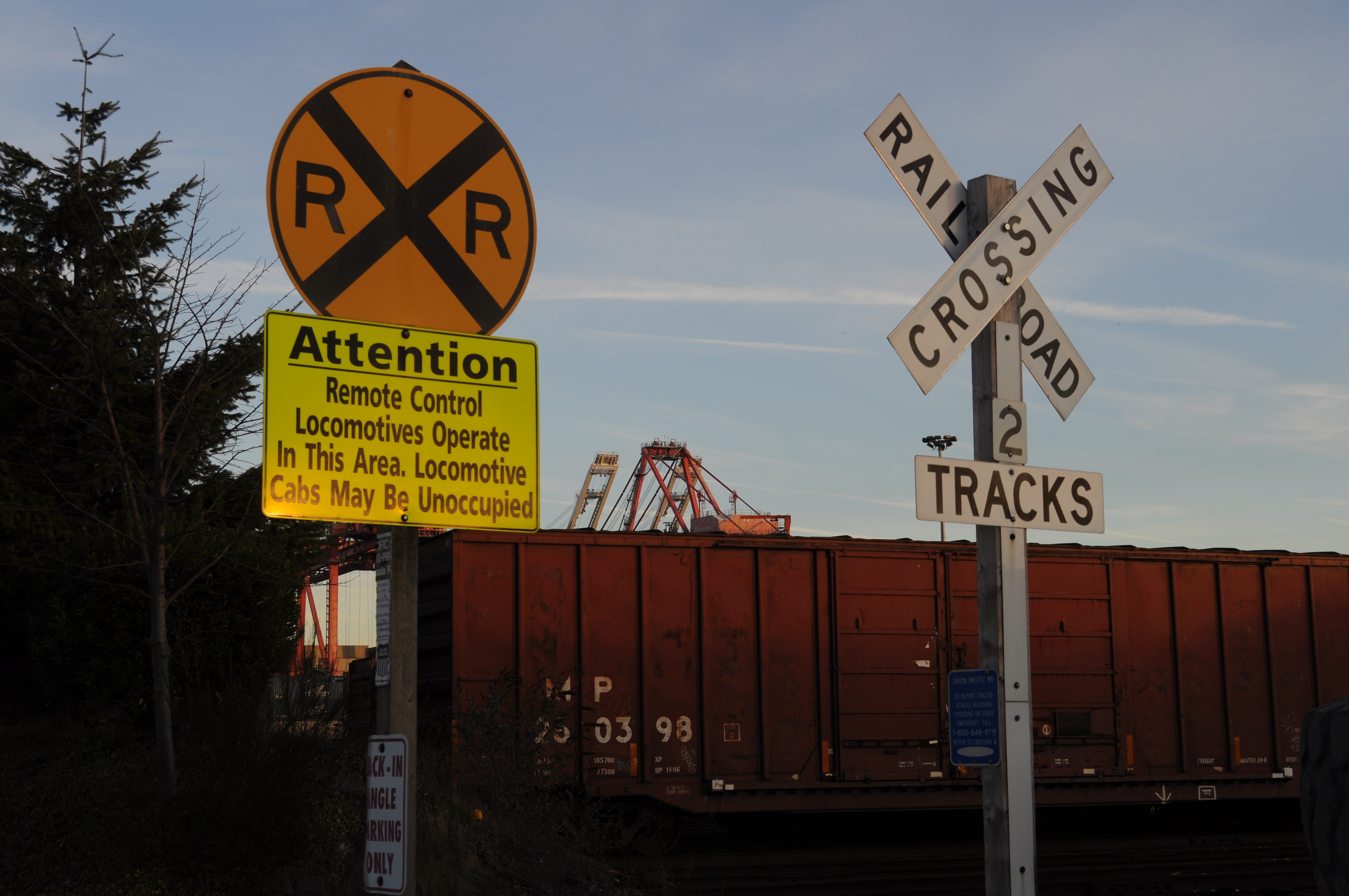
U.S.: robot locomotives.
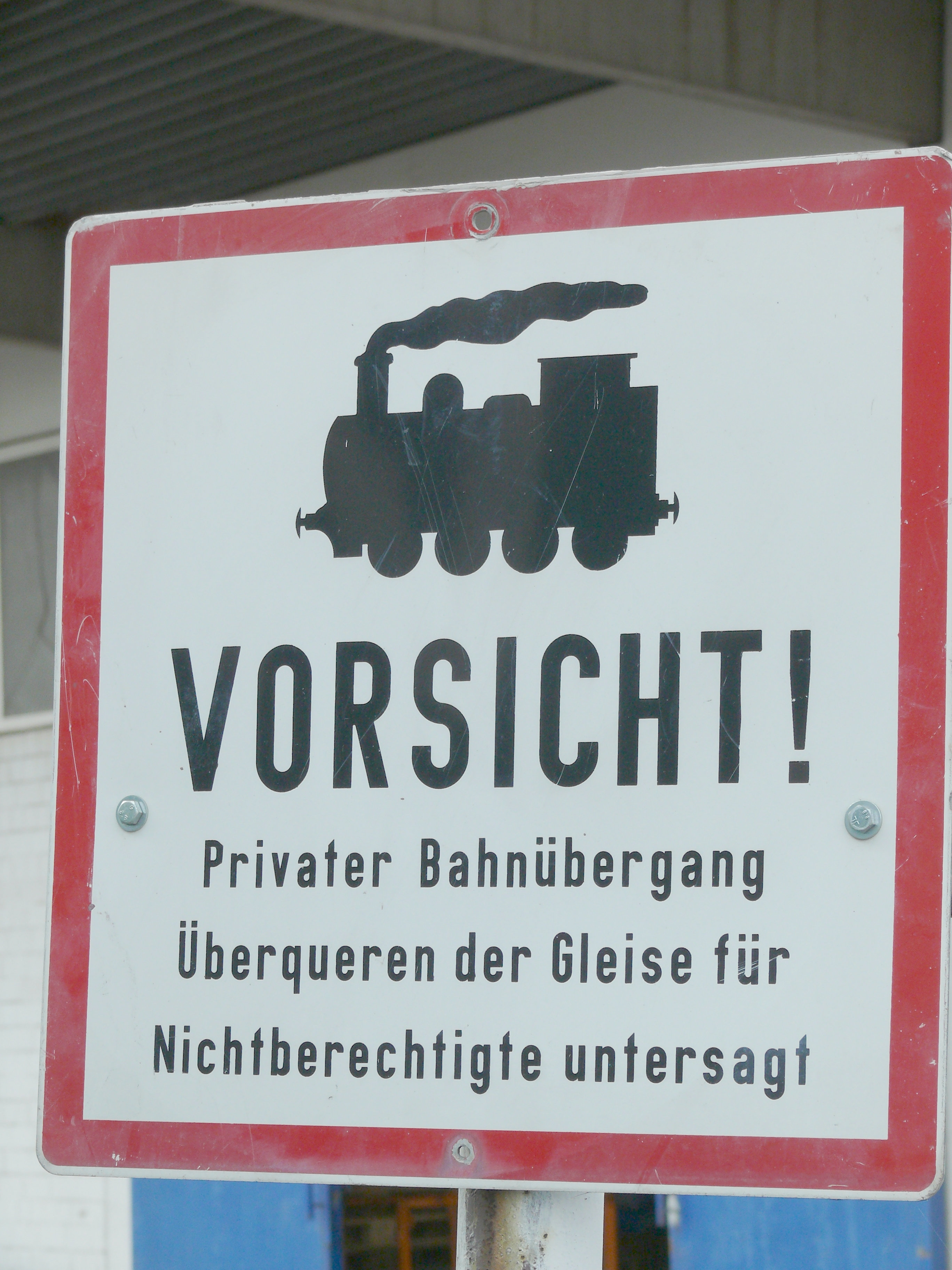
Germany: watch out, the railway crossing is privately owned. No unpermitted crossing.
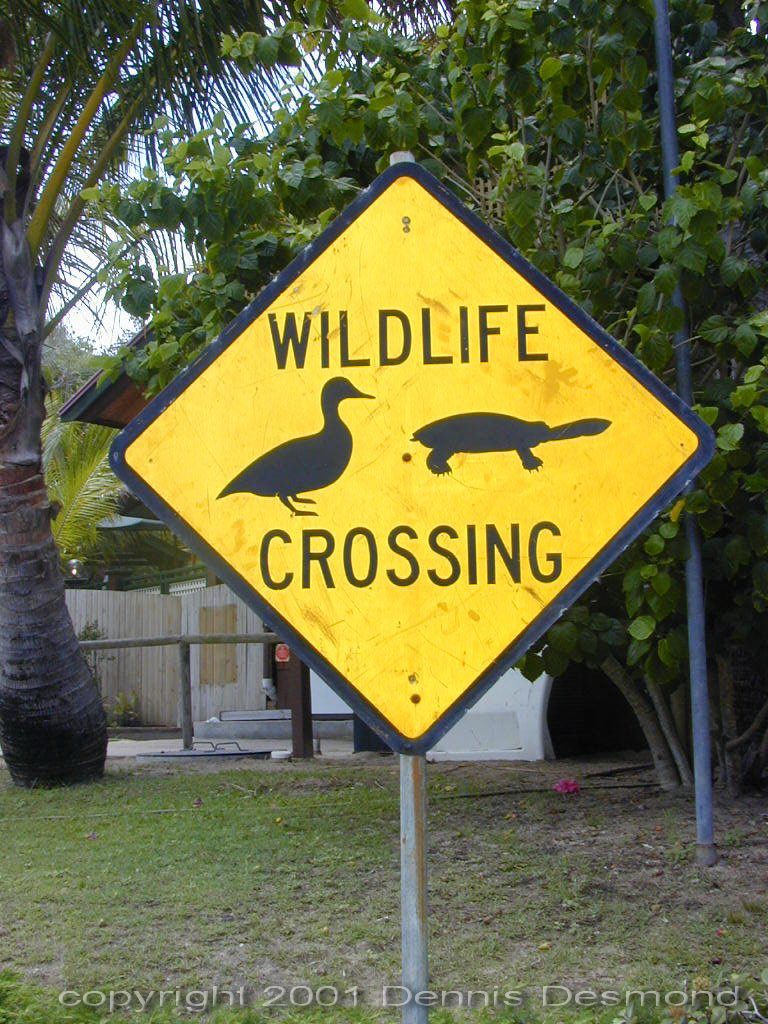
Australia, Assorted Wildlife Crossing.
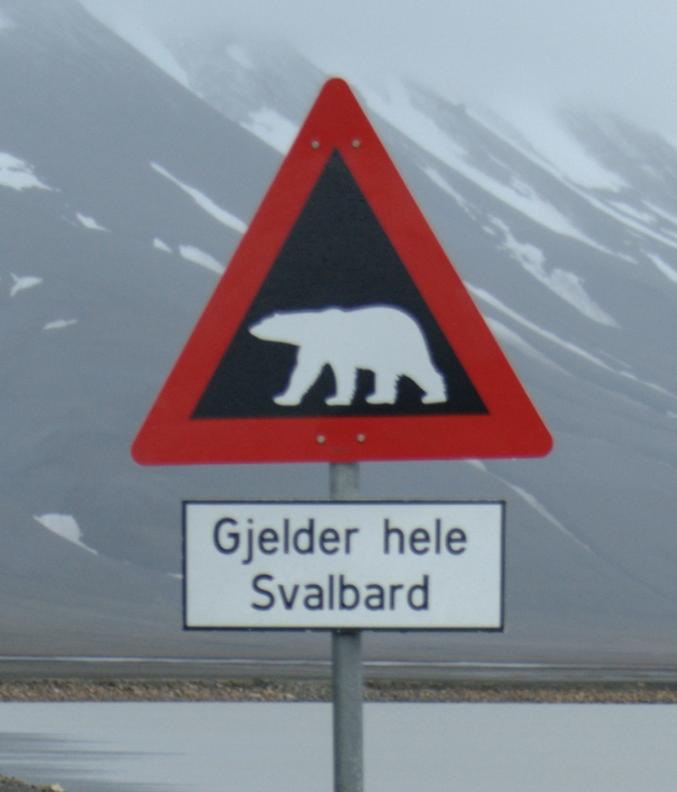
Svalbard, Polar Bear Area (new white bear variant).
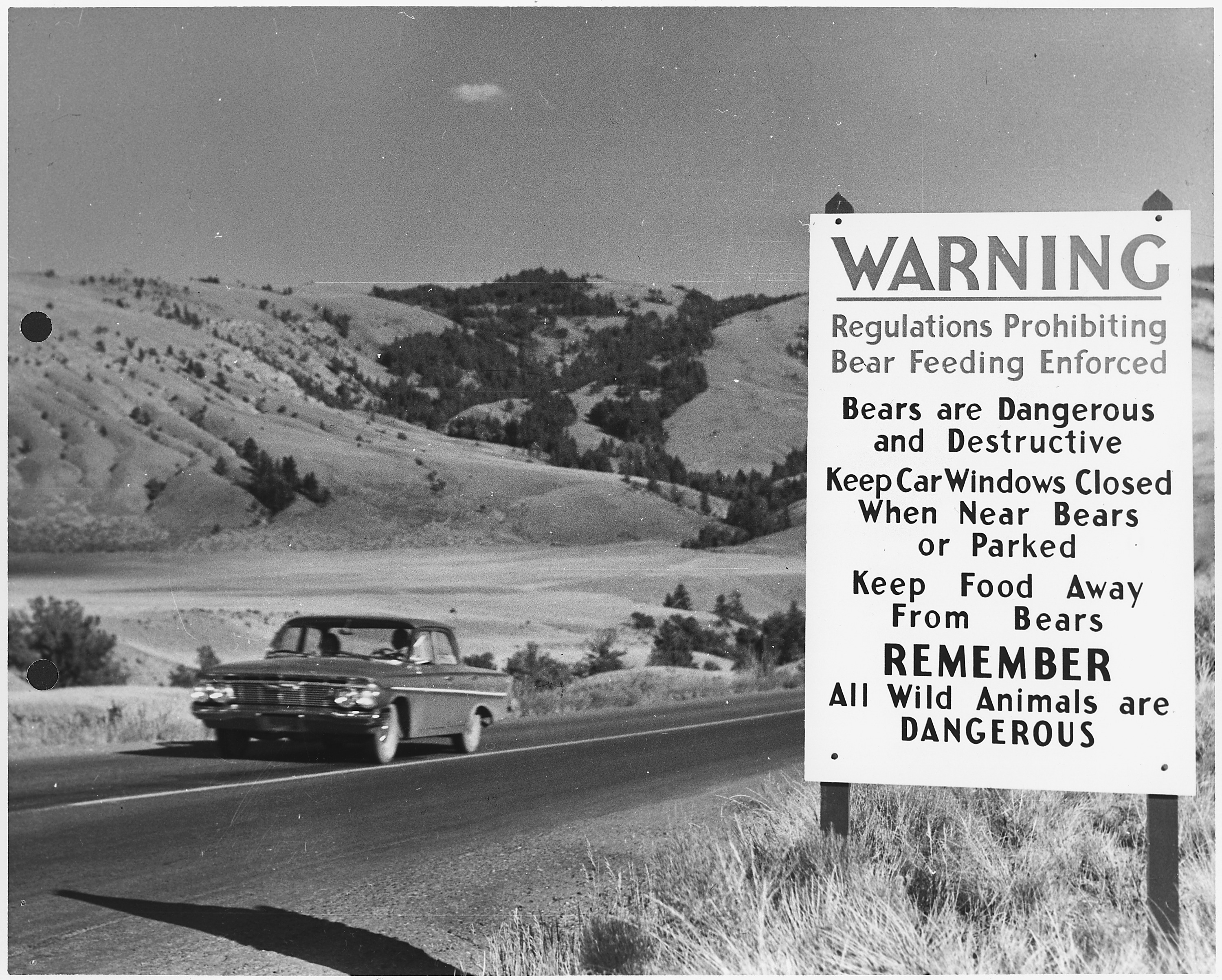
U.S. (vintage), Avoid Bears.
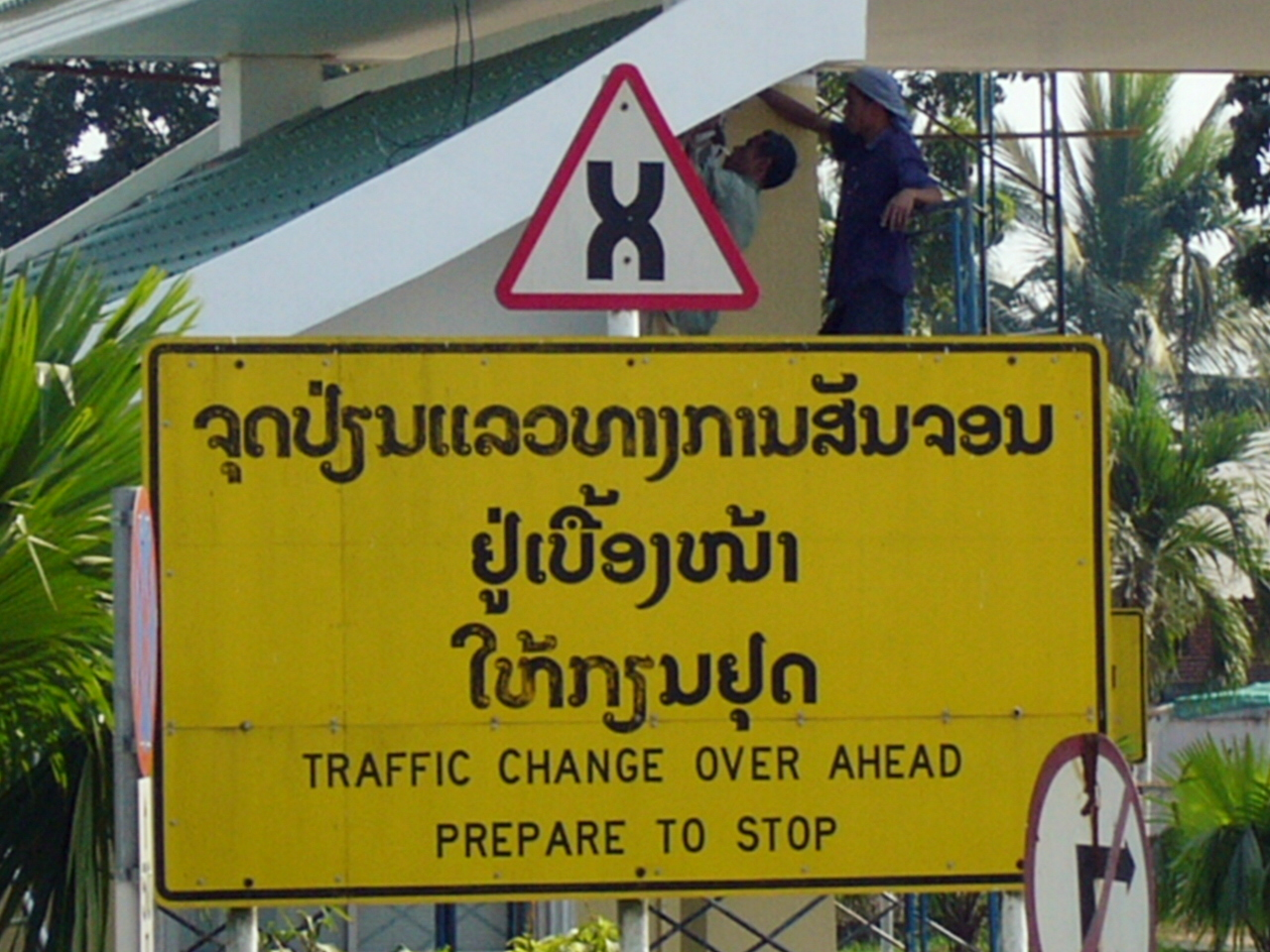
On Laos/ Thailand border: ahead we drive on جهة السير.
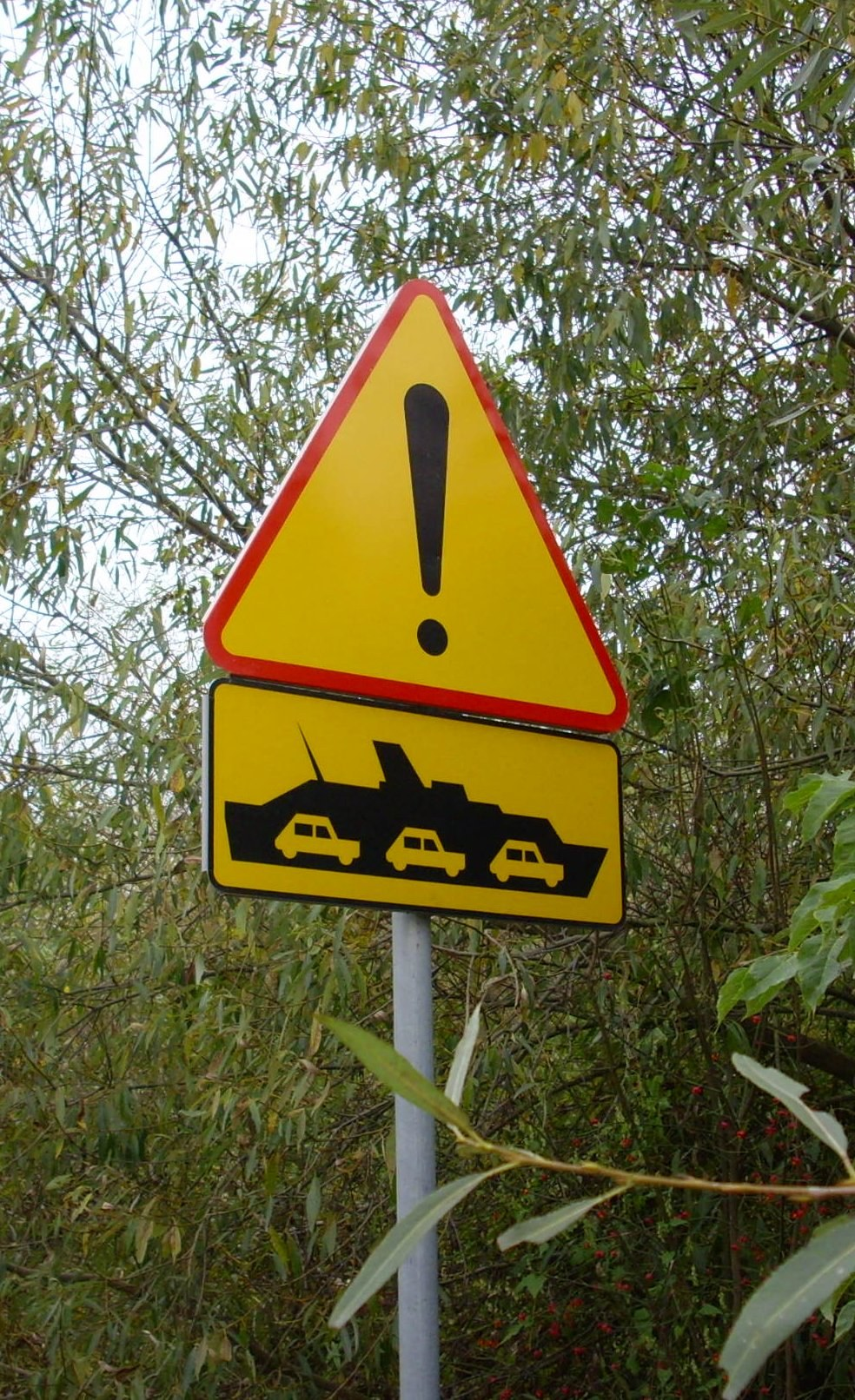
Poland: danger, car ferry ahead.
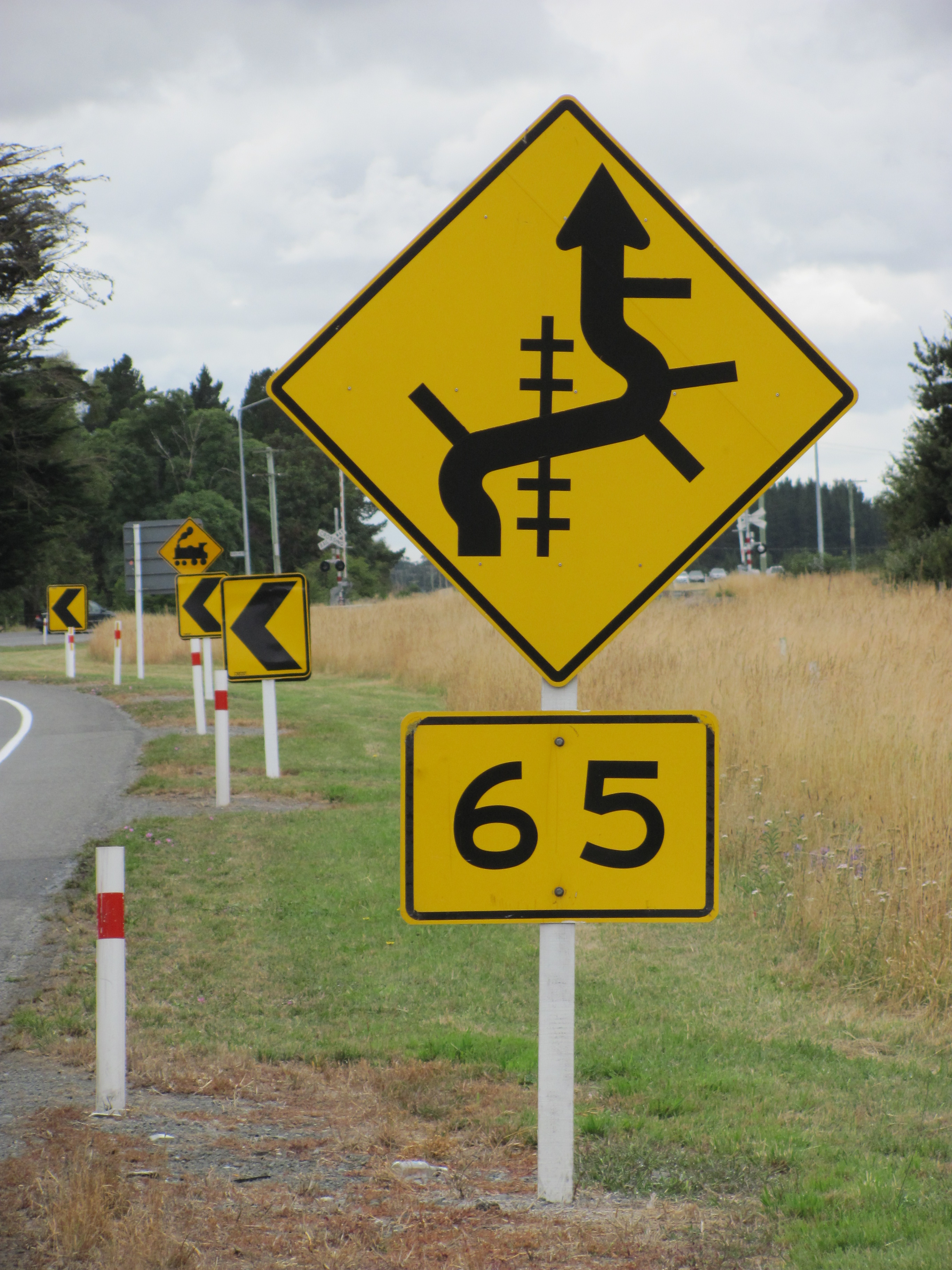
New Zealand: exceptional curves/ intersections/ R.R. x-ing situation.
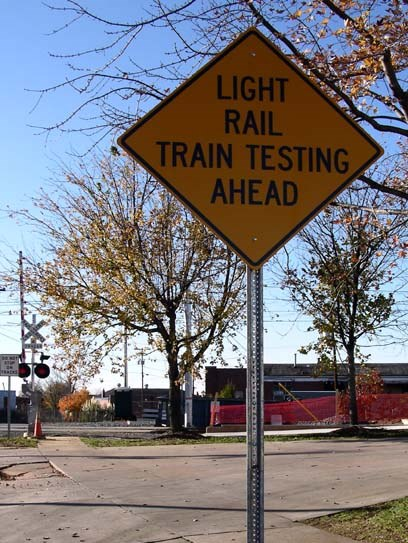
U.S.: trolley testing underway.
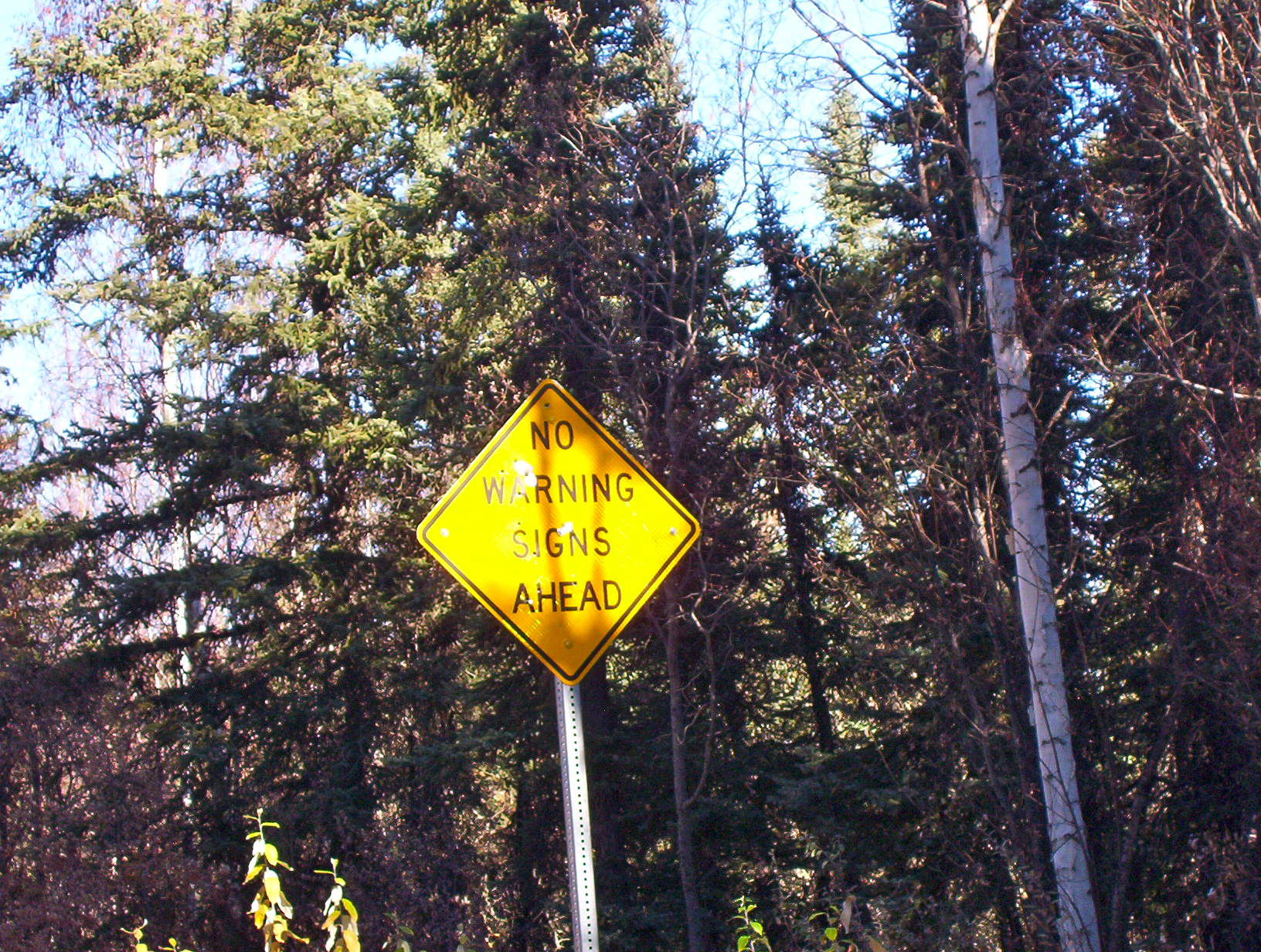
U.S. (ألاسكا): Warning: No Warnings Ahead.
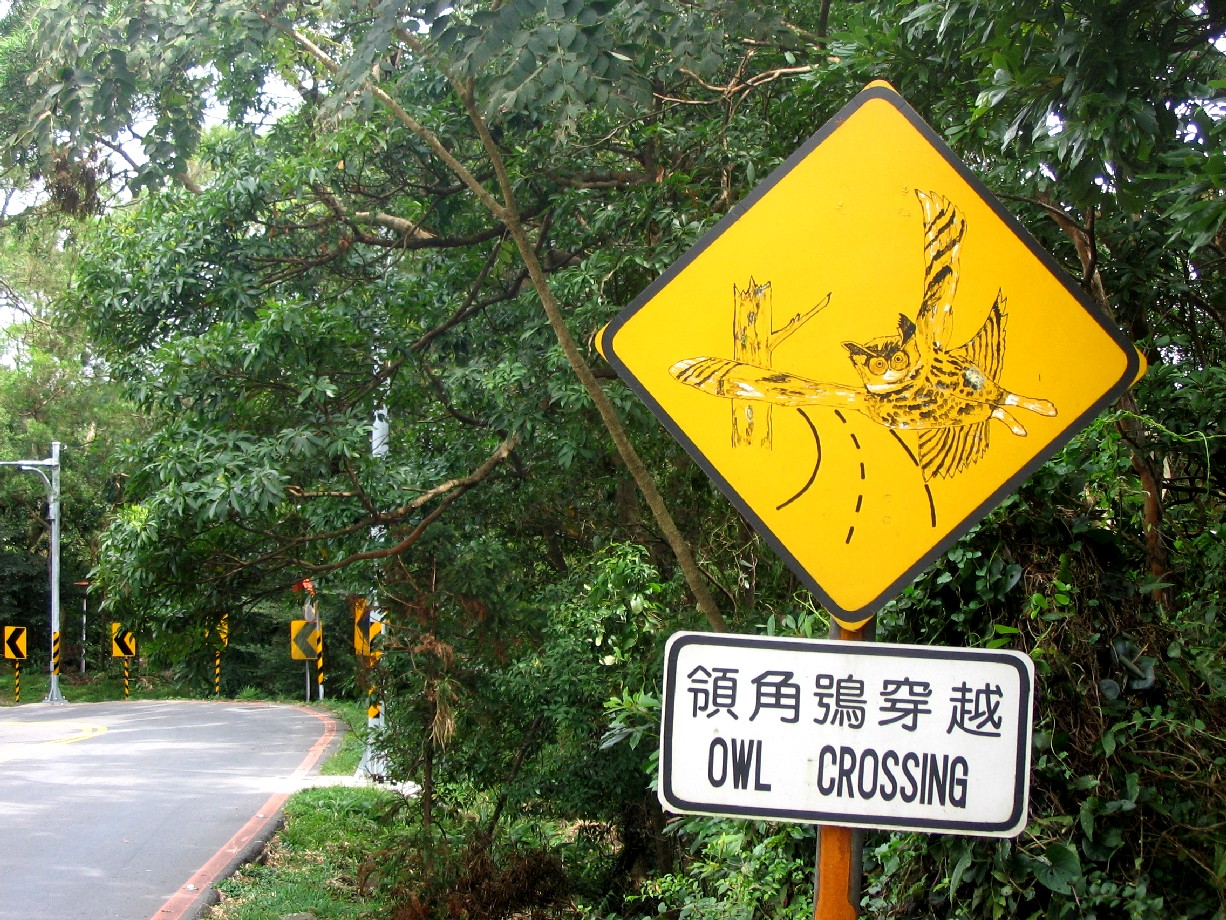
Taiwan, owl crossing.
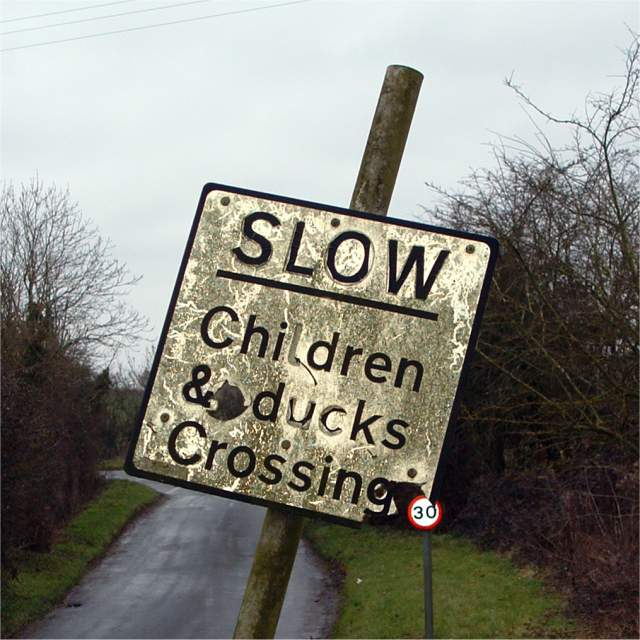
U.K., Slow Children & Ducks Crossing sign.
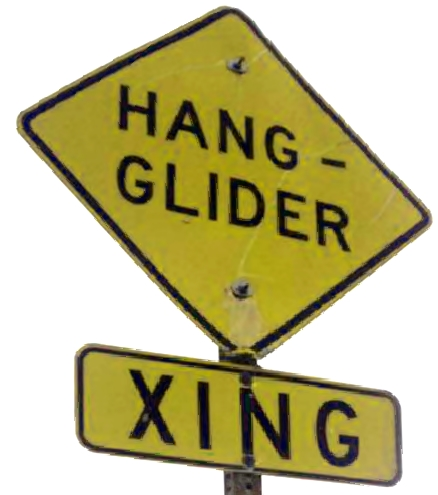
U.S. (كاليفورنيا), Hang-Glider Xing (crossing).
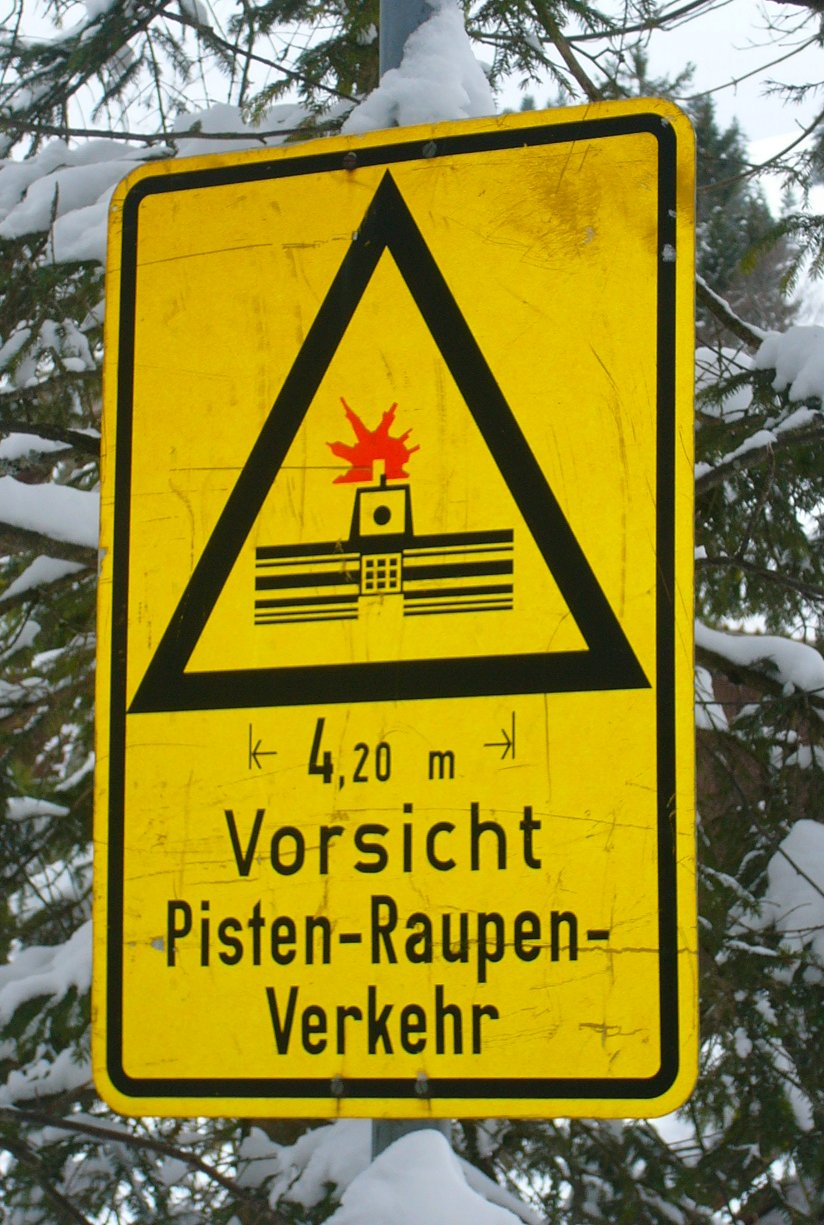
Germany: look out wide snowcat vehicles.
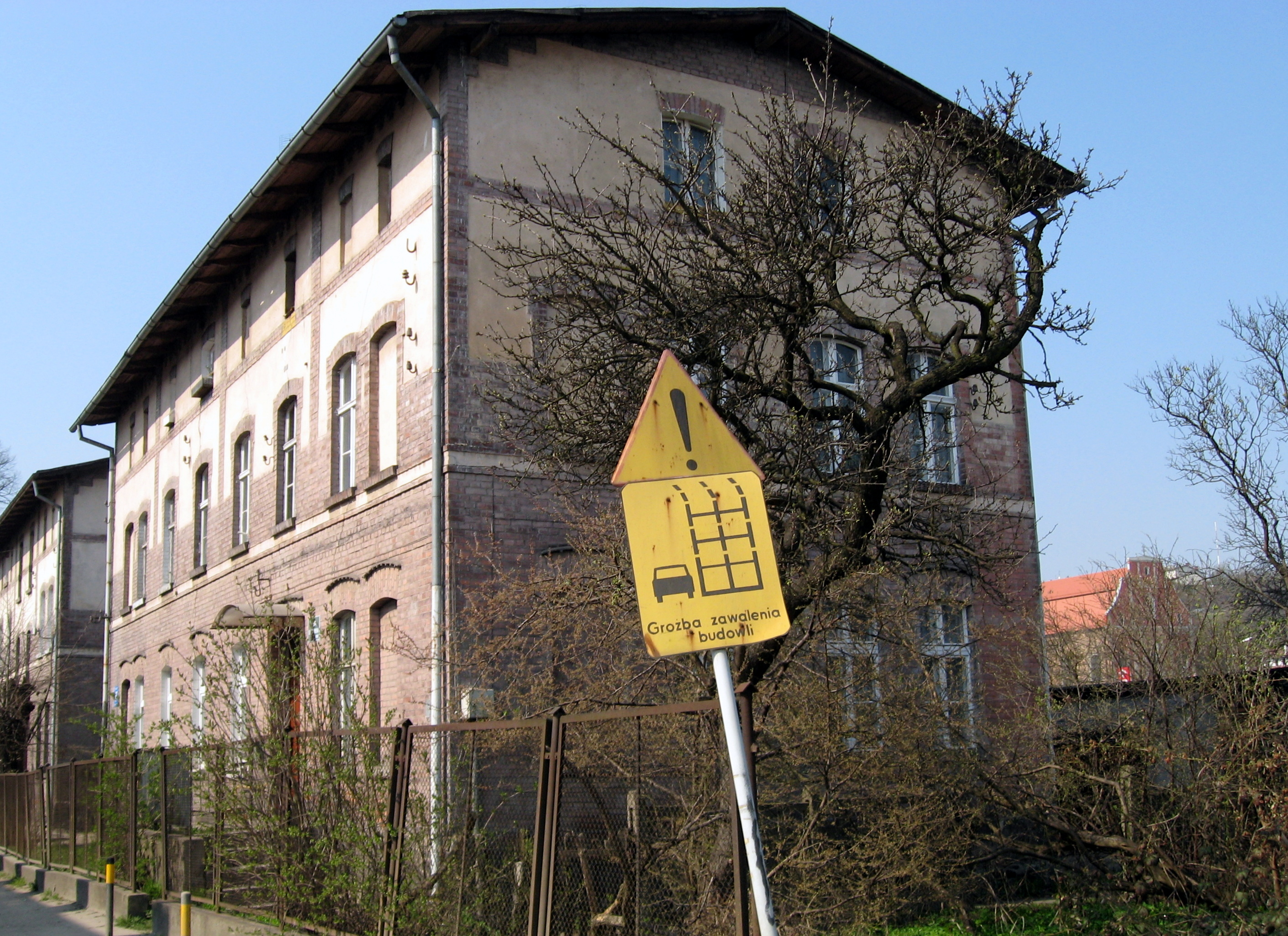
Poland: buildings may collapse, steer clear.
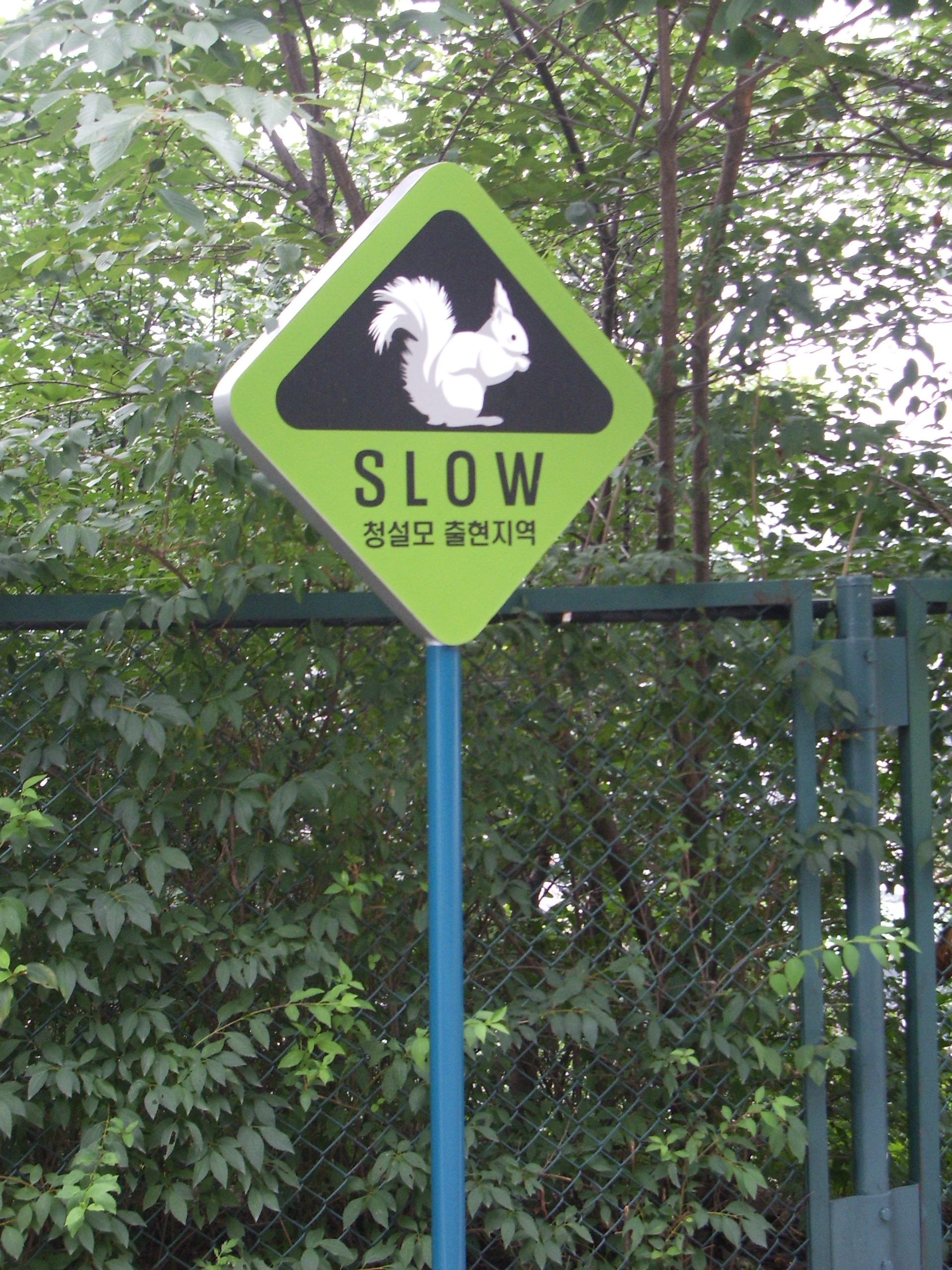
South Korea, Beware of White Squirrels.
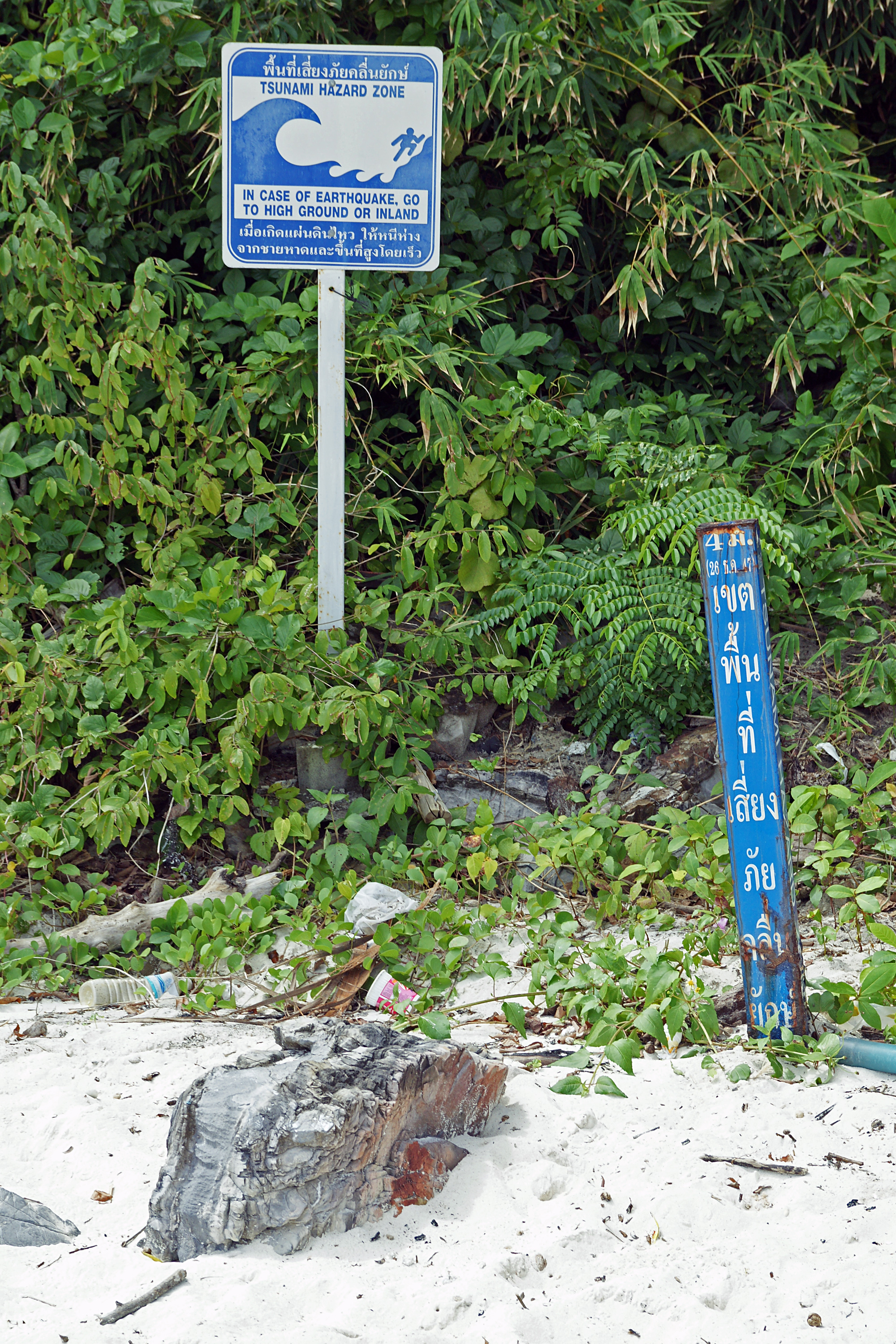
Thailand: go upland during tremors, tsunami zone.
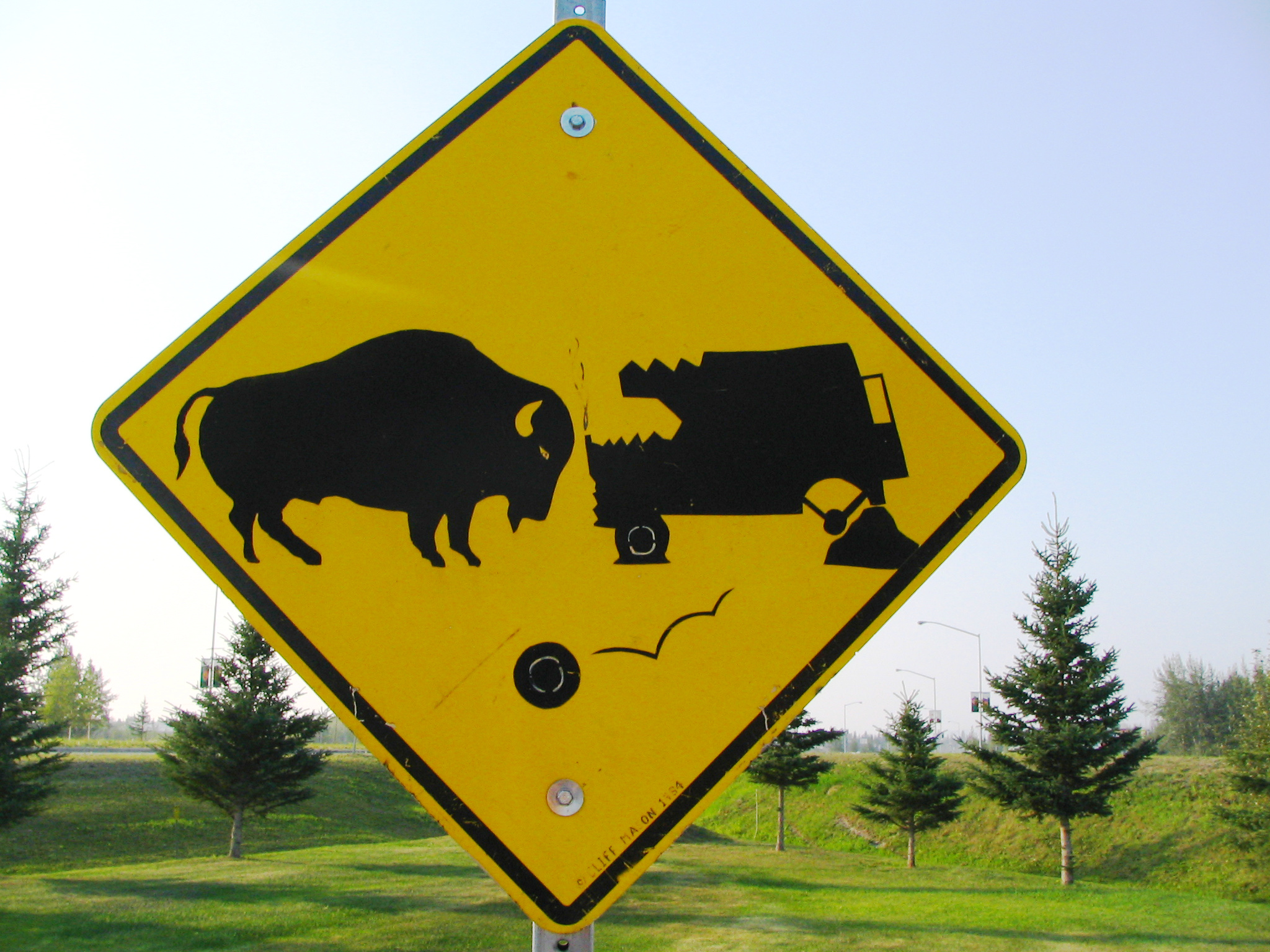
U.S. (Alaska) Bison may ram cars (hand-painted).
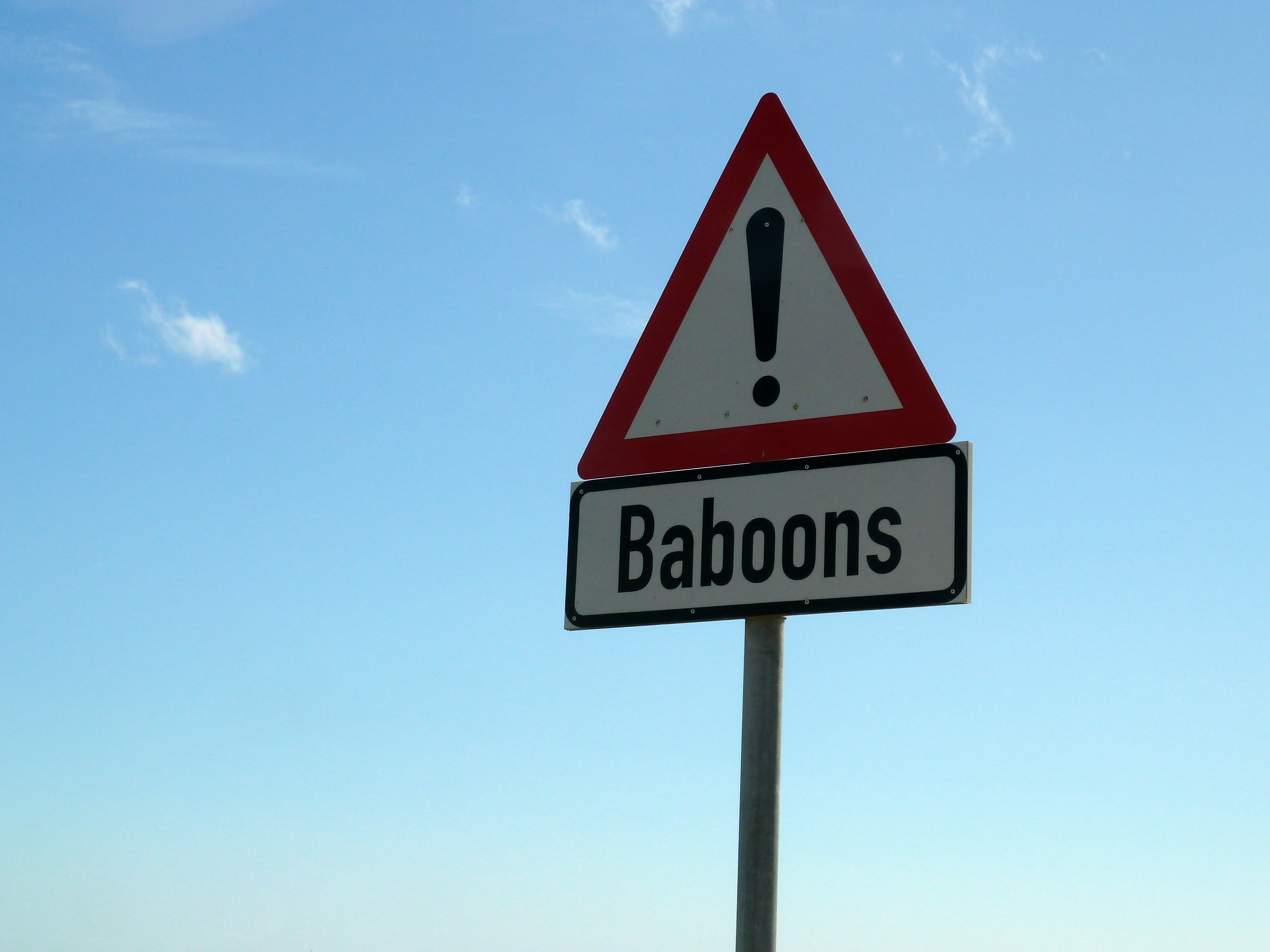
South Africa: baboons.
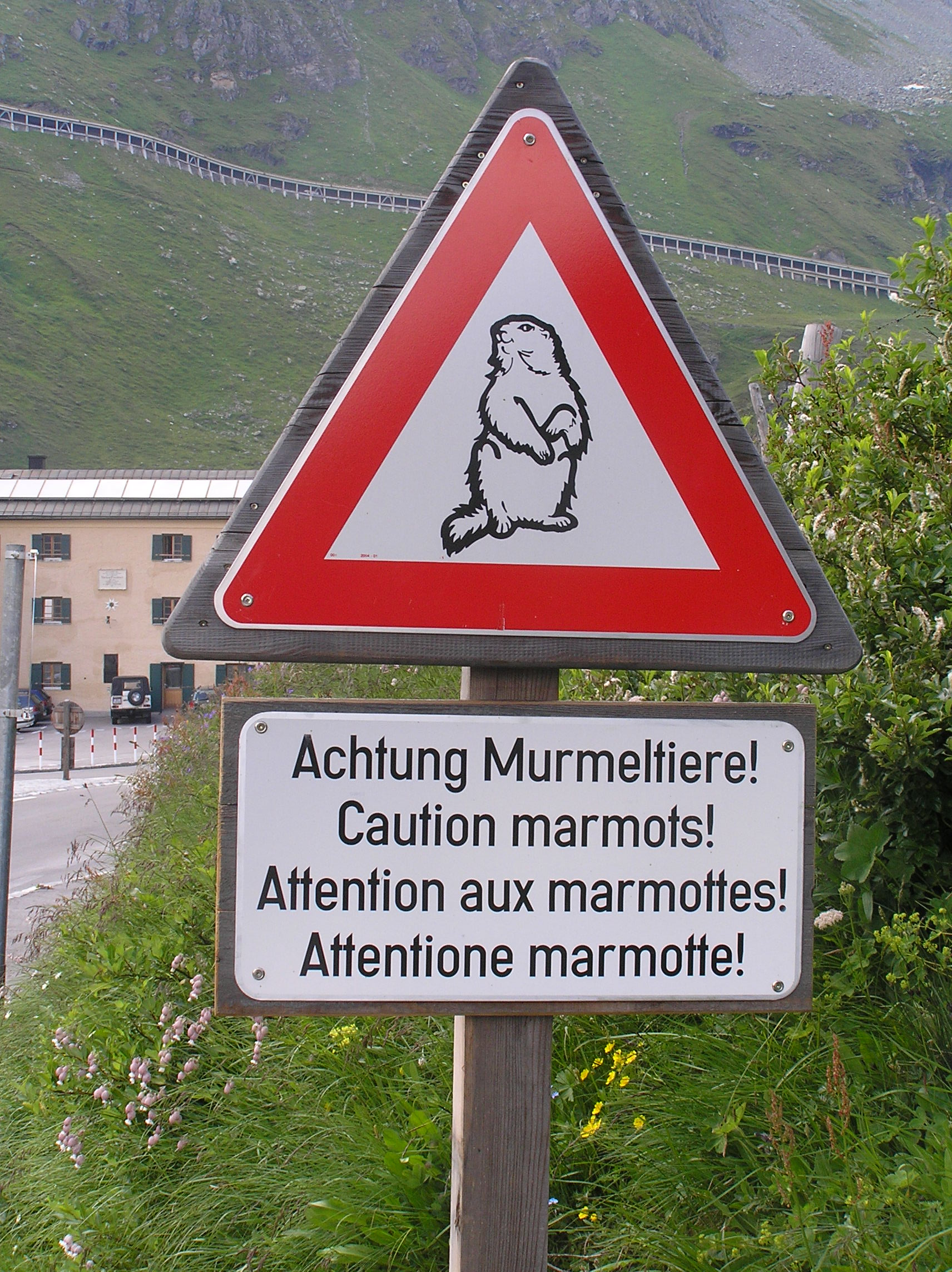
Austria: caution, marmots!
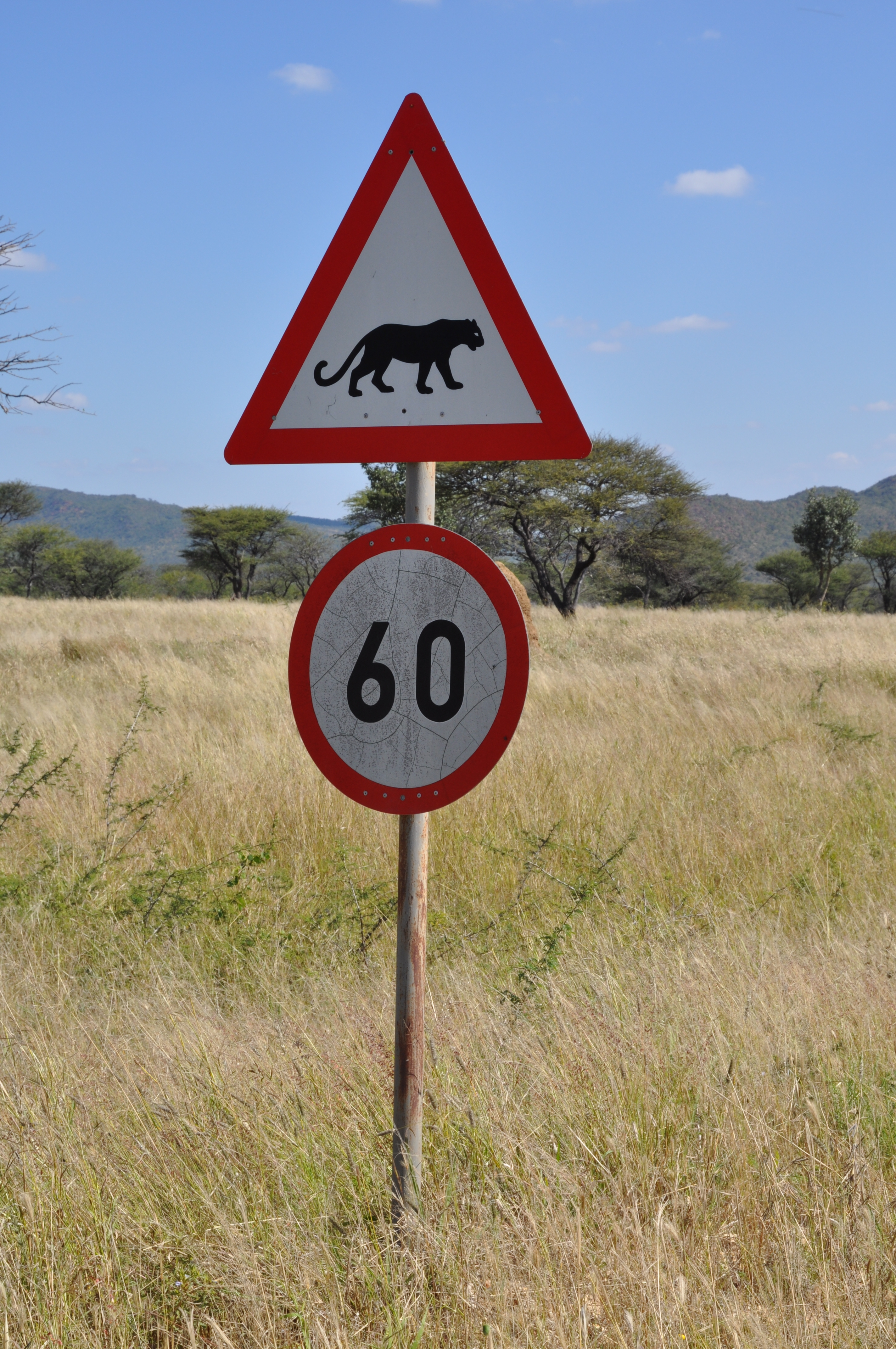
Namibia: leopard zone.
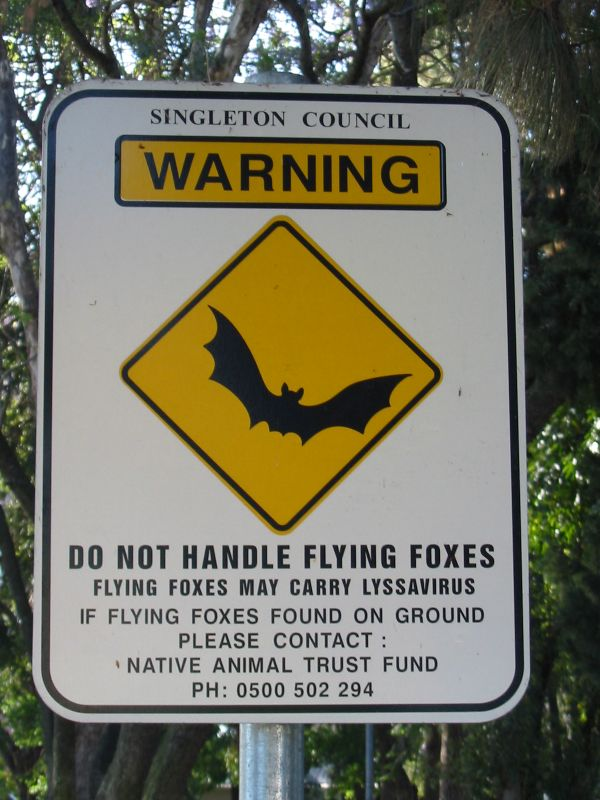
Australia: fruit bats, virus risk.
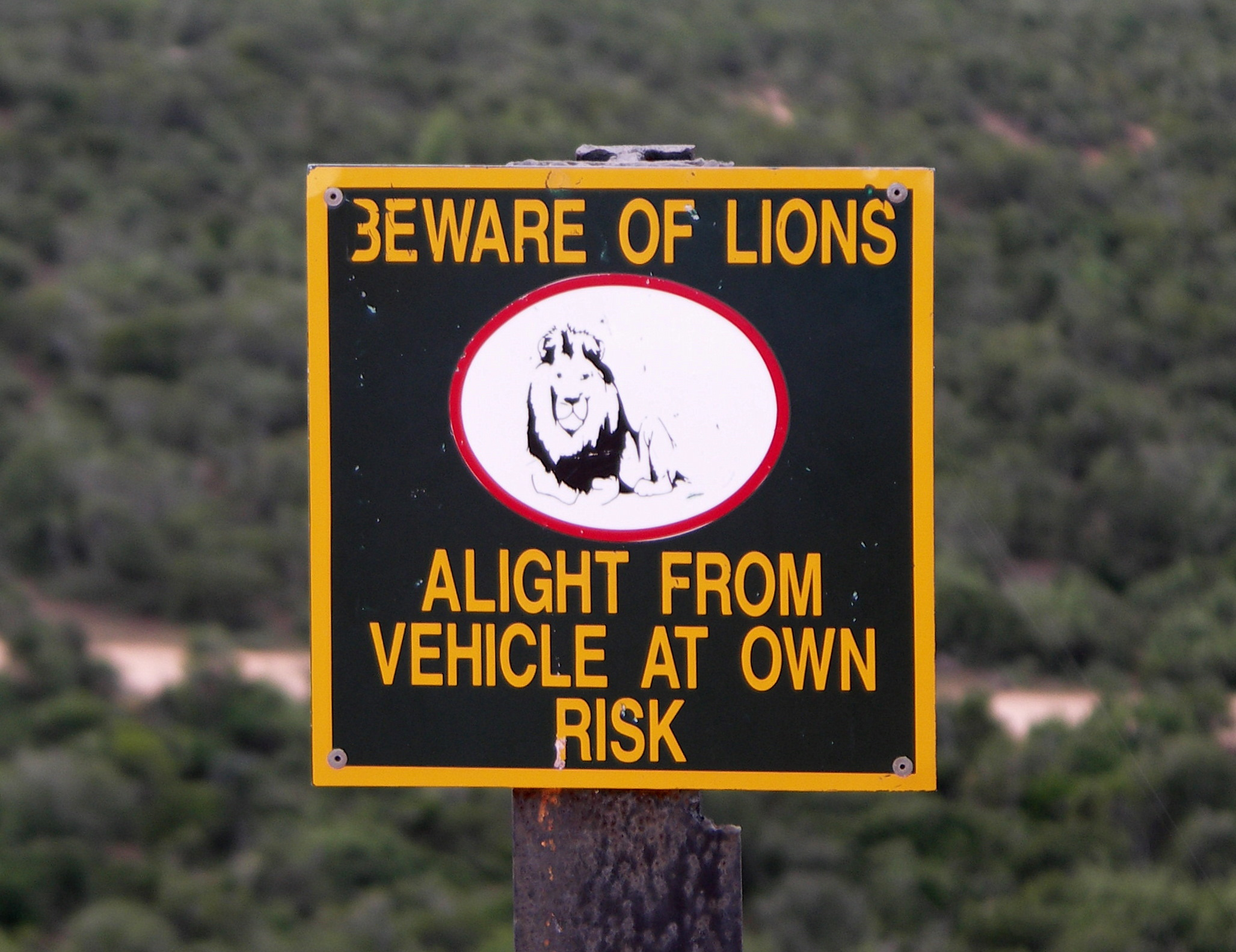
South Africa: lions, stay in car.
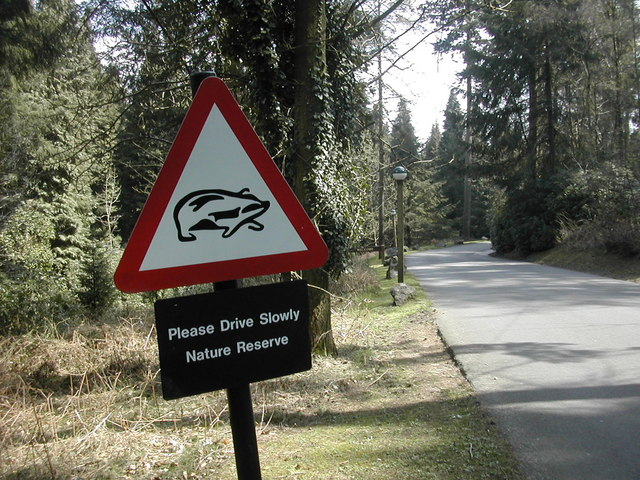
U.K. : badger crossing.
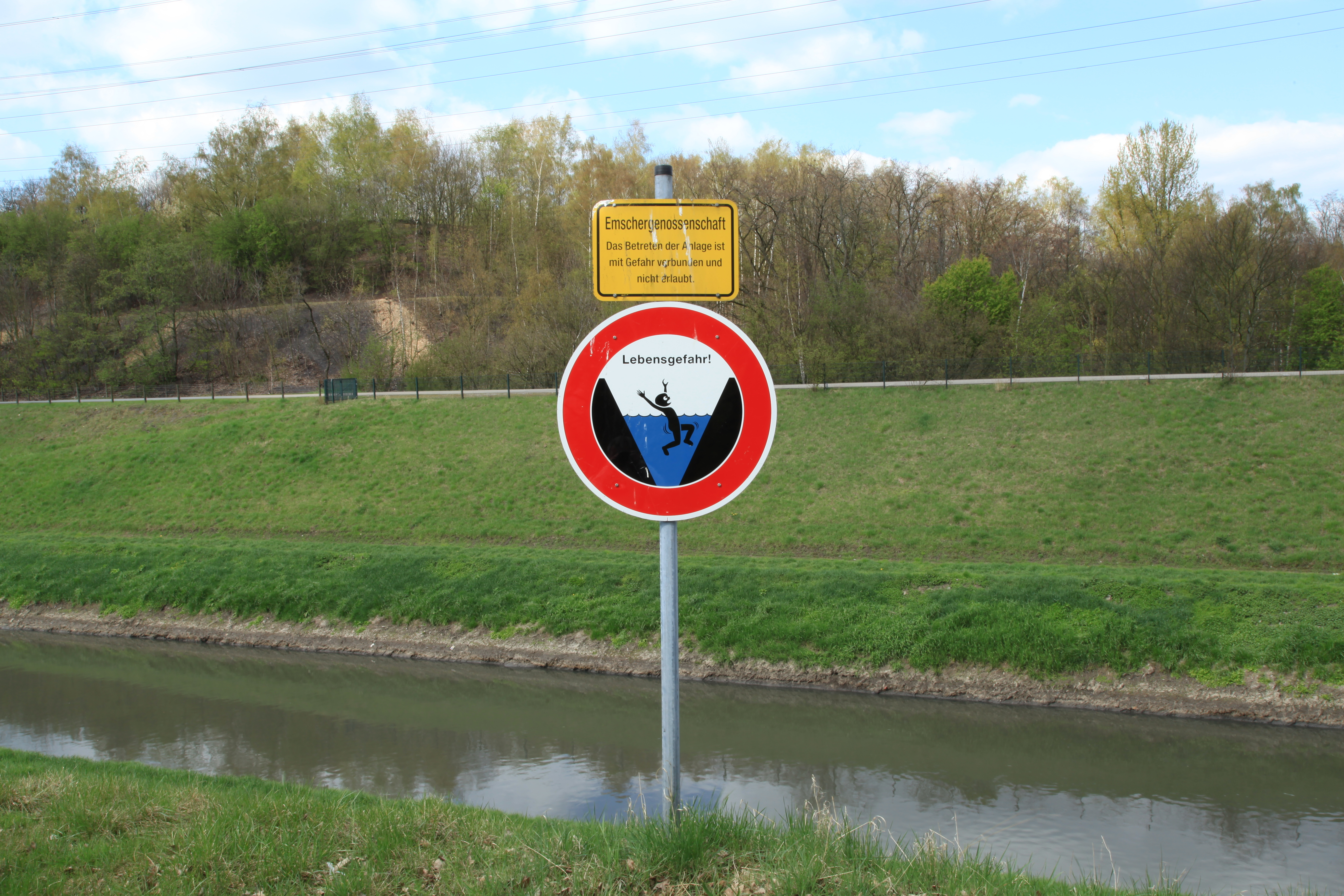
Germany: Life-danger! Steep sides and deep water.
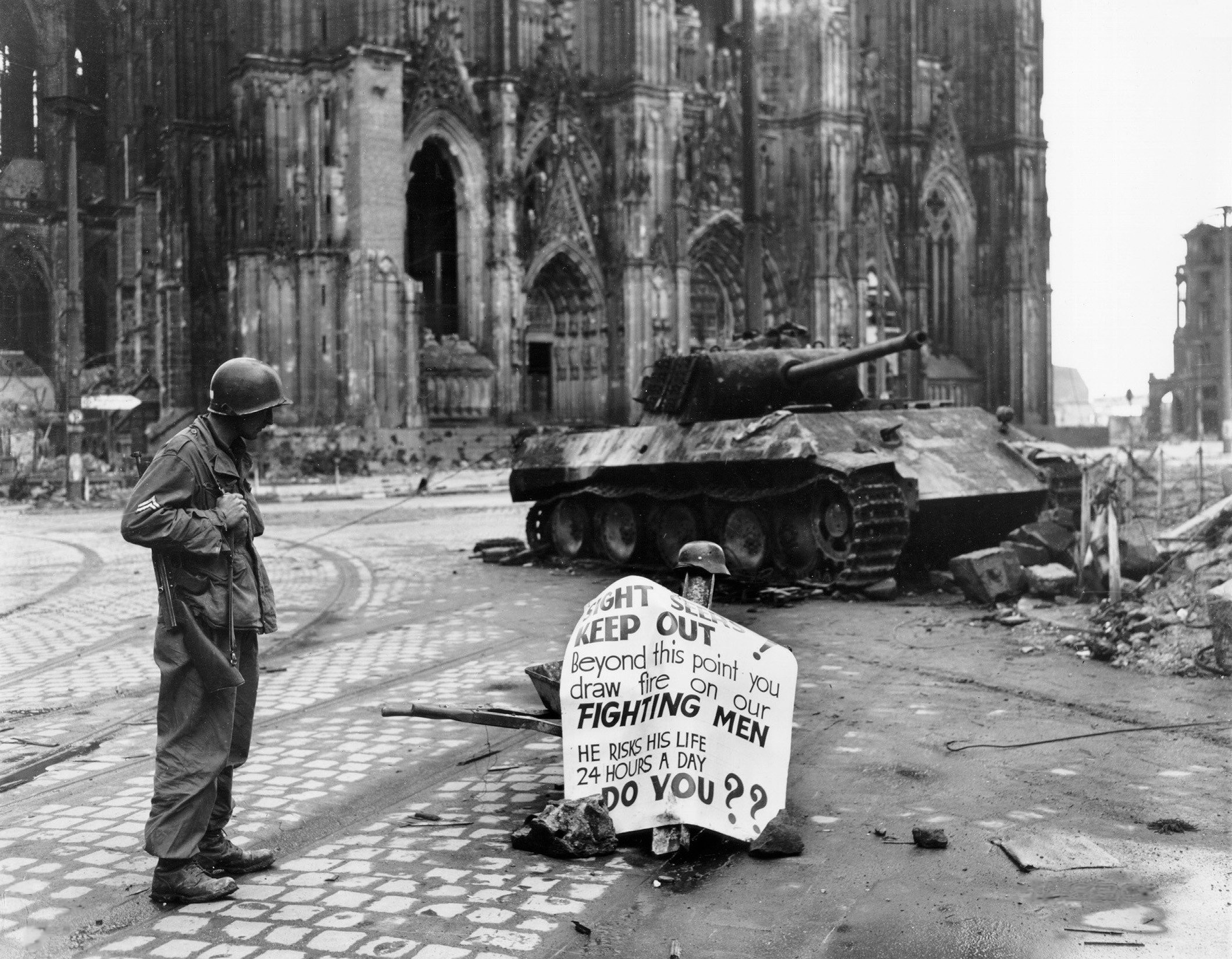
WWII urban front line: sightseers stay back.
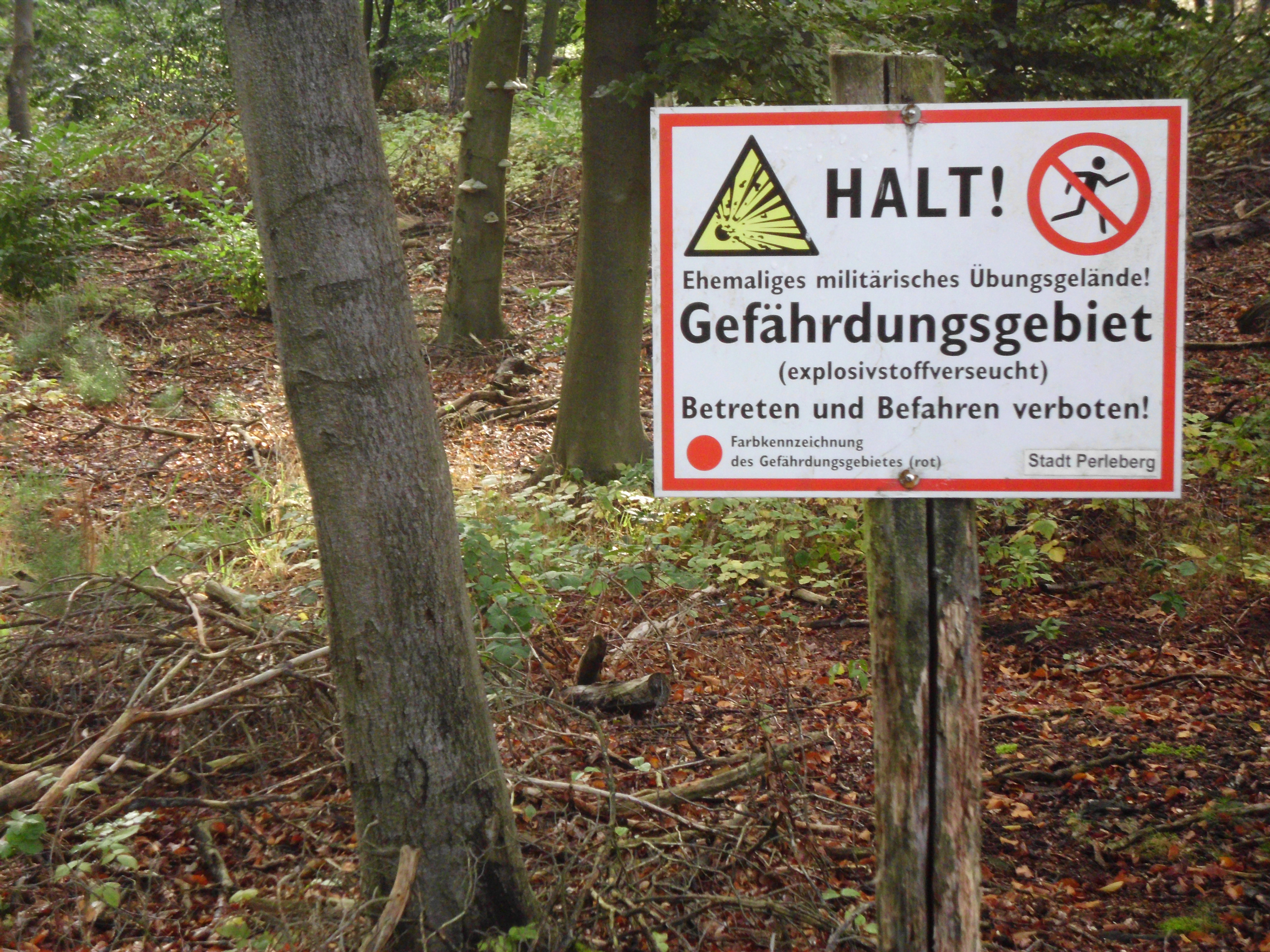
Germany: Life-danger! Unexploded military ordinance.
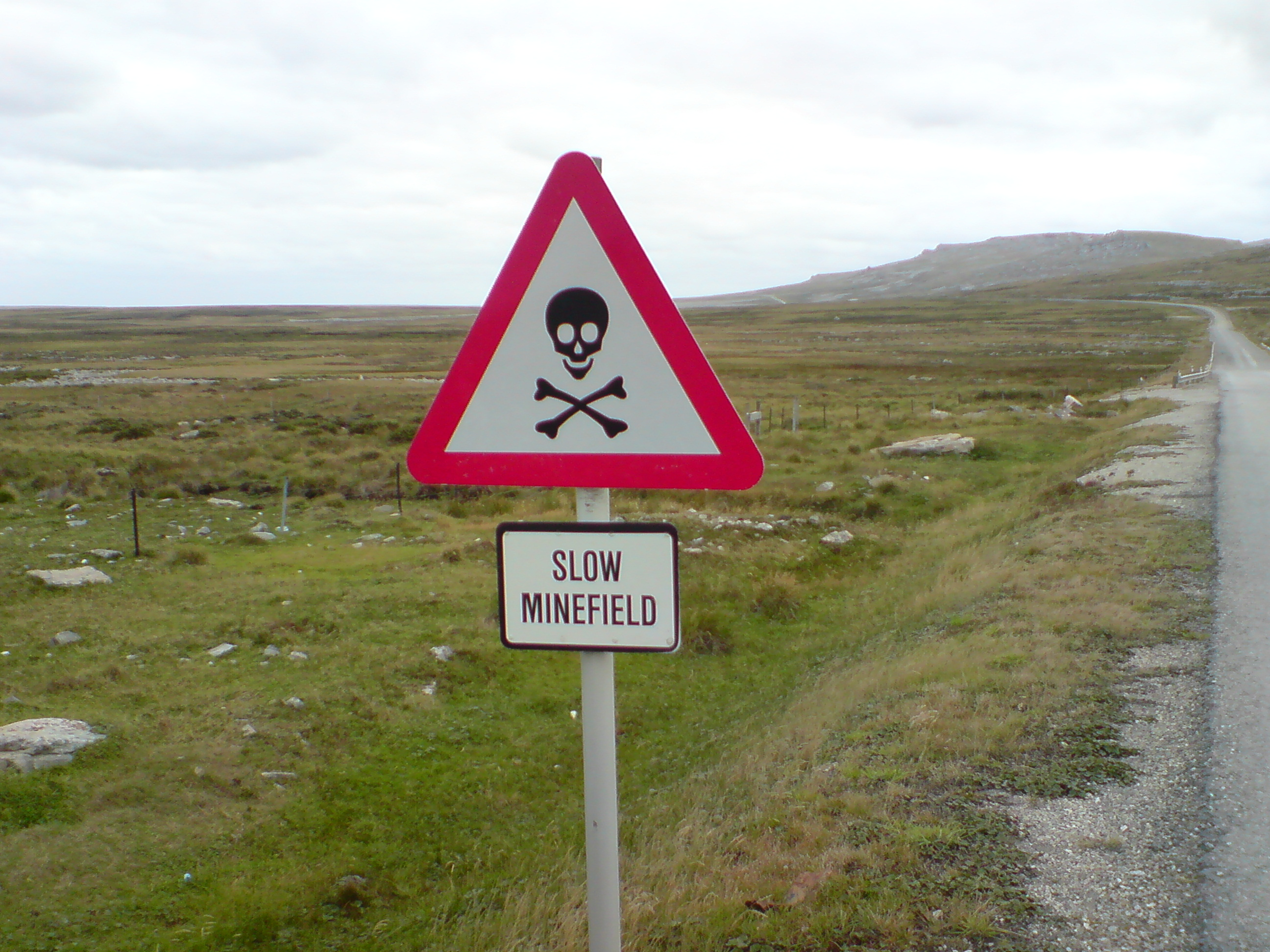
Falkland Islands: slow, landmines.
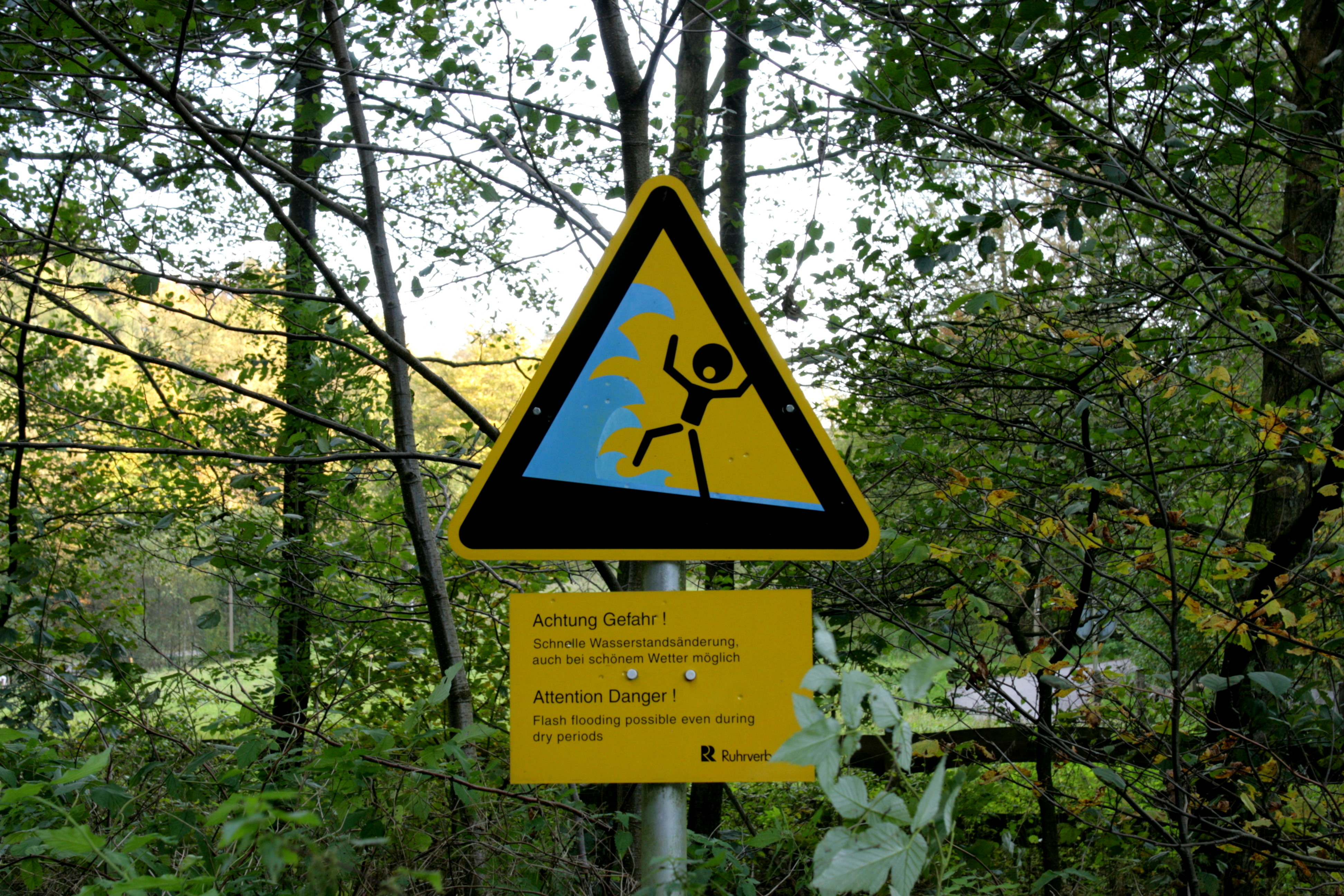
Germany: flash flood area.
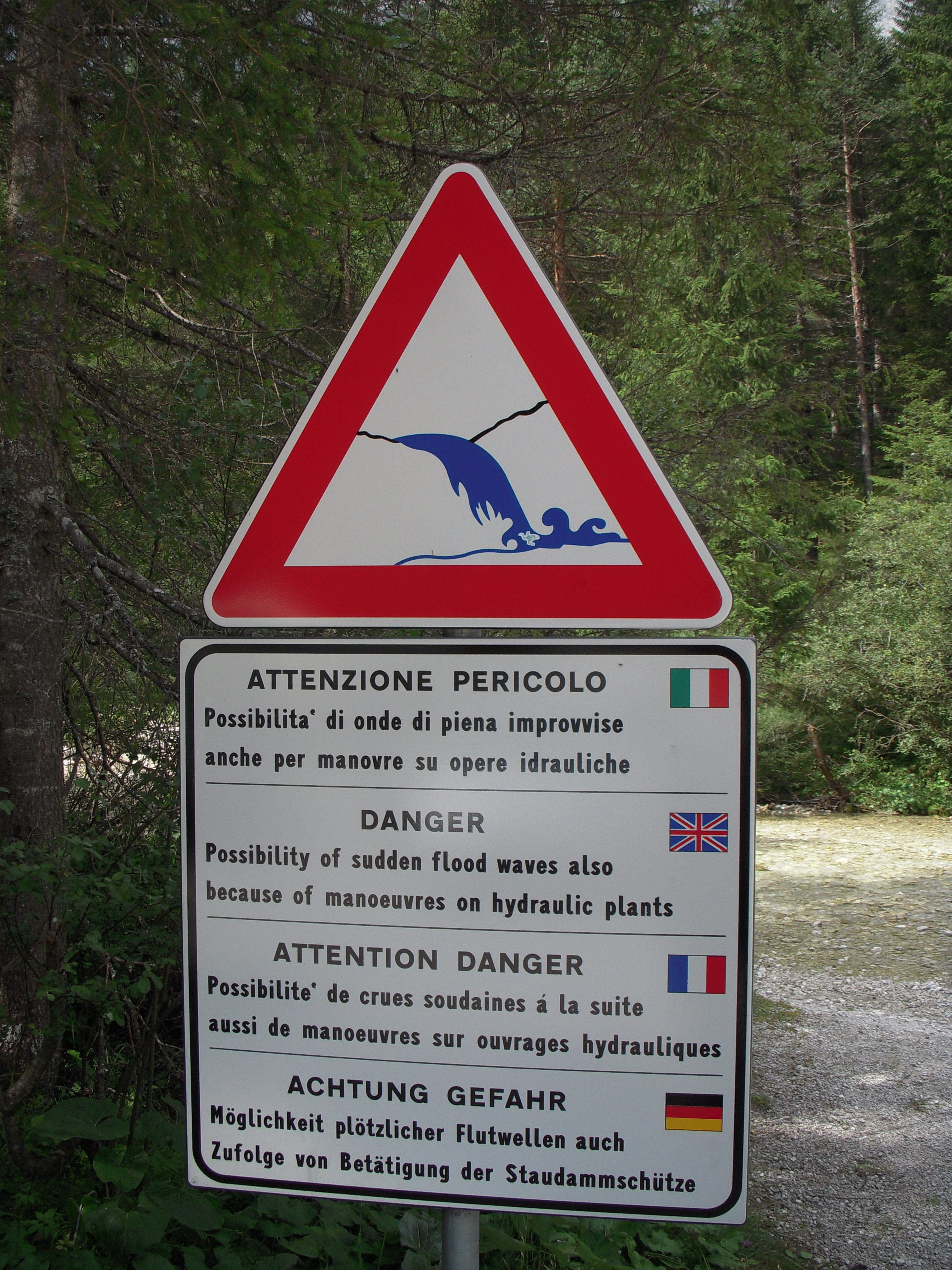
Italy: flash flood area (hydroelectric activity).
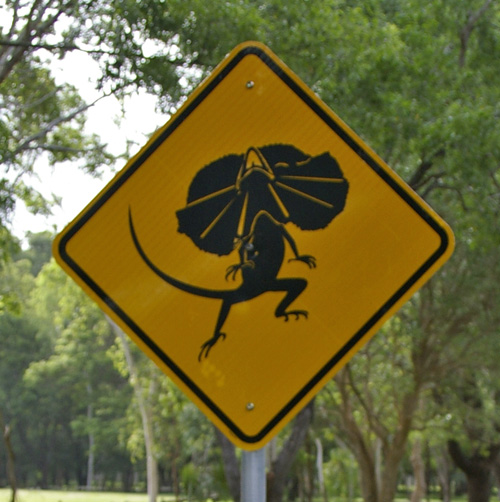
Australia: frill-necked lizard zone.
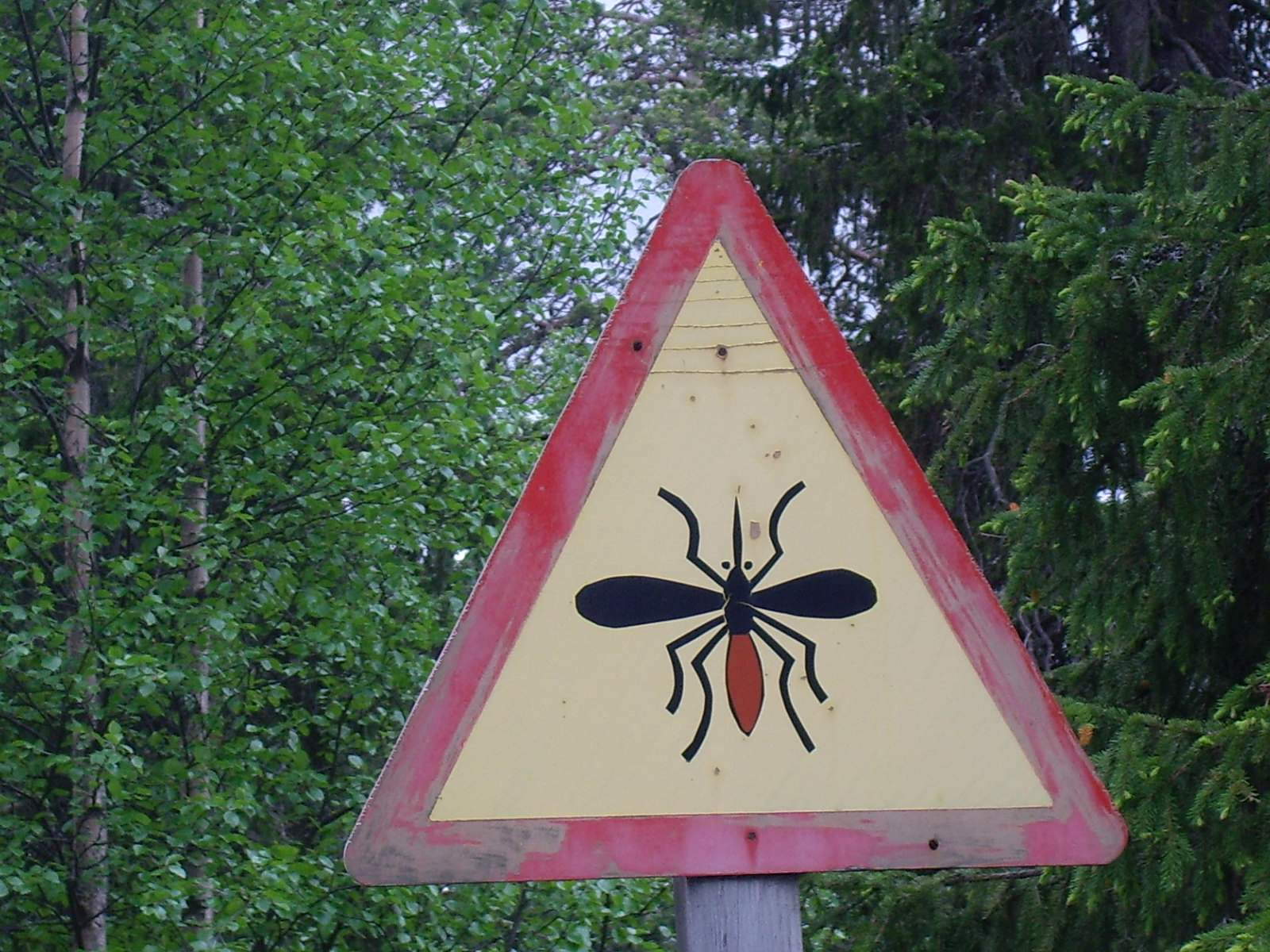
Finland: mosquito swarms.
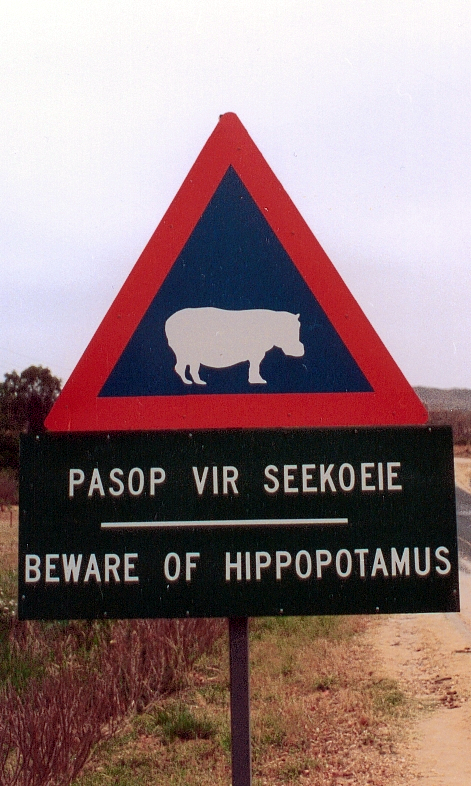
South Africa: beware of hippos.
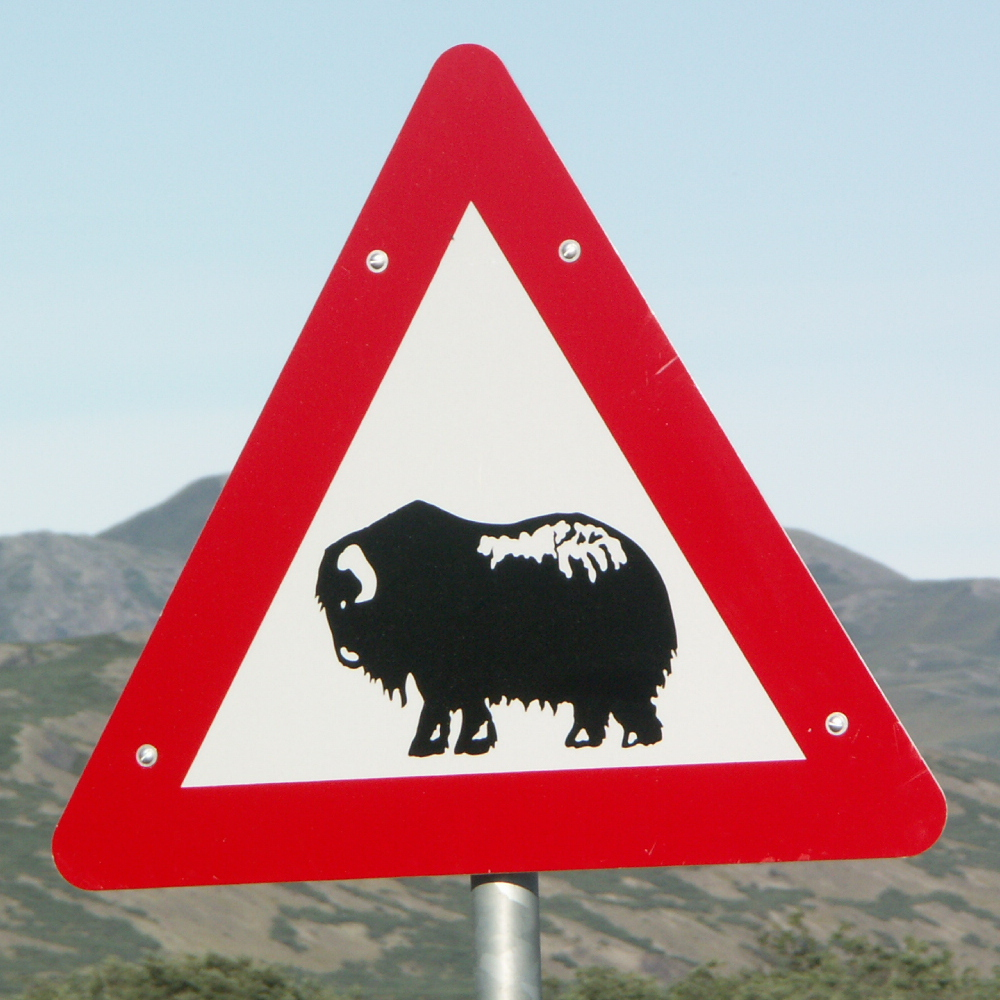
Greenland: musk ox area.
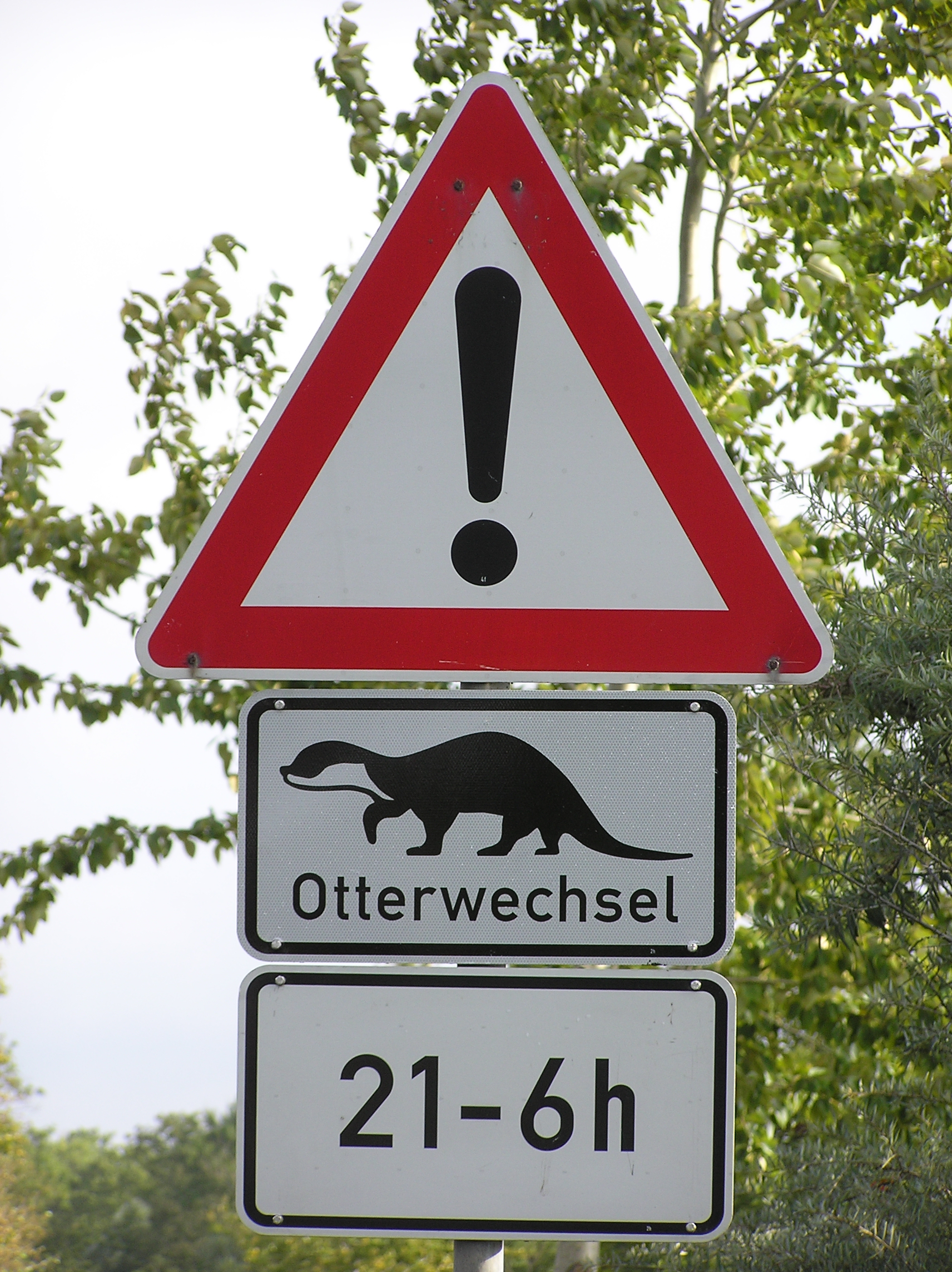
Germany: mind the otters.
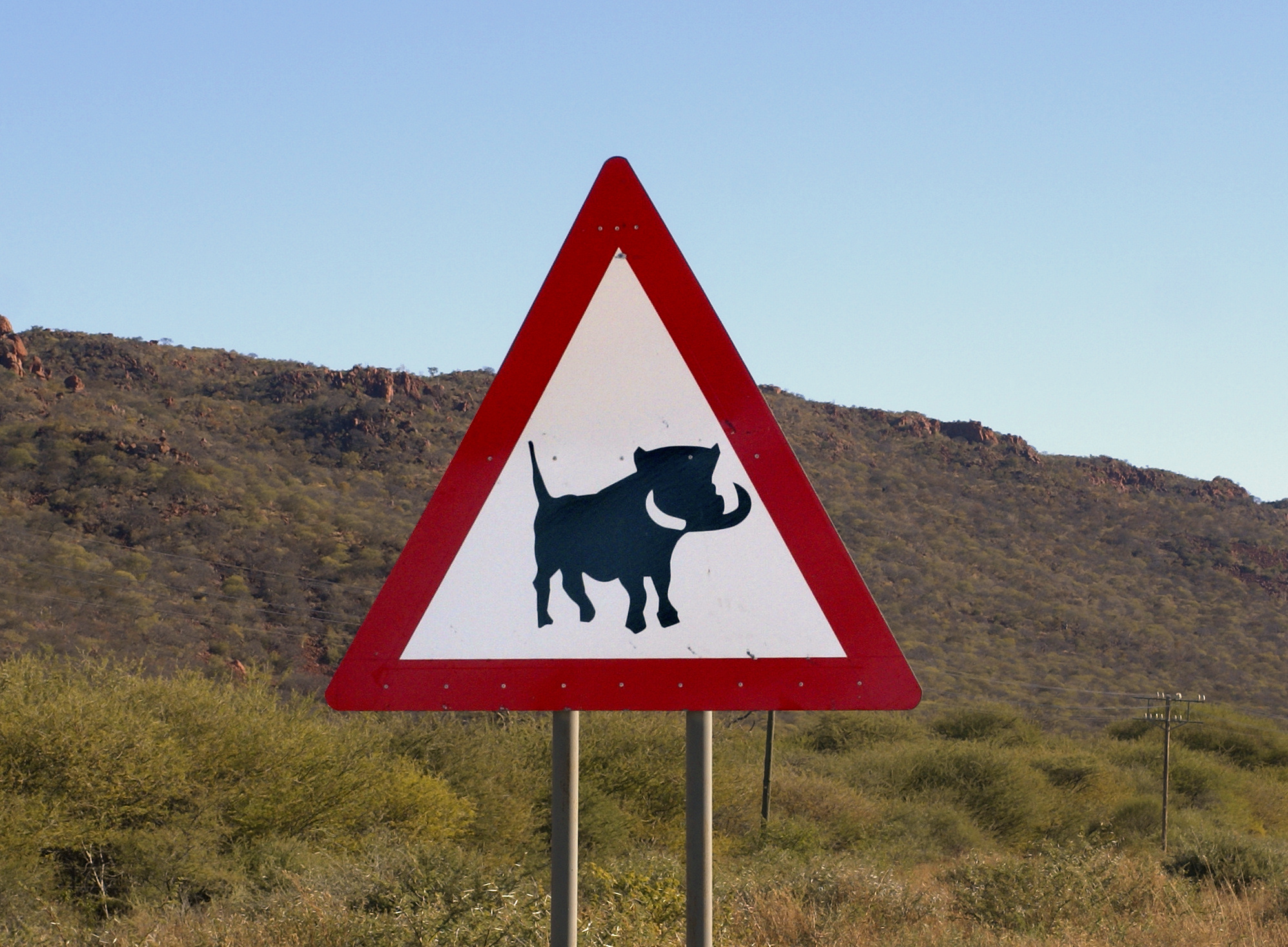
Namibia: warthog zone.
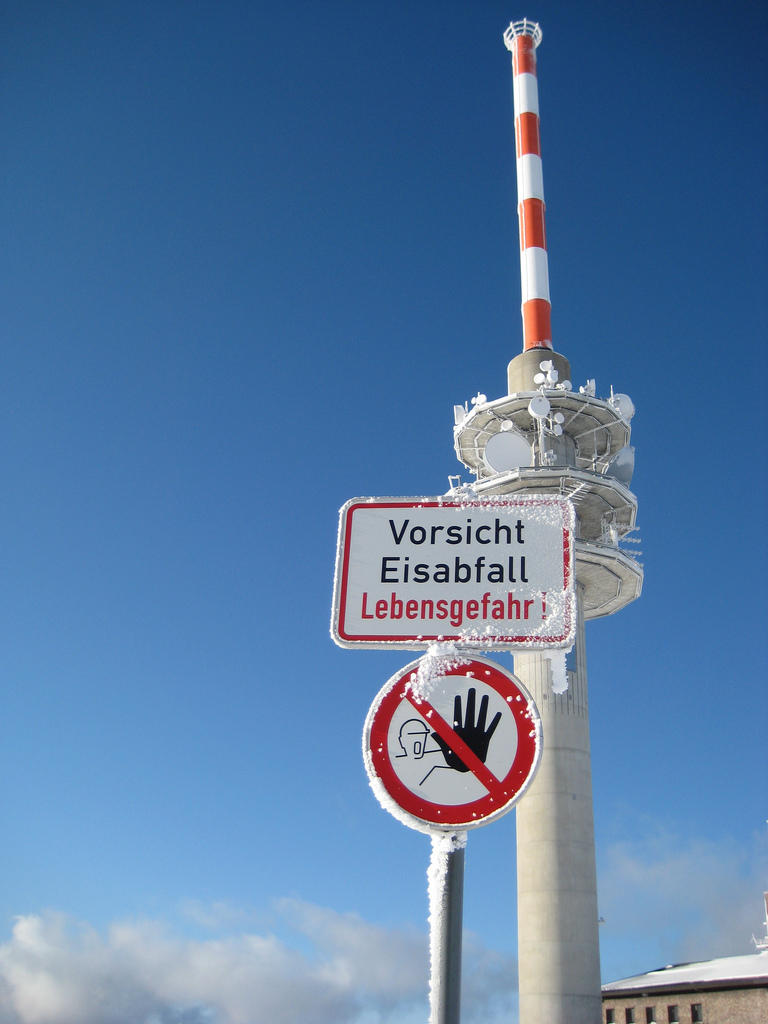
Germany: Life-danger! Ice blocks fall.
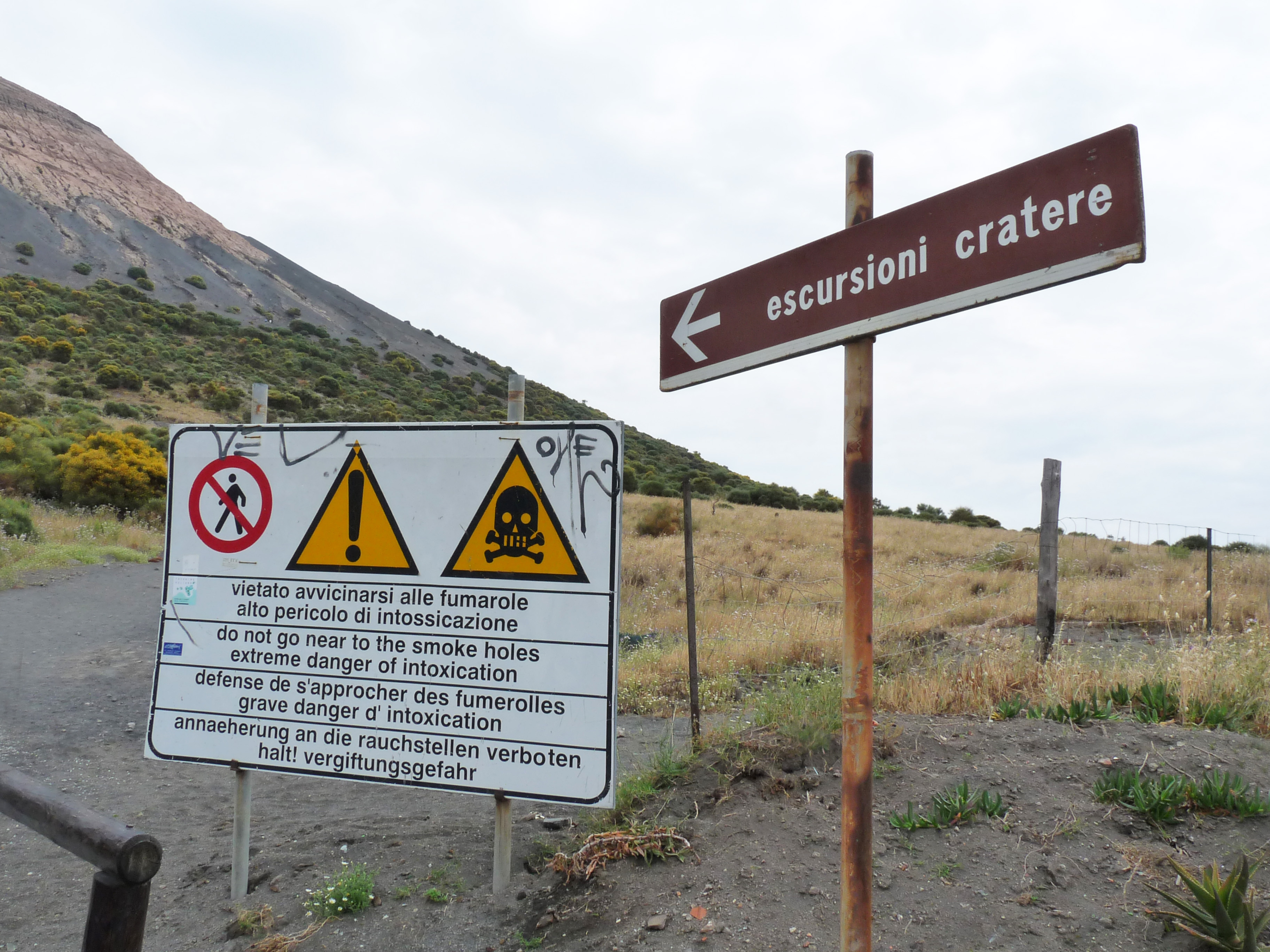
Italy: volcano-فومارول poison gas area.
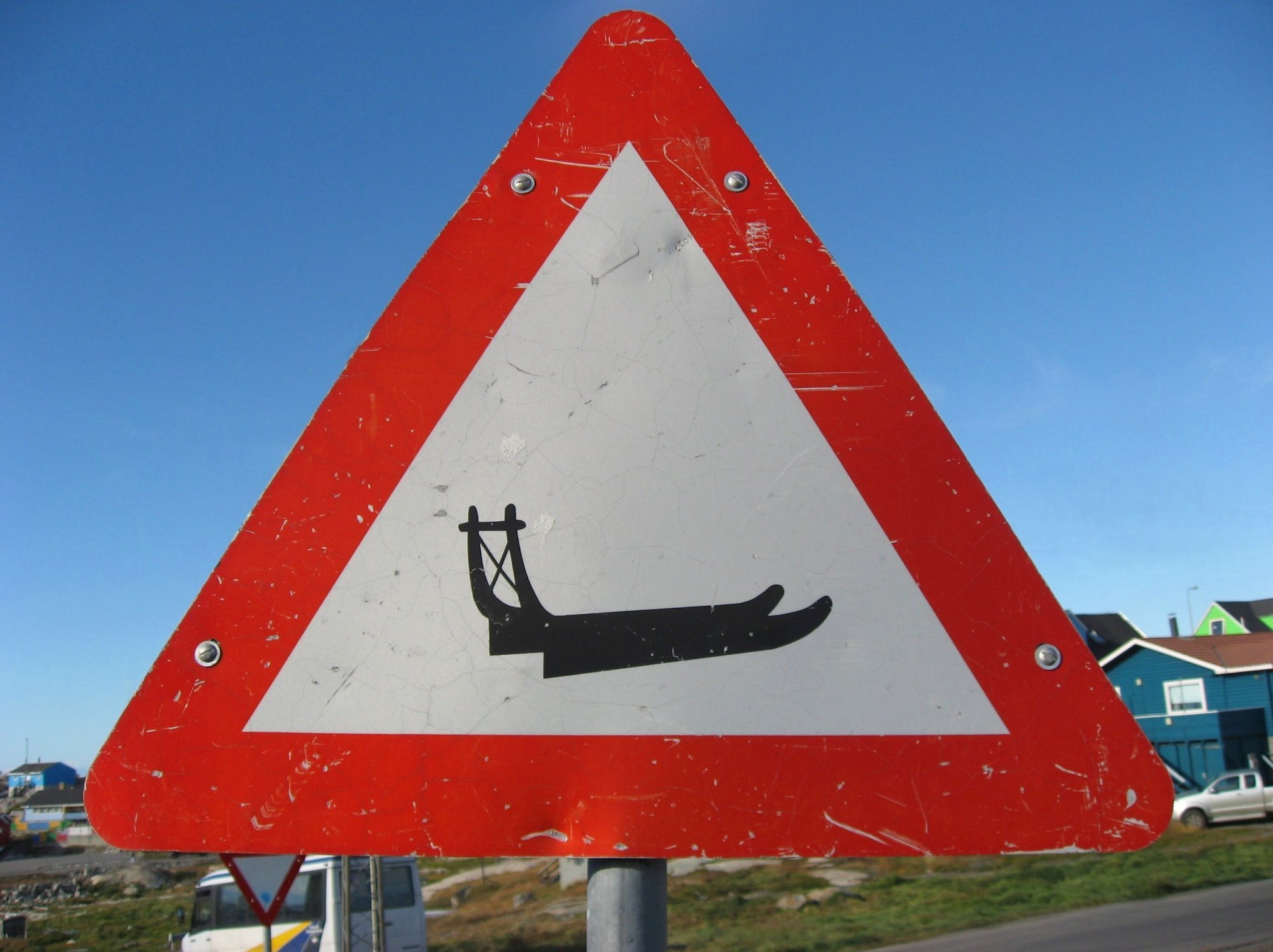
Greenland: dogsled crossing.
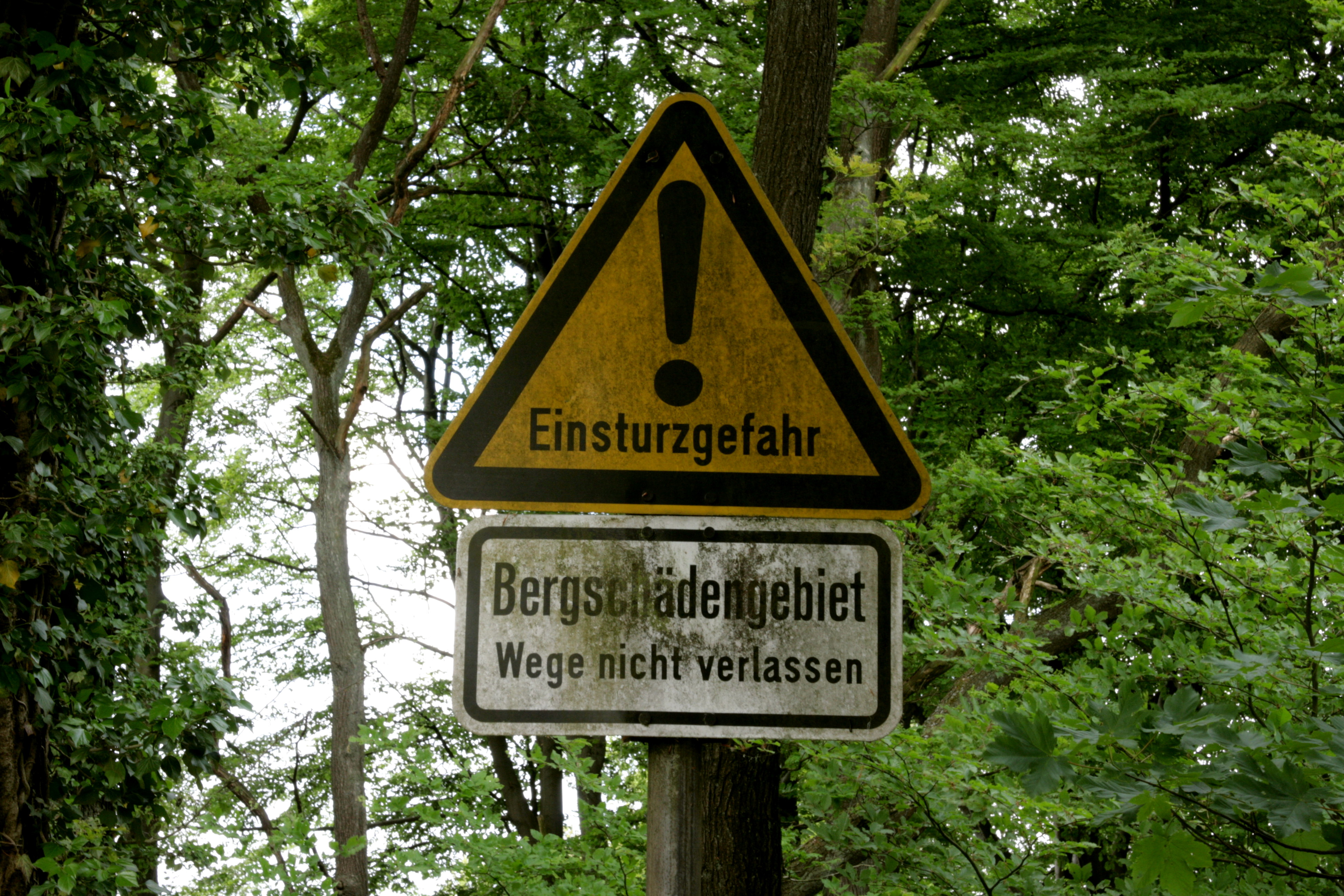
Germany: Fall danger, mountain area, don't leave route.
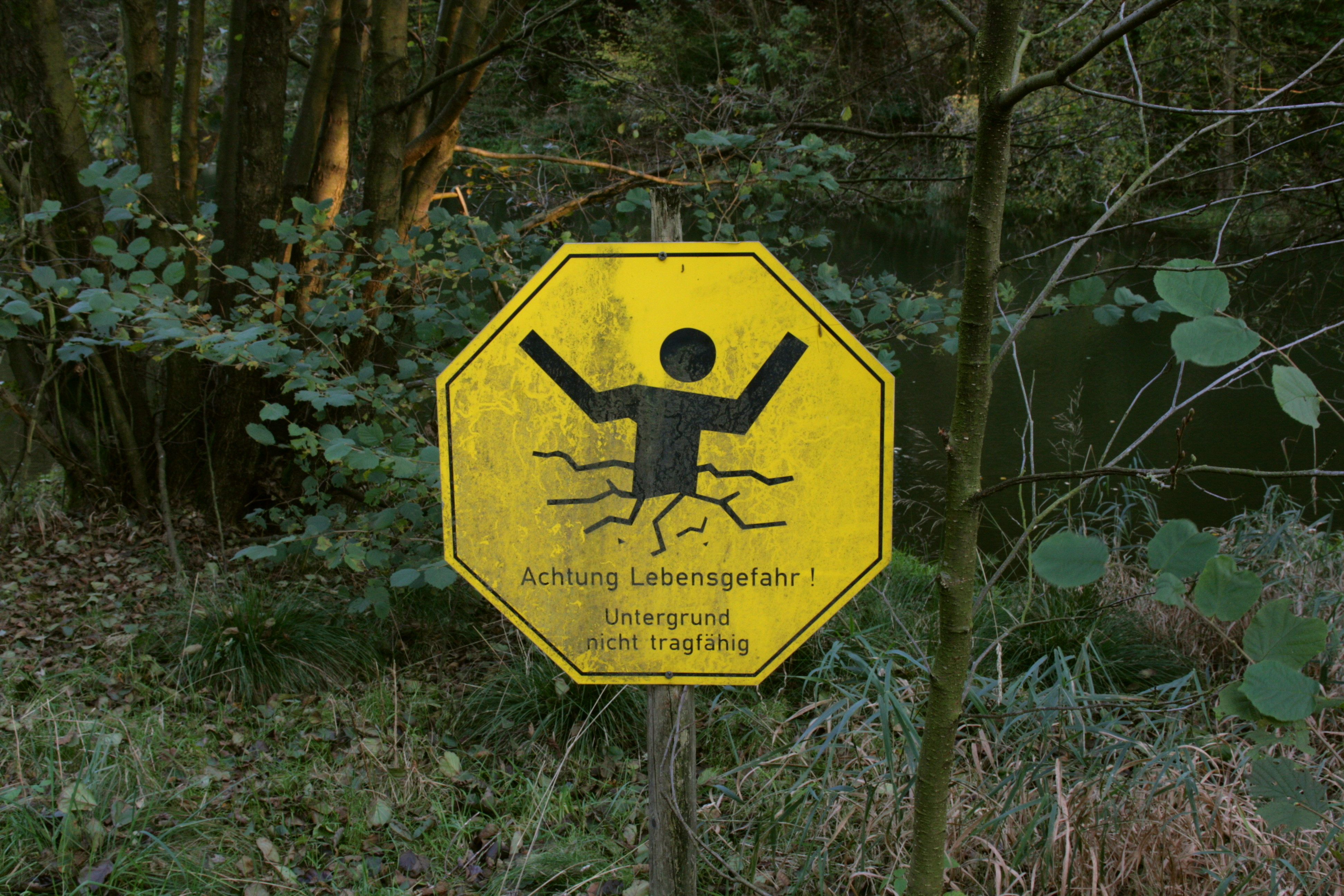
Germany: Life-danger! Underground not sound/sturdy.
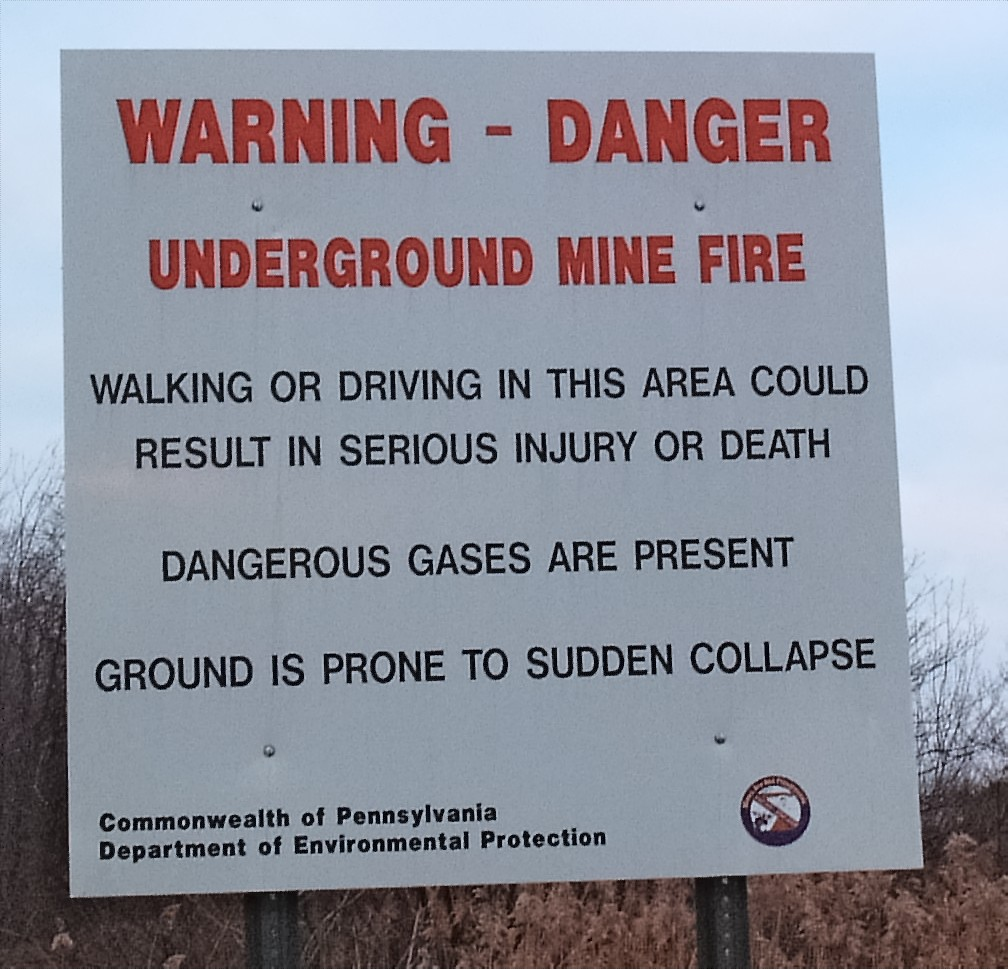
U.S.: underground fire —road might collapse.
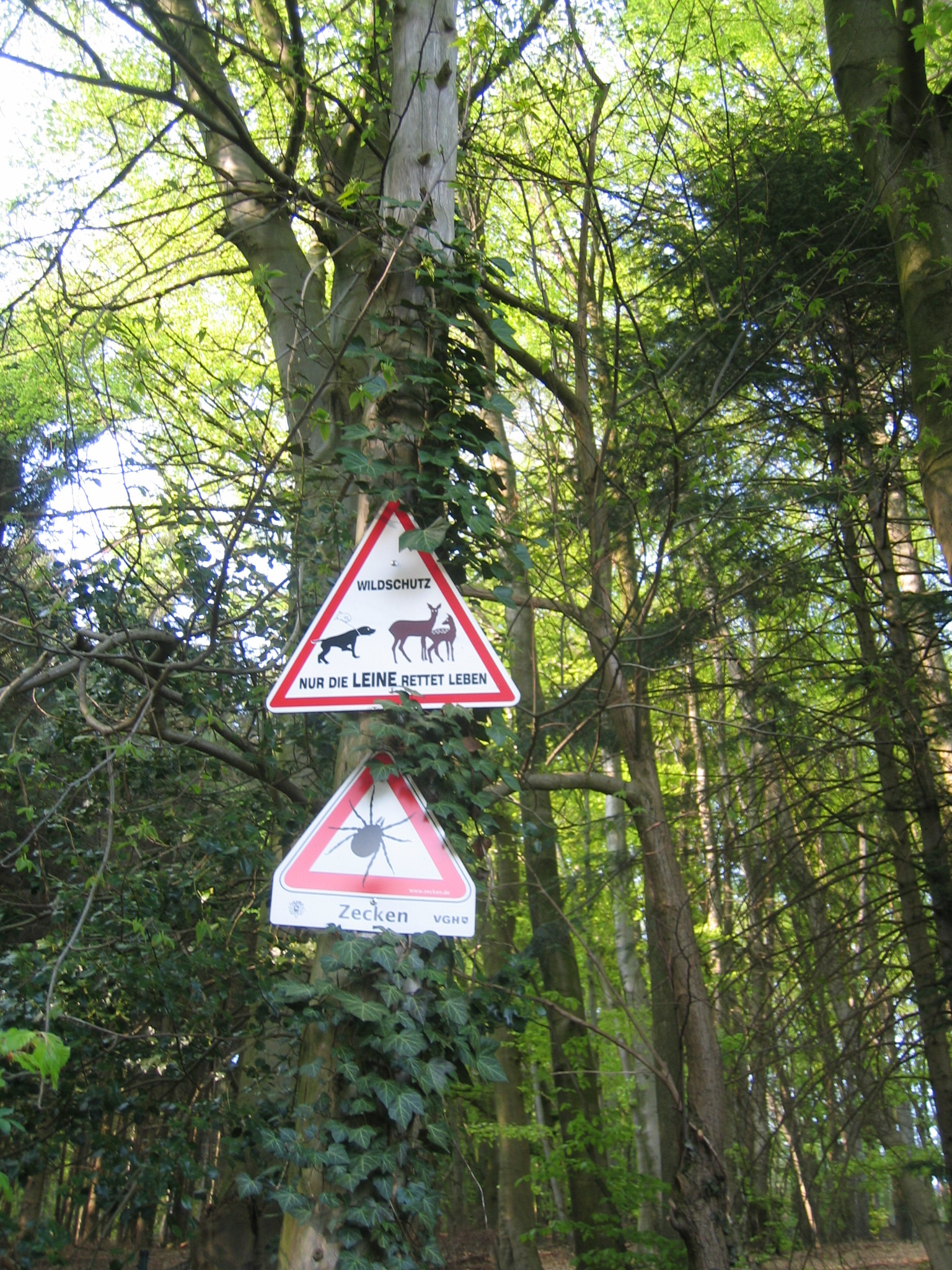
Germany: pets/wildlife conflict, disease-ticks area.
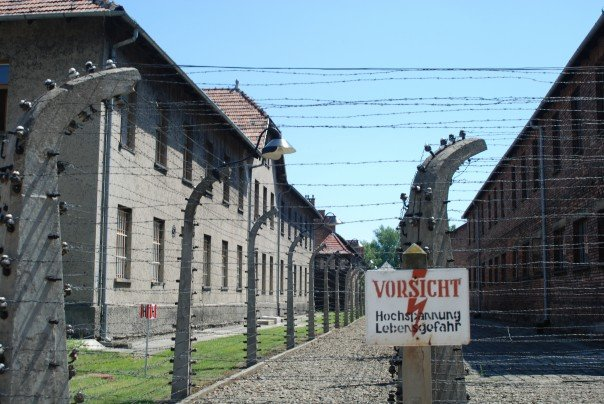
On barb wire at Auschwitz 1: Look out High voltage Life-danger.
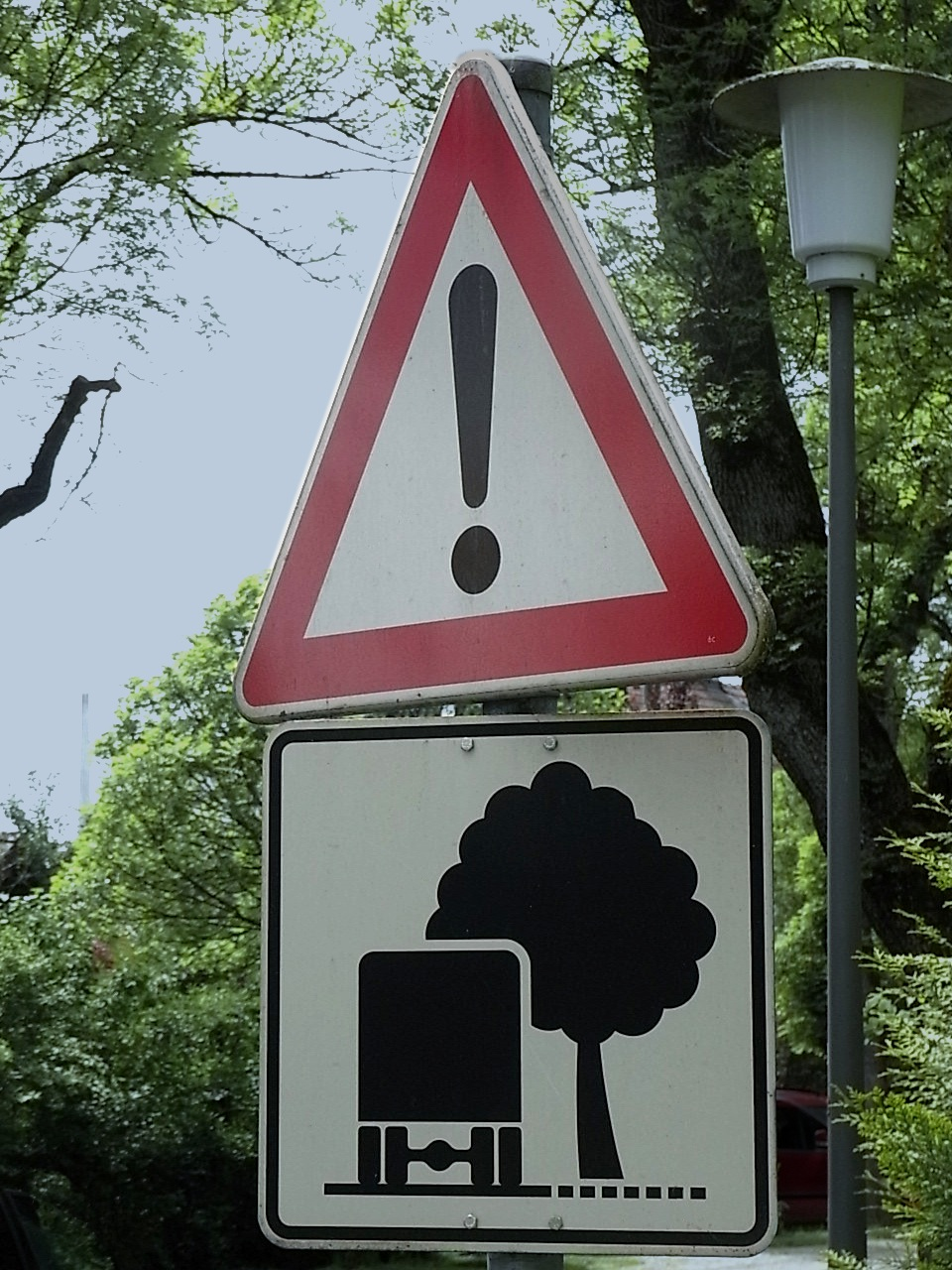
Germany: overhanging vegetation.
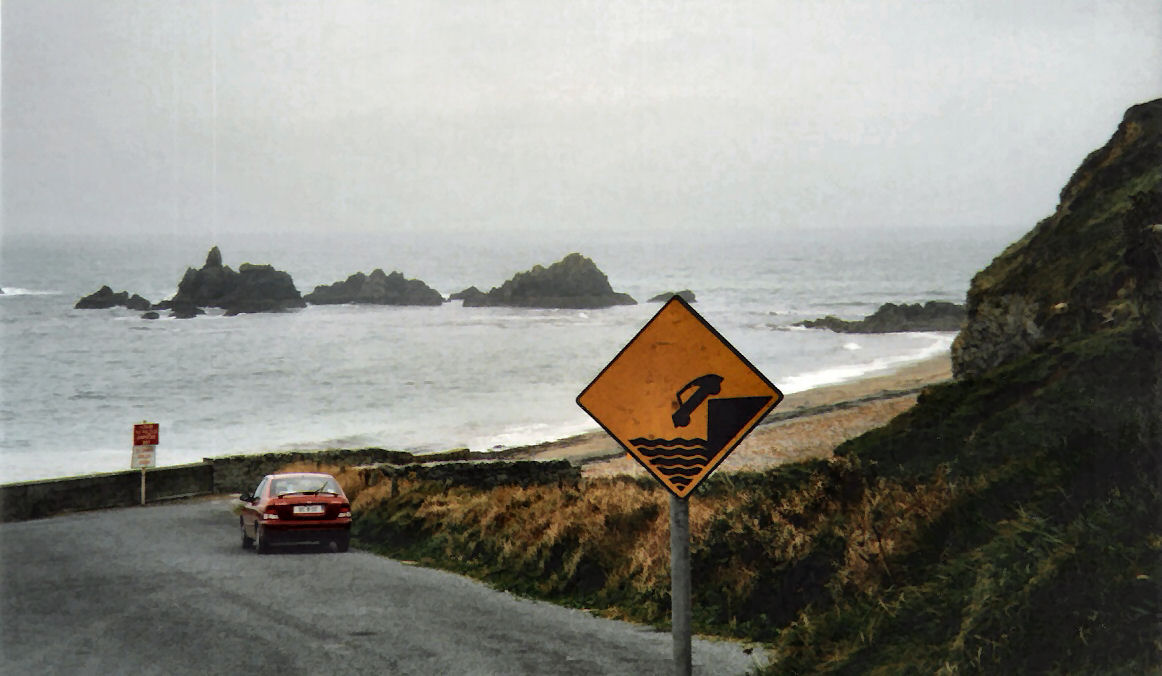
Ireland: quayside dropoff.
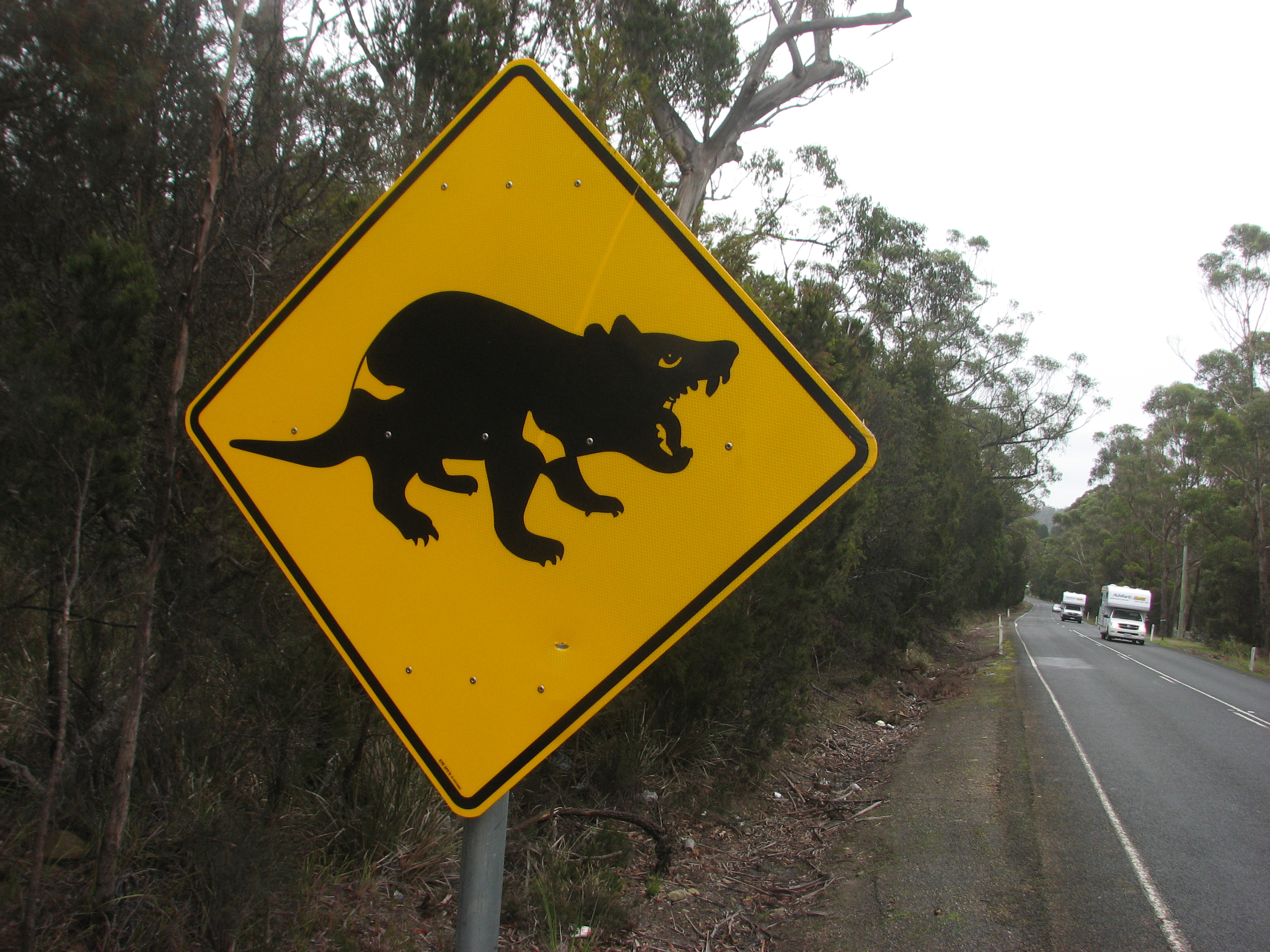
Australia, Tasmanian Devil Area.
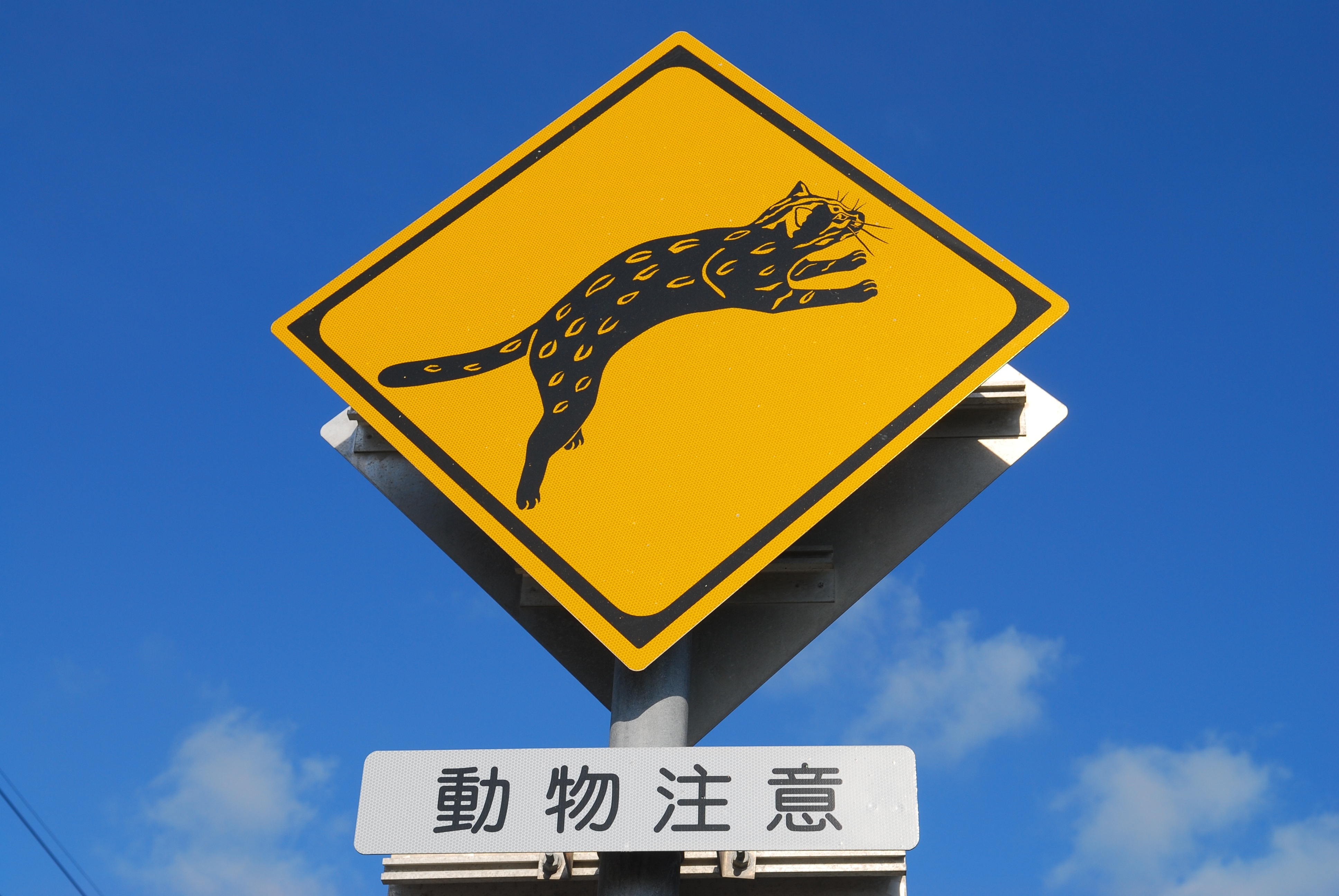
Japan (Iriomote): قط إيريوموت zone.
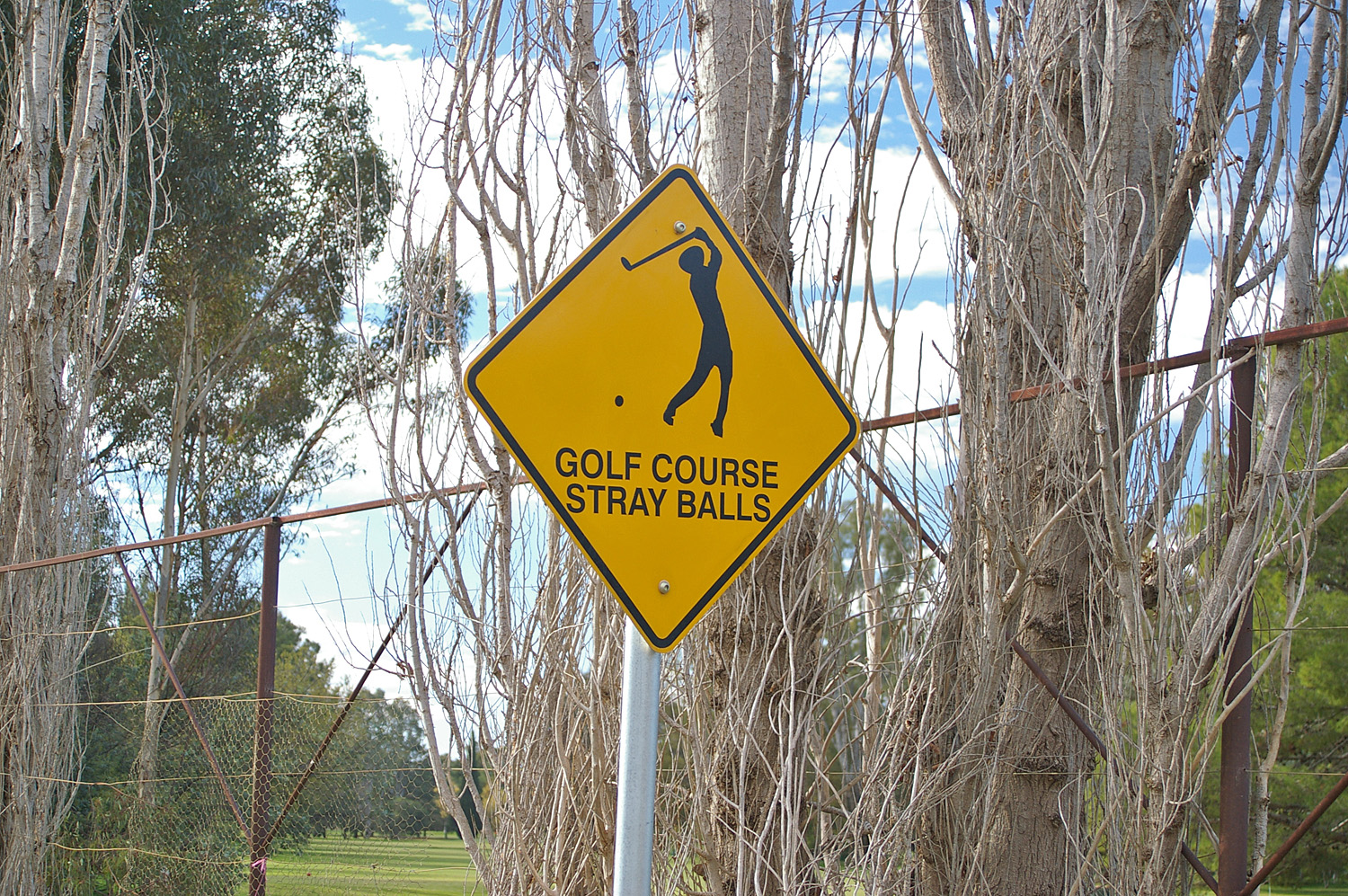
Australia: golf ball zone.
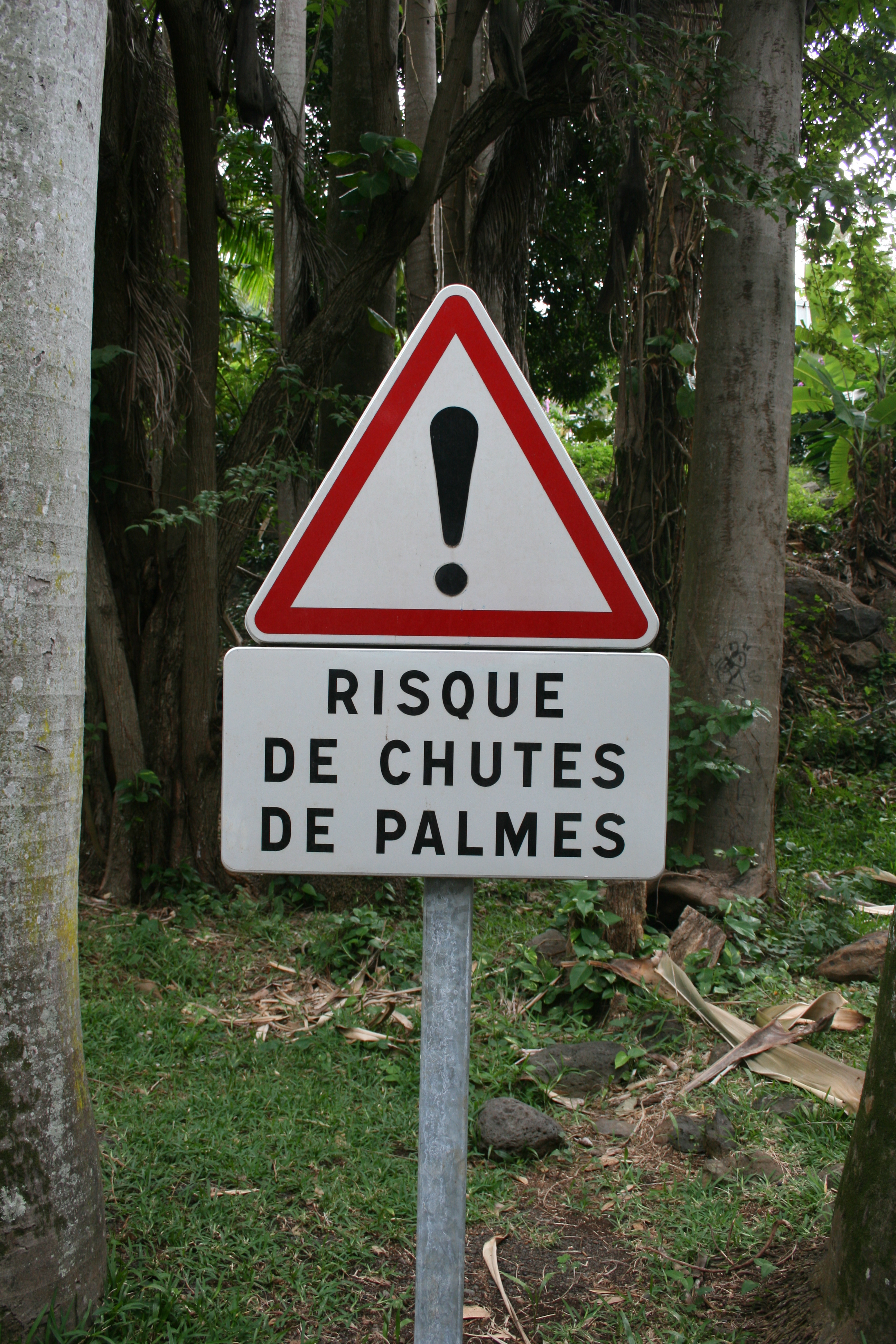
لا ريونيون: risk of falling palm fronds.
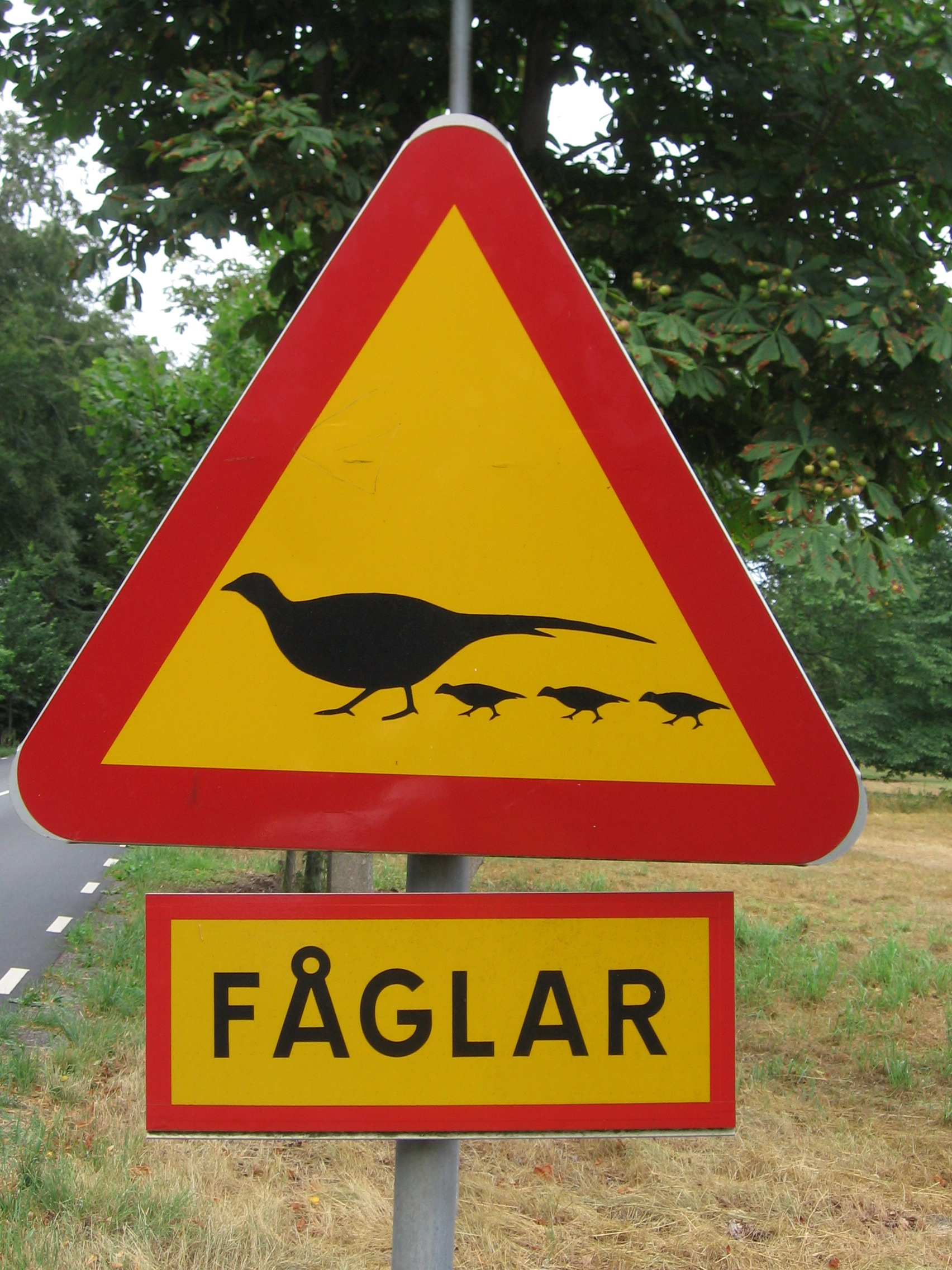
Sweden: quail crossing.
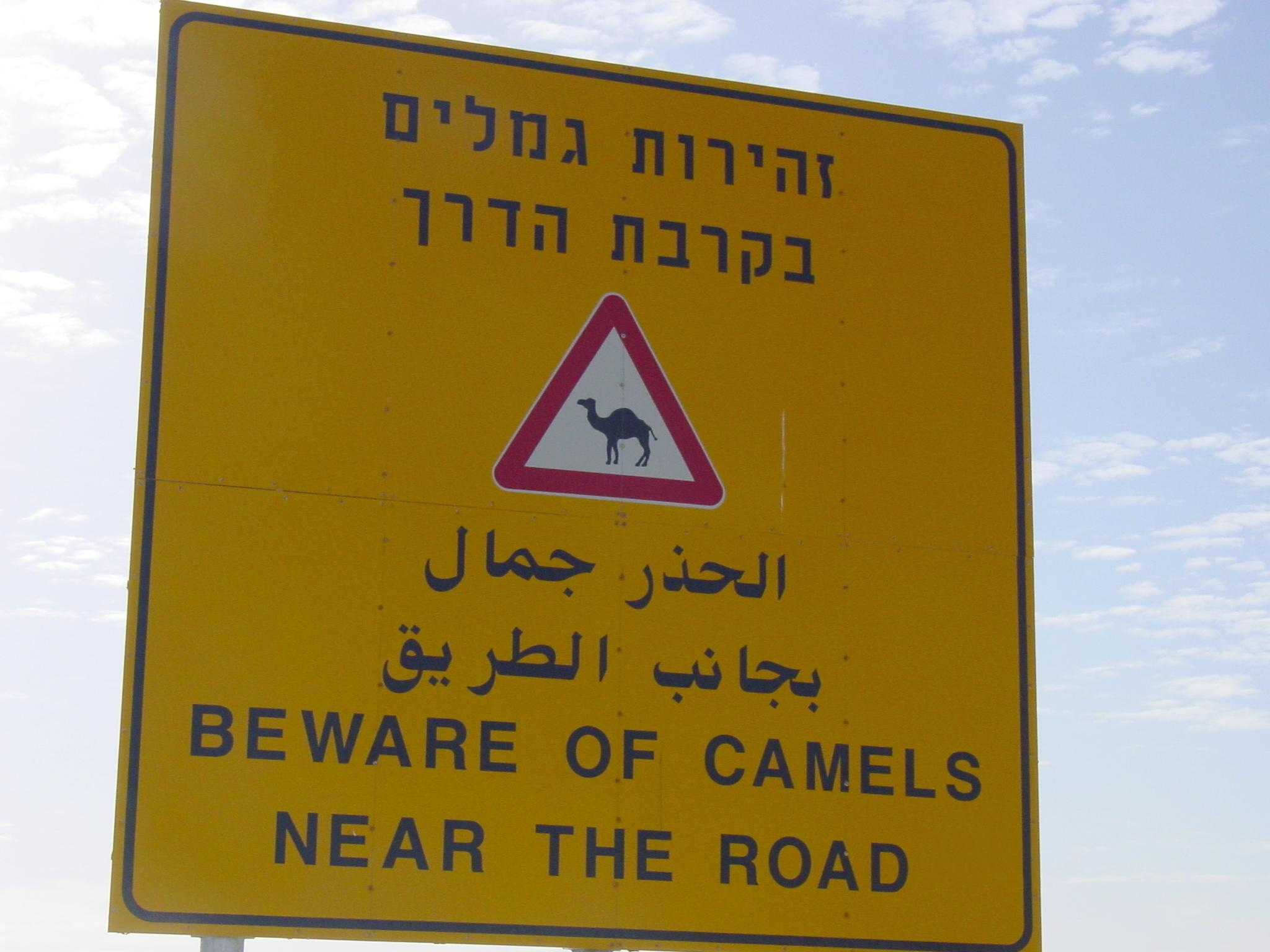
Israel: camel zone sign, multilingual.
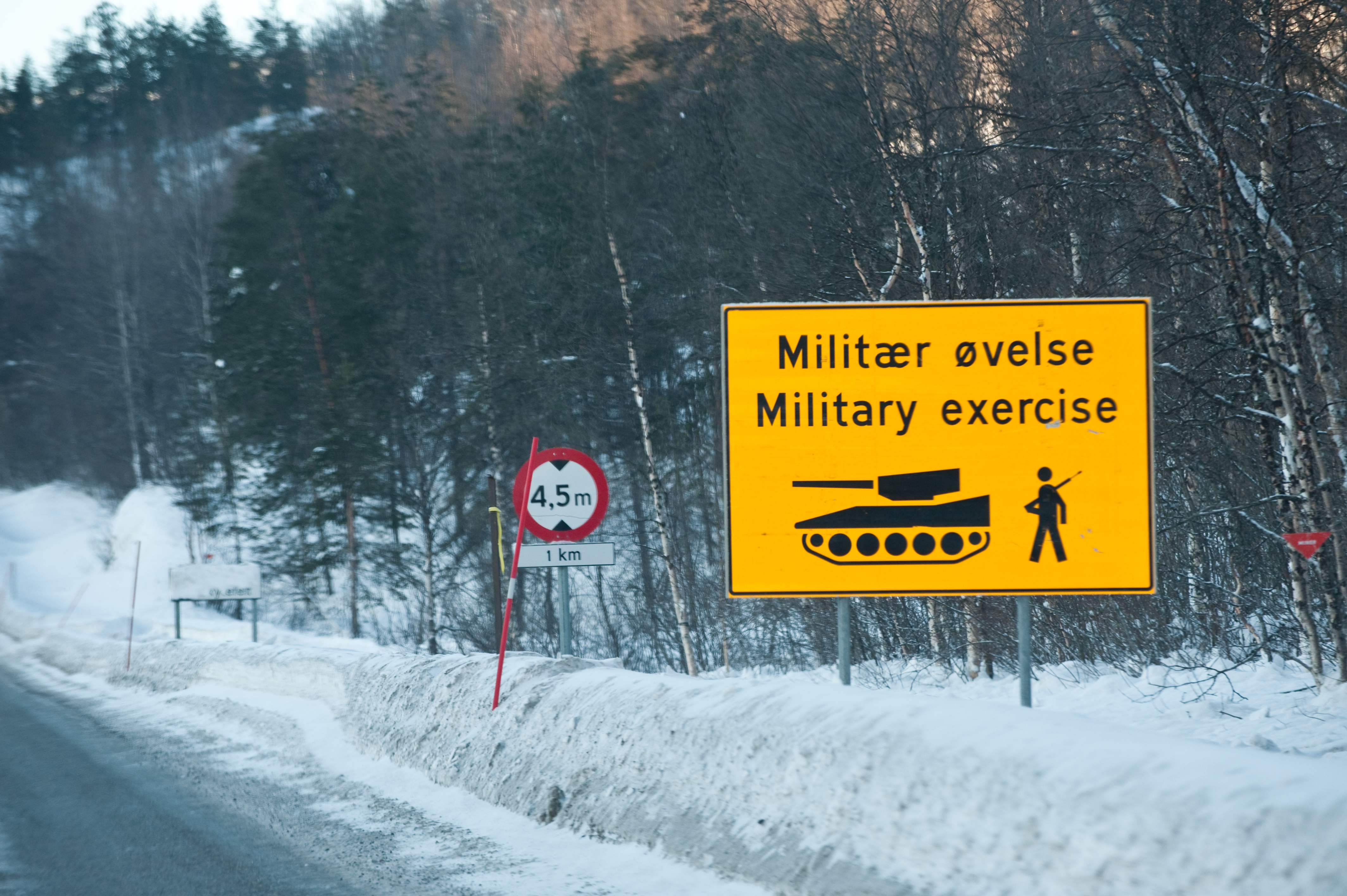
Norway: military exercise underway.
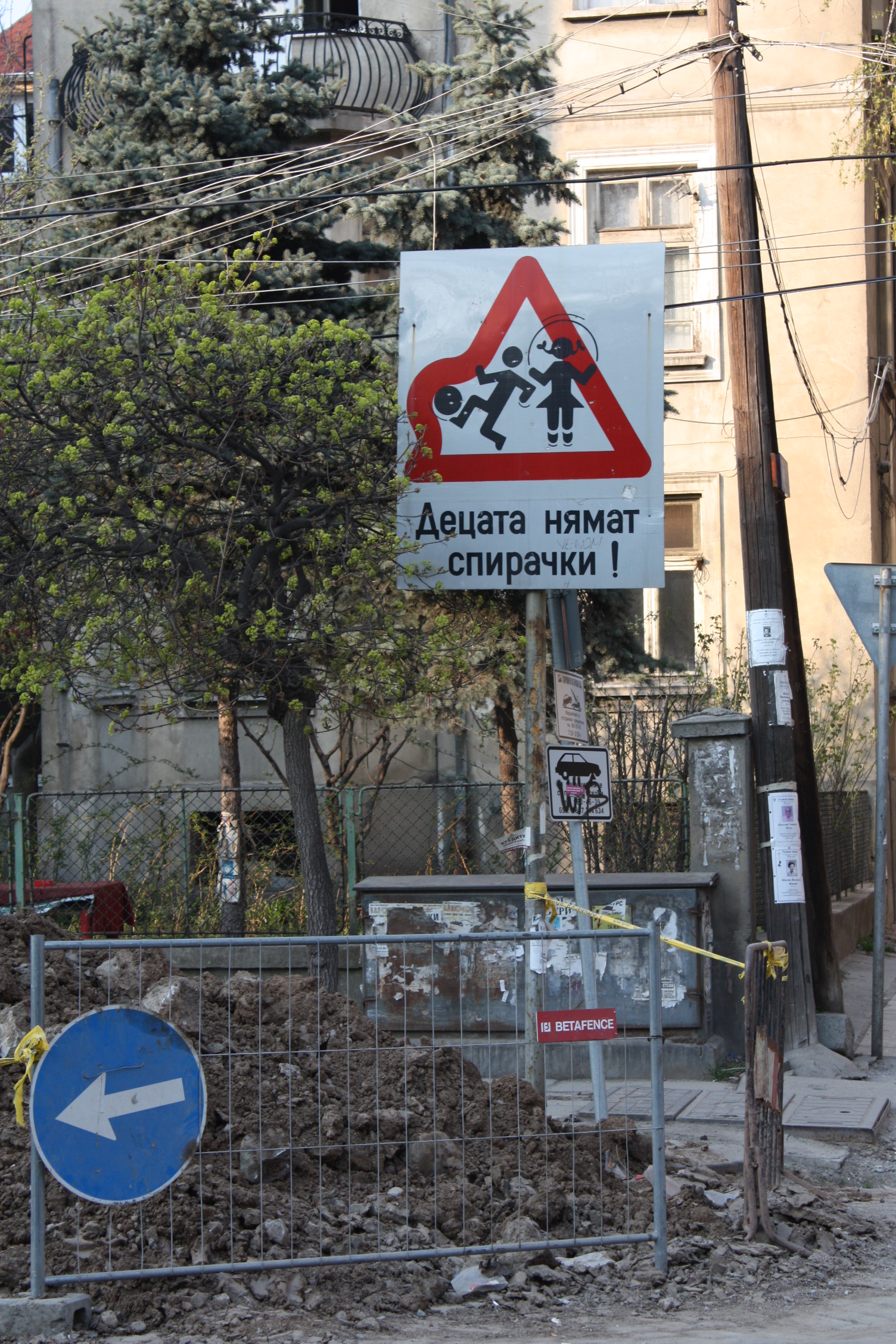
Bulgaria: children ("don't have breaks").
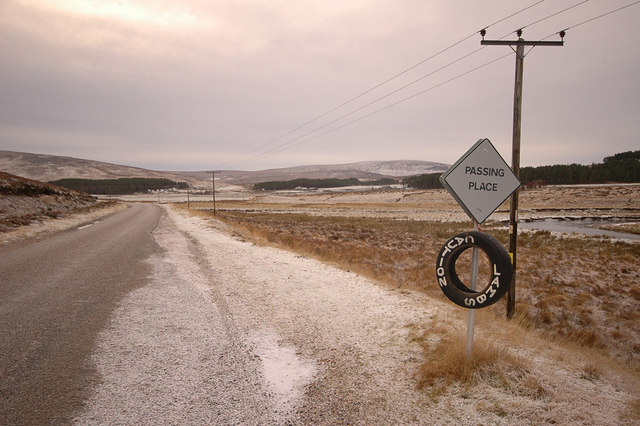
Scotland: passing zone (plus hand-painted caution lambs sign on old tire).
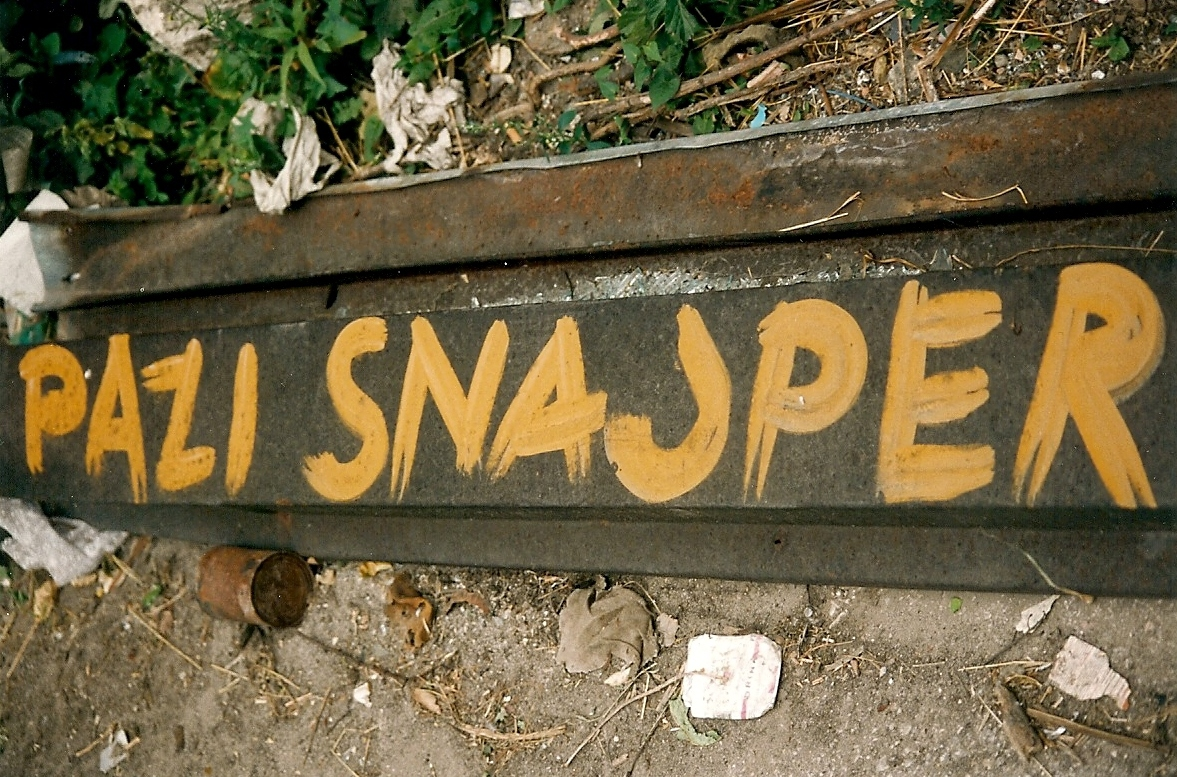
Bosnia: (1992-95 wartime) hand-painted Alert Snipers!
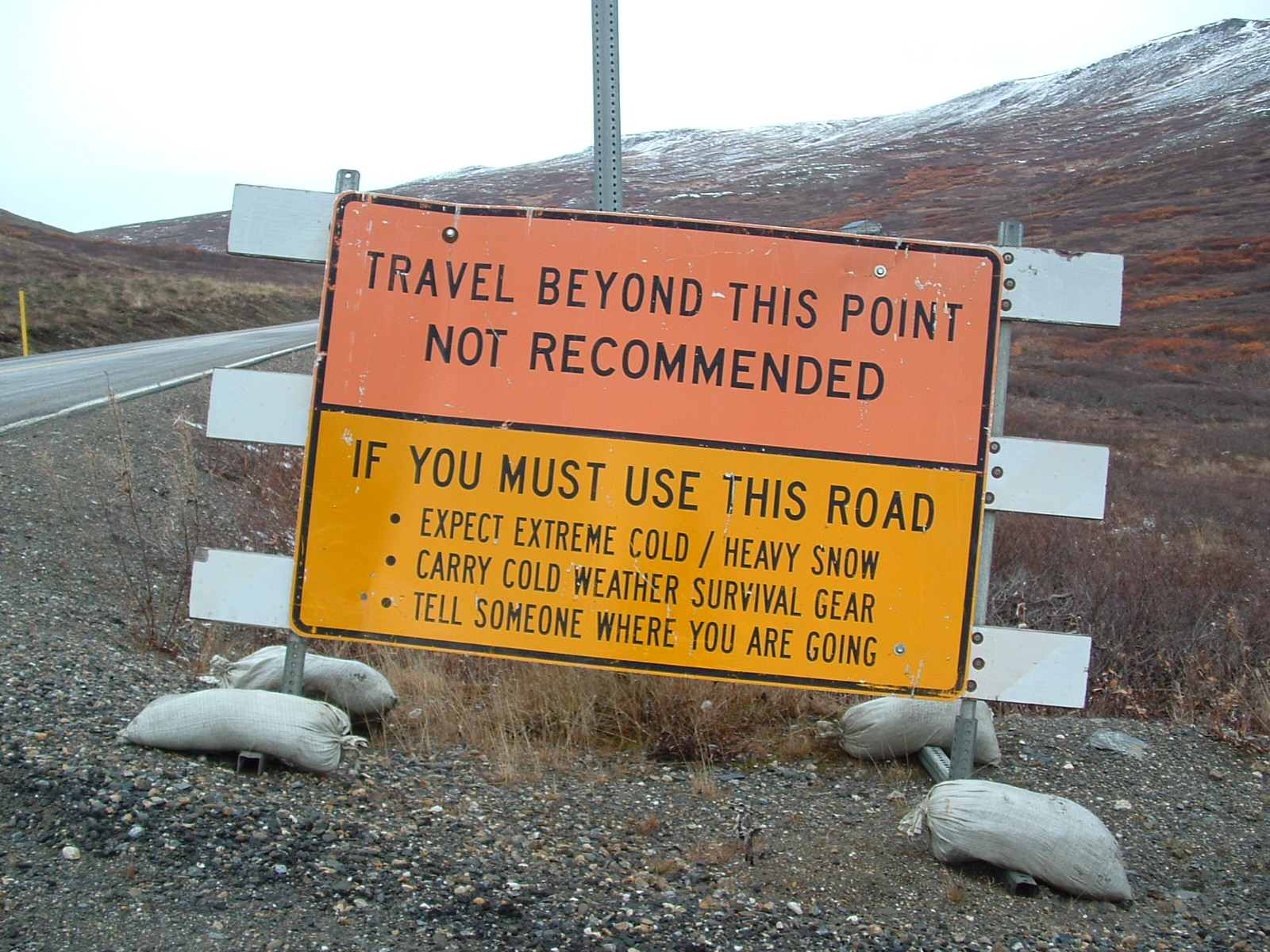
U.S. (Alaska): deadly cold, proceed only at your own risk.
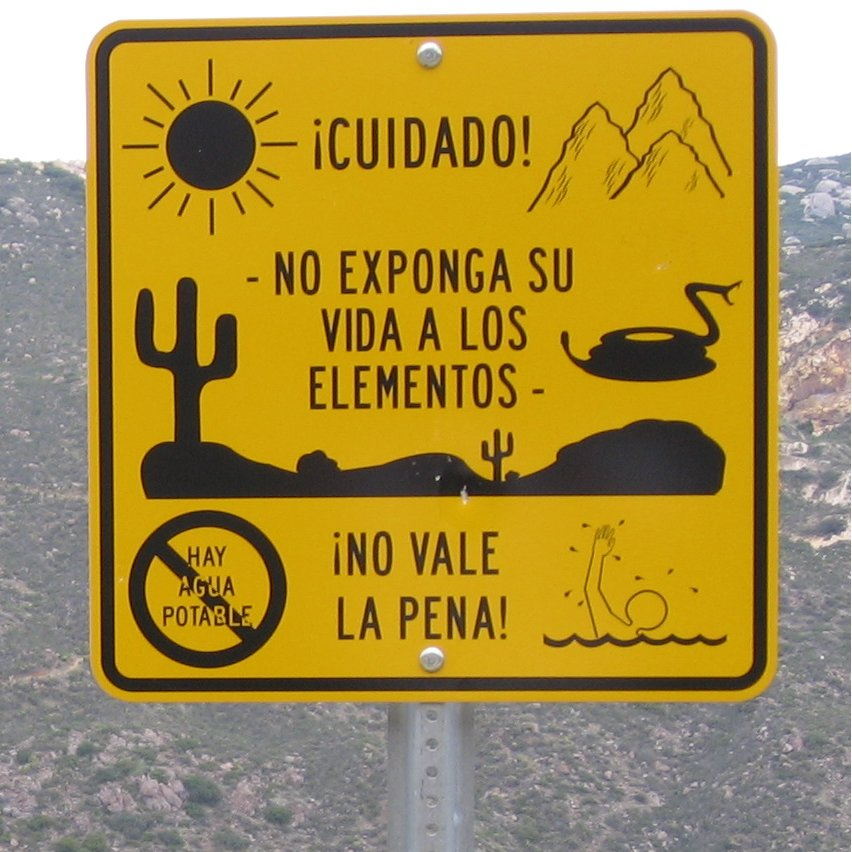
U.S. (California): message to Mexican infiltrators that crossing the desert can be fatal.
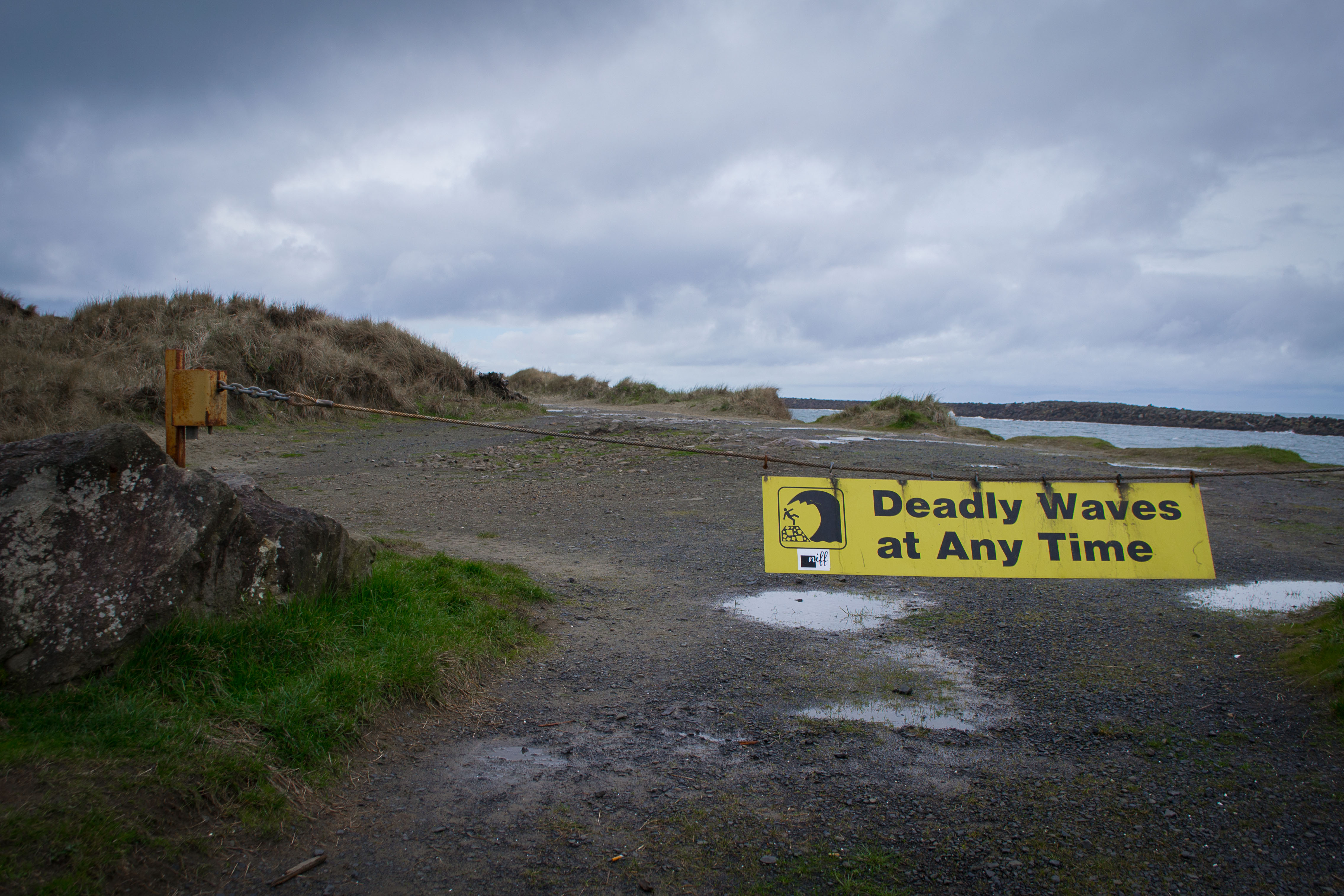
U.S. (Oregon):A deadly wave warning sign on the Yaquina Bay South Jetty.
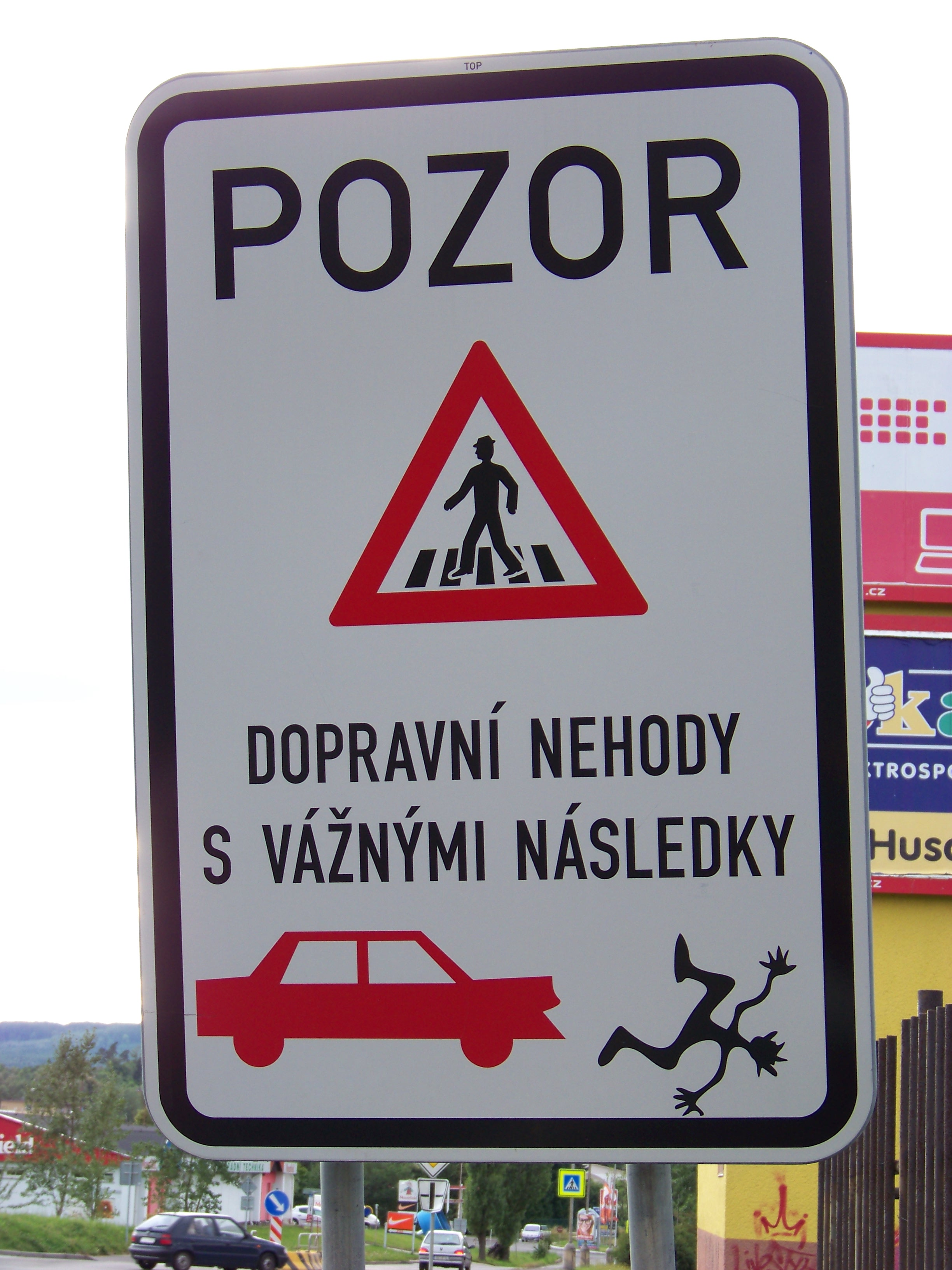
Czech, Alert: traffic accidents with serious consequences.

المملكة المتحدة: المنطقة الضفدع.
المملكة المتحدة، معبر دبابات .
ليتوانيا: العمياء.
هولندا (تيكسل): الحذر الرمال المتحركة.
نيوزيلندا، معبر البطريق .
كولومبيا، Didelphis marsupialis المنطقة.
الولايات المتحدة: قاطرات الروبوت.
ألمانيا: احترس، وهي مملوكة من القطاع الخاص معبر للسكك الحديدية. لا معبر unpermitted.
أستراليا، معبر الحياة البرية متنوعة .
سفالبارد، الدب القطبي المنطقة (جديد الدب الأبيض البديل).
الولايات المتحدة (خمر)، تجنب الدببة .
على حدود لاوس / تايلاند: قبل ونحن حملة على الجانب الآخر من الطريق .
بولندا: الخطر، العبارة السيارة إلى الأمام.
نيوزيلندا: منحنيات استثنائية / التقاطعات / RR الوضع X-ING.
الولايات المتحدة: اختبار عربة جارية.
الولايات المتحدة ( ألاسكا ): تحذير: لا تحذيرات قبل .
تايوان، معبر البومة .
المملكة المتحدة، الأطفال بطيئة و البط عبور الإشارة.
الولايات المتحدة ( ولاية كاليفورنيا )، هانغ المنزلق شينغ (المعبر).
ألمانيا: ينظر خارجا واسعة snowcat المركبات.
بولندا: قد تنهار المباني، وتوجيه واضح.
كوريا الجنوبية، حذار من السناجب الأبيض .
تايلاند: اذهب المرتفعات أثناء الهزات، ومنطقة تسونامي.
الولايات المتحدة (ألاسكا) بيسون قد يصدم السيارات (رسمت باليد).
جنوب أفريقيا: الرباح.
النمسا: الحذر، الغرير!
ناميبيا: المنطقة النمر.
أستراليا: خفافيش الفاكهة، ومخاطر الفيروس.
جنوب أفريقيا: الأسود، والبقاء في السيارة.
المملكة المتحدة: معبر الغرير.
ألمانيا: الحياة خطر! الجانبين الحاد والمياه العميقة.
الحرب العالمية الثانية خط الجبهة في المناطق الحضرية: متنزهين البقاء مرة أخرى.
ألمانيا: الحياة خطر! المرسوم العسكرية غير المنفجرة .
جزر فوكلاند: بطيئة، والألغام الأرضية.
ألمانيا: منطقة السيول.
إيطاليا: منطقة السيول (النشاط الكهرومائية).
أستراليا: المنطقة سحلية هدب العنق.
فنلندا: أسراب البعوض.
جنوب أفريقيا: حذار من أفراس النهر.
جرينلاند: ثور المسك المنطقة.
ألمانيا: الأذهان ثعالب الماء.
ناميبيا: المنطقة الخنزير.
ألمانيا: الحياة خطر! كتل الجليد يسقط.
إيطاليا: بركان fumarole منطقة الغاز السام.
جرينلاند: dogsled المعبر.
ألمانيا: خطر السقوط، والمنطقة الجبلية، لا تترك الطريق.
ألمانيا: الحياة خطر! تحت الأرض لا يبدو / قوي.
الولايات المتحدة: تحت الأرض النار على الطرق قد تنهار.
ألمانيا: الحيوانات الأليفة / الحيوانات البرية الصراع، منطقة المرض القراد.
على الأسلاك الشائكة في معسكر أوشفيتز 1 : ابحثوا عالية الجهد الحياة خطر .
ألمانيا: يخيم الغطاء النباتي.
ايرلندا: يتجمعوا رصيف الميناء.
أستراليا و تسمانيا الشيطان المنطقة .
اليابان (Iriomote): القط iriomote المنطقة.
أستراليا: المنطقة كرة الغولف.
جزيرة ريونيون : خطر الوقوع سعف النخيل.
السويد: معبر السمان.
إسرائيل: علامة منطقة الهجن، متعددة اللغات.
النرويج: مناورات عسكرية جارية.
بلغاريا: الأطفال ("لم يكن لديك فواصل").
اسكتلندا: المنطقة عابرة (زائد رسمت باليد الحذر الحملان التوقيع على الإطارات القديمة).
البوسنة: ( 1992-1995 زمن الحرب ) رسمت باليد تنبيه قناصة!
الولايات المتحدة (ألاسكا): البرد المميت، والمضي قدما فقط على مسؤوليتك الخاصة.
الولايات المتحدة (كاليفورنيا): رسالة إلى المتسللين المكسيكية التي تعبر الصحراء يمكن أن تكون قاتلة.
الولايات المتحدة (ولاية أوريغون): إشارة تحذير موجة المميتة على ياكوينا جنوب خليج جيتي.
التشيكية، تنبيه: حوادث السير مع عواقب وخيمة .
علامات نكتة تعديل المخرب و
ألمانيا: عام مع الحذر أضاف سانتا مزلقة.
السويد: عام الحذر مع رمز أضاف skvader jackalope.
في فنلندا. لعام الحذر مع المخرب أضافت صورة القنفذ.
وأضاف مخرب الزحافات إلى نمساوي معبر الماشية علامة.
ألمانيا: منطقة اللقلق مع إضافة فضلات .
في فرنسا، وهو المخرب وأضاف الحيوانات.
عام تحذير الرمز الذي أضاف مخرب التشيكية: "حذار من تحلق على ارتفاع منخفض السحرة ".
الأسترالية كاسوري معبر و سرعة اهتززت علامات تعديلها من قبل مخرب أن يكون قبل وبعد الجمع بين سيسقط المشهد.
معبر للمشاة مع أجنحة وأضاف ريد بول يمكن.
في اسكتلندا، معبر الماشية علامة التحذير من الفيلة المعدلة مخرب.
ألمانيا: وأضاف النادل أن نحذر علامة.
ألمانيا: Kitesurfer تضاف إلى علامة طريق وعرة.

## علامات التحذير مع أضواء
بعض علامات التحذير والأضواء الساطعة لتنبيه السائقين من الظروف قبل أو تذكير السائقين لإبطاء. في بريطانيا ، ما يطلق عليه ضوء تحذير .
أضواء المرفقة
علامة منطقة المدرسة تحذير حركة المرور في الدنمارك.
فرنسا إشارة المرور الحمراء المقبلة.
ممر التنبيه مع الخطوط العريضة التي تعمل بالطاقة الشمسية مضاءة.
الدنمارك متعددة الأغراض المحمولة مجموعة تحذير حركة المرور.
منطقة المدرسة علامة مع ضوء التحذير في الولايات المتحدة
علامة منطقة الفيضان الولايات المتحدة.

## علامات التحذير غير المرور
توقيع في شلالات نياجرا، أونتاريو ، محذرا من الناس لا لتسلق السكك الحديدية الحرس تطل على نهر نياجرا . الصورة من قبل جورج جاريجس
تم العثور على علامات التحذير أيضا على المواقع الخطرة المحتملة الأخرى. في قاعدة اعمدة الكهرباء أو أسوار المحطات الفرعية أو المعدات radiotechnical مع الأجزاء المفتوحة الرائدة عالية الجهد ، وهناك علامات تحذير من الجهد العالي. علامات التحذير ويمكن الاطلاع على الجزء العلوي من المنحدرات. "حذار من الكلب" هو تحذير نموذجية من وجود الكلب، ولكن ليس هناك تصميم علامة القياسية. وتشمل آخرين علامات أرضية مبللة .

## الملاحظات
1. ^ الإدارة الفيدرالية للطرق السريعة . "القسم 1A.13 تعاريف الكلمات والعبارات في هذا يدوي" . دليل موحد أجهزة التحكم المرورية (2003 الطبعة). واشنطن، DC. ع. 1A-14 . استرجاع 2009-03-01 . "تحذير توقع علامة على أن يعطي إشعار لمستخدمي الطريق من الحالة التي قد لا تكون بادية للعيان."
2. ^ المتهمون الحصول على عقوبة السجن لمدة 15 عاما لعمليات القتل توقف علامة . CNN التفاعلية. 20 يونيو 1997. تاريخ الوصول: 29 يوليو 2007.
3. ^ يتحدى مجموعة إيقاف الاشتراك الجملة . ش بيترسبرغ تايمز ، 24 مارس 2001
4. ^ وحكم على بيلي، كول، وميلر إلى ما بين 27 و 46 عاما في السجن، ولكن سيذهب حرة بعد خمس سنوات فقط بعد أن أمر قاض بإعادة المحاكمة لأن المدعي العام قد المبالغة أدلة معينة في بلدها المرافعات الختامية. ورفض الادعاء برفع القضية للمرة الثانية.
5. ^ يصبح علامة السلامة على الطرق السريعة تعمل القصة على الهجرة | سان دييغو يونيون تريبيون
6. ^ كتيب السائق